# 以色列
31°N 35°E / 31°N 35°E
以色列国（希伯來語：מְדִינַת יִשְׂרָאֵל），通稱以色列（希伯來語：יִשְׂרָאֵל），是一个位于西亚的国家。其北邻黎巴嫩，东北接叙利亚，东接约旦，西南与埃及接壤，西濒地中海。此外，以色列还實際控制了巴勒斯坦領土的约旦河西岸和加沙地带，以及叙利亚所属的戈兰高地。以色列在最南端拥有一小段红海海岸线，其首都所在地設於耶路撒冷，经济中心则是特拉维夫。
以色列坐落于被称为“以色列地”的地区，该地区亦被称作巴勒斯坦地区、圣地或迦南。在古典时代，这片土地曾是迦南文明的所在地，随后相继出现了以色列王国和犹大王国。由于地处黎凡特走廊，因此这一地区在历史上曾先后受罗马帝国、奥斯曼帝国等多个帝国的统治，人口结构也在持续发生变化。19世纪末，欧洲日益严重的反犹主义激发了犹太裔群体内部的锡安主义运动。该运动主张推动犹太人移居巴勒斯坦，建立一个属于犹太民族的家园。这一政治理念随后在1917年由时任英国外交大臣阿瑟·贝尔福发表的、阐述大英帝国中东政策的文件《贝尔福宣言》中获得了英国的支持。第一次世界大战结束后，英国占领了该地区，并于1920年设立“巴勒斯坦托管地”。在犹太人大屠杀前夕，由于迁往以色列地的犹太移民数量大幅增加，加之英国在中东地区的外交政策，犹太人与阿拉伯人之间的族群冲突因此进一步激化。1947年，在联合国提出将该地区划分为两个国家的方案之后，该冲突进一步升级为一场内战。
在英国对巴勒斯坦的委任统治结束之后，以色列于1948年5月14日宣布独立。次日，邻近的阿拉伯国家对该地区发动入侵，第一次以阿戰爭随即爆发。战后所签署的停战协议使以色列控制的领土范围超过了联合国分治方案所划定的界限；与此同时，由于新的阿拉伯独立国家未能建立，原来由英国委任统治地区的其余部分（即加沙地带和约旦河西岸）则分别改由埃及和约旦控制。战争期间，大多数巴勒斯坦阿拉伯人被驱逐或逃离，这一事件被称为“纳克巴”（意为“灾难”）。留下来的少数阿拉伯人则成为了新成立的以色列国中的主要少数族群:270。在随后的数十年间，随着大量犹太人从阿拉伯世界迁移、逃离或被驱逐至以色列，以色列的人口规模实现了大幅度的增长:282。
以色列在1967年六日战争结束之后占领了约旦河西岸、加沙地带、西奈半岛以及戈兰高地。1973年赎罪日战争结束后，以色列与埃及签署了和平条约，并于1982年将西奈半岛归还埃及；随后，以色列又与约旦达成和平协议。1993年，以色列与签署了《奥斯陆协议》，实现了与巴勒斯坦方面的相互承认，并在约旦河西岸和加沙地带部分地区确立了巴勒斯坦有限的自治。进入2020年代，以色列通过《亚伯拉罕协议》与多个阿拉伯国家实现关系正常化。然而，《奥斯陆协议》不但事实上未能推动以巴冲突的解决，反而导致以色列与巴勒斯坦武装组织之间爆发了多次战争与冲突。以色列在其占领的巴勒斯坦領土上建立并持续扩张定居点，事实上吞并了东耶路撒冷和戈兰高地。此举被国际法院认定违反国际法，且未被大多数国家承认。以色列在巴勒斯坦国领土上的占领行为长期遭到国际社会的批评，并被人权组织及联合国官员指控犯下战争罪、危害人类罪以及种族灭绝罪。
以色列基本法确立了该国由比例代表制选举产生的议会，该议会负责决定由谁组建内阁，并选举具有象征意义的总统。以色列是中东地区最大的经济体之一，同时也是亚洲人类发展指数较高的国家之一。按名义国内生产总值计算，以色列为世界第26大经济体；按人均名义国内生产总值计算则位列世界第16位。作为全球技术最先进、发展程度最高的国家之一，以色列在研发上的支出占比高于世界大多数国家，并被广泛认为拥有核武器。其文化受到犹太文化、犹太侨民文化以及阿拉伯文化的共同影响。

## 概述
以色列位于亚欧大陆交界处，其国家位处阿拉伯半岛西北角、地中海东岸和红海亚喀巴湾北岸，与巴勒斯坦领土（约旦河西岸地区、加沙地带）交错相邻，北接黎巴嫩，东北邻叙利亚，东与约旦接壤，西南则为埃及西奈半岛。
最初领土面积為1.52万平方公里，经过5次中东战争后，目前实际控制面积约2.8万平方公里。以色列国土南北长约470公里，东西最宽处宽约135公里，整体南北长，东西窄。地形和气候相当多样。特拉维夫是以色列最大的都會區、金融及科技创新中心；耶路撒冷則为其法定首都、各政府机构所在地（国防部除外）及其轄下的人口第一大城市，不过基於耶路撒冷地位問題，目前以色列不被部分国家承认。
猶太人曾在以色列地區建立過北國以色列、南國猶大、從希臘塞琉古帝國獨立但最終成為羅馬共和國附屬國的哈斯蒙尼王朝和後來的希律王朝，在公元前37年至公元74年間作為羅馬的傀儡斷斷續續地統治猶太地（有時建立自治王國有時直屬猶太省下）。第一次猶太–羅馬戰爭在74年結束後以色列地區就直接被外族統治直到20世紀。統治過以色列地區的政權包括古埃及、新亞述帝國、新巴比伦帝国、波斯第一帝国、希腊馬其頓帝國、托勒密埃及、塞琉古帝國、羅馬共和國和罗马帝国、東羅馬帝国、波斯第二帝國、阿拉伯帝国、法蒂瑪王朝、塞爾柱帝國、十字军（耶路撒冷王國）、埃及马穆鲁克王朝、奥斯曼土耳其帝国以及大英帝国。
一戰期間以色列地區被英國及阿拉伯起義軍攻佔，其後奥斯曼帝国於1918年战败並解體，戰後国际联盟於1922年起委托英国成立巴勒斯坦託管地。受到犹太复国主义兴起，再加上二战期间纳粹德国在欧洲的反犹主义行径，战后大批犹太人陆续购地并迁入本地。
1947年11月29日，聯合國大會通過181号决议，确定支持在巴勒斯坦託管地推行分治方案，分别成立一个犹太国家与一个阿拉伯国家，耶路撒冷及其周邊地區则由國際管理。1948年5月14日，世界猶太復國主義組織及猶太援以協會主席戴维·本-古里安宣告「猶太國家在以色列家園建立，稱為以色列國」，將於託管结束之时開始運作。5月15日零时，英國對巴勒斯坦的託管终止。以色列建國次日，鄰近的阿拉伯國家便集結了軍隊发动第一次中東戰爭争夺前巴勒斯坦托管地，與以色列軍隊交戰，后双方战线沿当今被称做“绿线”处停战。约旦占领了绿线至約旦河的地區，并于1950年宣布将其并入约旦王国。
此後，以色列與阿拉伯鄰國多次發生衝突，以色列逐渐控制了約旦河西岸地區（1967年至今）、西奈半岛（1956年—1957年、1967年—1982年）、南黎巴嫩局部地區（1982年—2000年）、加薩走廊（1967年—2005年；但2005年撤退後仍被視為佔領）以及戈蘭高地（1967年至今）。以色列將其法律管轄範圍拓展至戈蘭高地和東耶路撒冷。根据1993年以巴签订的《奥斯陆协议》，以色列对约旦河西岸的“B”和“C”区行使部分或完全的管辖权，“A”区则由阿拉伯人完全自治 。由于以阿双方多年以来都未遵循或承认1947年联大181决议划定的以色列和巴勒斯坦国国界，冲突不断，国际社会只能有限调解以巴衝突，至今仍未達成和平。以色列至今不承认巴勒斯坦为独立国家，但以色列已经分别与埃及和约旦签署和平条约。
以色列人口中约73%为猶太裔，21%为阿拉伯裔（包括德鲁兹派和多数东耶路撒冷阿拉伯人），为世上唯一犹太人占多数的国家。绝大多数阿拉伯裔以色列人为定居的逊尼派穆斯林，内盖夫贝都因人；其余则为基督徒。其他少数族裔包括马龙派、撒马利亚人、多姆人和罗姆人、非裔希伯来以色列人、其他撒哈拉以南非洲人、亚美尼亚人、切尔克斯人、越南船民等。以色列亦有一定数量的来自非洲和亚洲的外国劳工和政治庇护者。
根据《以色列基本法》，以色列为“犹太和民主国家”。以色列为代议民主制国家，采用议会制、比例代表制和普遍选举制。总理为政府首長，议会为立法机关。以色列为发达国家，也是经济合作与发展组织成员国，2023年其名义国内生产总值排名世界第29，人均GDP排第13位。该国具有较高水平的劳动力，为全球教育程度最高的国家之一，其公民拥有高等教育学历的比例亦高於世界平均。其生活水平为中东最高和亚洲第四高，其人口预期寿命亦居世界前列。

## 词源
“以色列”（古敘利亞語： 𒅖𒊏𒅋 išrail；烏加里特語： 𐎊𐎌𐎗𐎛𐎍 yšrʾil；七十士譯本希臘語： Ἰσραήλ Israēl；埃爾（即神）所統治的/堅持/奮鬥）一词为希伯来语，意思为“与神角力者”。猶太人先祖以撒的次子雅各與天使摔跤後，被神賜名為以色列。雅各有十二個兒子，成為以色列十二支派的始祖，故雅各的後代子孫於是以色列人。
雅各和他兒子原本住在迦南，因為飢荒遷往埃及，直到摩西帶領以色列人逃出埃及才回到迦南。
埃及法老麦伦普塔（公元前1213-1203年）统治期间，以色列作为一个文化实体被首次提及。麥倫普塔赫石碑是唯一提到以色列（ "Isrir" 或者 "Israel"）的古埃及文字記錄，寫作ysrỉꜣr，標示此一詞的限定意義符號是指外國的民族。
| i | i | z · Z1s · Z1s · r | i | A | r · Z1 · T14 | A1 · B1 · Z2 | 以色列（外國的民族）
| T14 | A1 · B1 · Z2 | 表示外國民族的限定意義符號

## 歷史

### 以色列联合王国及南北国时期

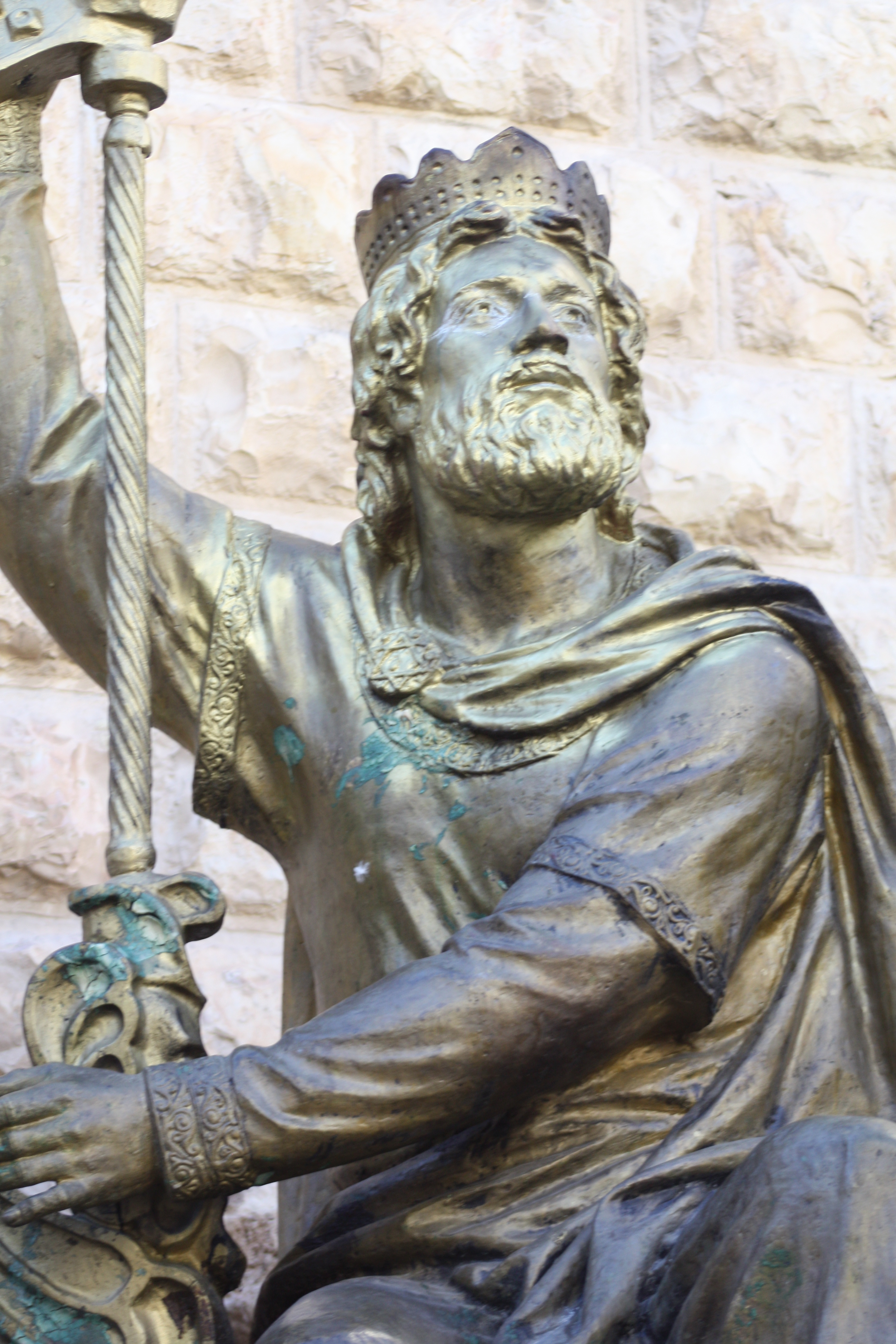
大衛王雕像，位于耶路撒冷锡安山。根据聖經和塔納赫記載，大卫王将都城迁到耶路撒冷，又能征善战、颇有作为，开创了以色列历史的“黄金时代”
扫罗和大卫王时期以色列联合王国的疆域图（以色列联合王国只有在聖經和塔納赫記載）
公元前九世纪，南黎凡特地区地图，蓝色为北国以色列，黄色为南国犹大

以色列最初是指一个民族而非地名，可查最早的记载出现在西元前1211年。在过去3000年的历史中，犹太人视以色列地为自己的民族和精神生活的核心，称之为“圣地”或“应许之地”。以色列在犹太教中具有特别的含义，包括圣殿遗迹和相关的宗教礼仪，都是現代猶太教傳統的重要基礎。
根据圣经记载，以色列人的先祖亚伯拉罕原来居住在美索不達米亞地区，后受神呼召，迁居至迦南。以色列的先祖亦曾南下至埃及寄居，在埃及做奴工四百年。直至公元前14世纪，他们才集体离开埃及，回到迦南定居，并逐渐占领当地。
根據考古證據和現代考古學的記載，以色列人和他們的文化並不是透過武力佔領迦南地區的，而是從長期居住在南黎凡特、敘利亞、古以色列和外約旦的土著迦南人中分支出來的，透過以雅威（聖經和塔納赫的耶和華）為中心的獨特的一神論宗教的逐漸演變。

#### 以色列聯合王國
部分考古學家爭論以色列聯合王國是否曾經存在過。

#### 南北王国时期
以色列和猶大國歷史學家和考古學家一致認為，北部以色列王國大約在公元前900年就已經存在。，而南部猶大王國大約在公元前850年存在。
南部群体（即南國猶大）有两个部族，以较为强大的部族犹大来命名；而北部群体（即北國以色列）则有10个部族，仍然保持着以色列的名称。因此，居住在南部犹大地区的人，自此被称作犹太人；而居住在北部以色列地区的人，便保持以色列人的称号，从而使犹太人与以色列人一样，都具有种族和民族，乃至国家的多重意义。。
公元前722年，以色列王国被新亚述帝国所灭。南方的猶大王国作為亞述的附庸國苟活至亞述帝國被新巴比倫帝國取代。亞述滅亡後，猶大王國暫時受另一強權埃及第二十六王朝保護（作為埃及的附庸國），公元前588年埃及背棄承諾，撒回了駐軍，因為沒了保護，新巴比伦帝國於公元前586年滅了猶大王國。

#### 巴比伦之囚
公元前586年，新巴比倫王國的尼布甲尼撒二世派兵攻打猶大王國，沒了先前埃及第二十六王朝的保護（埃及為了自身利益不想和巴比倫起衝突），耶路撒冷很快沦陷，遭到了巴比伦军队的烧杀抢掠，大批幸存犹太人被掳到巴比伦，留下的只有一些老弱病残。这次事件史称“巴比伦囚虏”。
尽管犹太人被掳到巴比伦，但他们并没有忘记自己的宗教和文化，他们依然在一些祭司和利未人的后裔带领之下举行各种宗教活动，并开始在巴比伦建立犹太会堂。犹太人也在这段时间开始编纂典籍，《旧约圣经》被认为是在这段时期编纂的。
前539年，新巴比伦王国被波斯第一帝国的居鲁士二世所灭。居鲁士二世颁布居魯士文書，下令犹太人可以回去重建家园，不少犹太人便回到以色列重建耶路撒冷。他们在前520年开始重建第二圣殿，并于前445年至前443年重建耶路撒冷城墙，即今西墙的一部分。

### 古典时代及中世紀前期
经历过新亚述、新巴比伦、波斯、希腊（以及繼業者托勒密埃及和塞琉古）等古国的统治，犹太人在这一地区逐渐衰落。

#### 哈斯蒙尼王朝（希臘-羅馬時期）

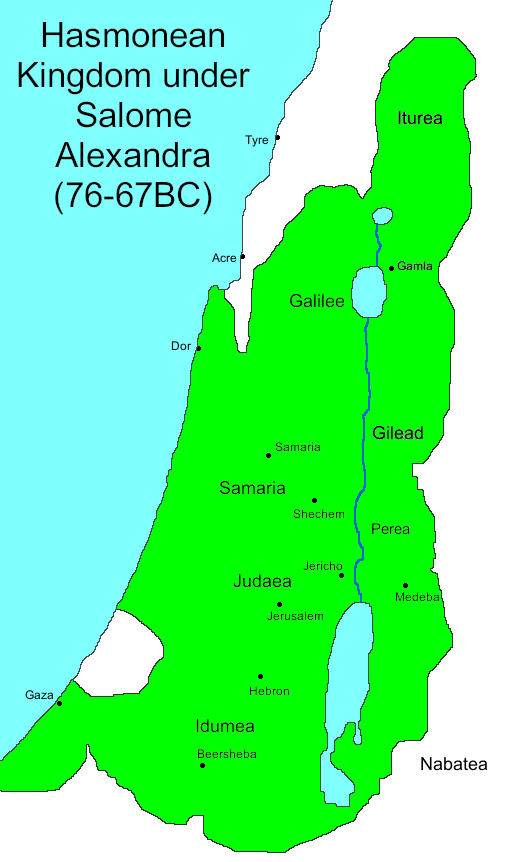
哈斯蒙尼王朝疆土

古希臘馬其頓帝國在亞歷山大大帝的領導下公元前332年擊敗波斯，征服以色列地區一帶，並在兩年後於公元前330年滅波斯阿契美尼德帝國。亞歷山大死後帝國分裂，以色列被托勒密王朝統治。托勒密王朝是亞歷山大大帝其中一個將軍托勒密一世的後代，因基地在埃及，托勒密王朝亦被稱為托勒密埃及。托勒密埃及對猶太人非常好，當時猶太人不但有宗教自由，甚至有不少托勒密統治下的外邦人信奉猶太教。第一本舊約聖經（猶太教的塔納赫）希臘文譯本七十士譯本就是當年托勒密埃及為了編纂亞歷山卓圖書館的書籍，而請了一群拉比來翻譯舊約聖經，最後花了七十年來完成。
前198年，以色列便為塞琉古帝國所佔領，塞琉古帝國是亞歷山大大帝另一位將軍塞琉古一世的後代，領土包括土耳其、波斯和敘利亞。他們和托勒密埃及相反，禁止猶太人的宗教自由，甚至在聖殿中擺放宙斯的神像，要求猶太人敬拜希臘諸神。最後，這些行為终於在前167年激起猶太人的反抗。
哈斯蒙尼王朝起源於前160年代左右由猶大·馬加比領導的馬加比家族，反抗希臘人統治，即馬加比起義。前140年，西蒙·薩西建立哈斯蒙尼王朝。哈斯蒙尼王朝长期作為塞琉古帝国的從屬國，直到塞琉古帝國在前116年陷入內戰，哈斯蒙尼王朝君主約翰·海卡努斯於前110年帶領王朝脫離希臘人控制，正式獨立，並開始一系列領土擴張。前104年，約翰·海卡努斯去世，由亞里士多德一世接任王位，但不到一年，就由亞歷山大·詹納烏斯接任，直到前76年為止。二人也恨法利賽人，並偏袒撒都該人，因而法利賽人受到嚴重的迫害。後來，亞歷山大·詹奈的妻子莎樂美·亞歷山德拉接任，她是法利賽人，又因而反過來打壓撒都該人。前67年，莎樂美·亞歷山德拉逝世，她的兩個兒子約翰·海卡努斯二世和阿里斯托布魯斯二世就發生內戰，互相爭奪王位，為期六年，結果兩敗俱傷。
公元前63年，新興羅馬共和國滅了殘存在敘利亞的塞琉古帝國，龐培將軍的羅馬軍隊亦開始南下攻打正在內戰的哈斯蒙尼王朝，猶太人明顯不敵被迫成為羅馬附屬國。羅馬人監管下的哈斯蒙尼王朝一直都在進行政治鬥爭。龐培先立支持他的約翰·海卡努斯二世為猶太人的統治者，卻不立他為王，以以色列大祭司名義統治，羅馬在哈斯蒙尼王朝的利益由權臣安提帕特代表。
公元前48年，龐培因為和共和國獨裁官凱撒在凱撒內戰中戰死以後，安提帕特馬上改變立場，支持凱撒，使凱撒升他為猶大省長，地位比大祭司海卡努斯二世更要高。同時，凱撒又對猶太人有很大的寛容的態度，給猶太人宗教自由。安提帕特在凱撒的支持下便成為以色列裏最有權力的人。他是徹底忠於共和國的。然而猶太人卻恨他，因為他是以東人，是他們以前死敵的後代。
前40年，共和國軍政人物（後三頭同盟）馬克·安東尼入侵安息帝國（波斯）時，亞歷山大·詹納烏斯之子安提柯二世自立為王勾結安息人反羅馬推翻海卡努斯二世，前37年安提柯二世被安東尼鎮壓並擊退安息軍隊。安提帕特之子希律在同年受羅馬支持返回耶路撒冷，從安提柯手中奪取了政權（前37年耶路撒冷圍城戰），由於希律不是馬加比王室成員，哈斯蒙尼王朝正式滅亡。他在同年被共和國元老院封為猶太人的王，世稱大希律王，開始了希律王朝。

#### 希律王朝（羅馬時期）

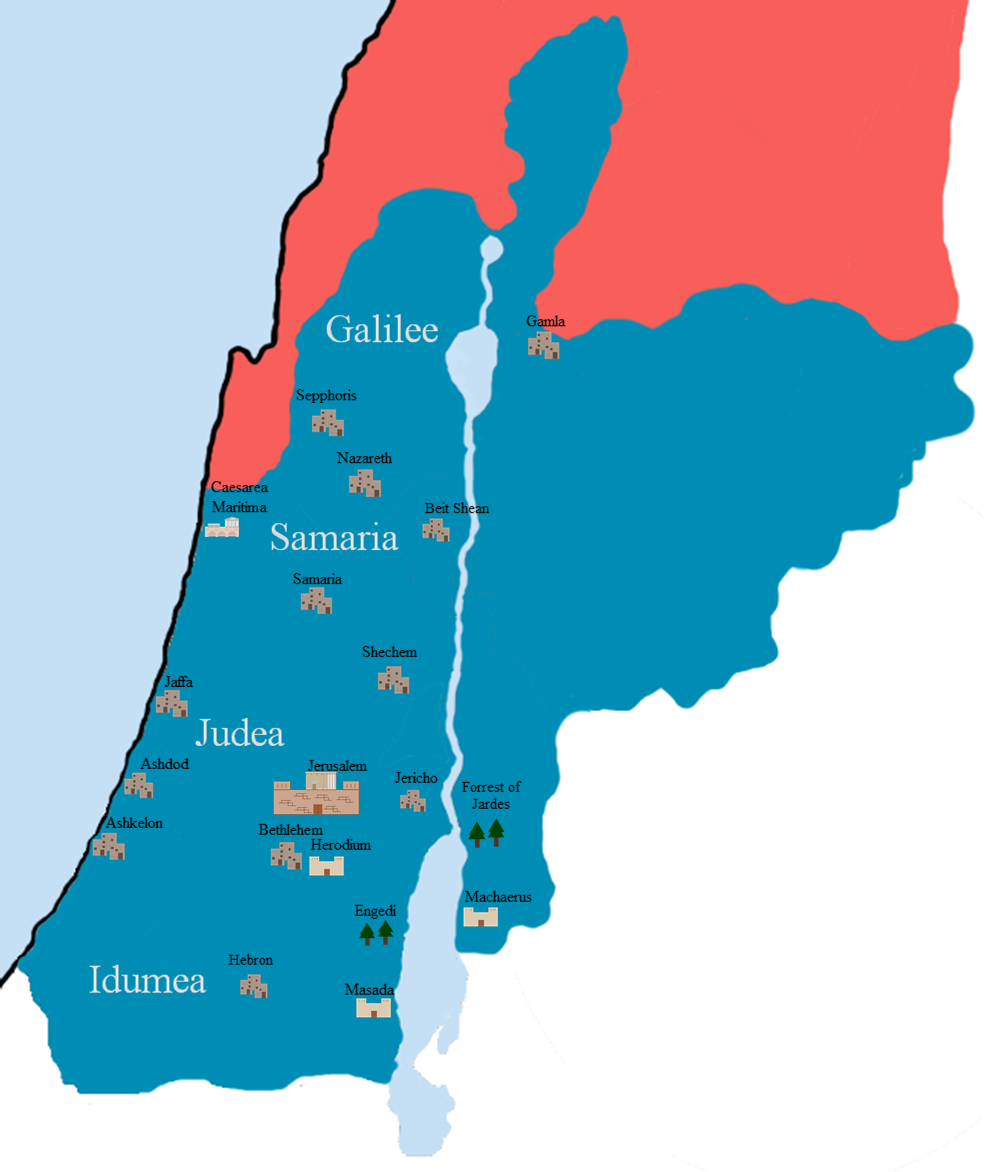
羅馬敘利亞行省（紅色）和大希律王治下的希律猶太王國（藍色），猶太行省的前身，耶穌也是在這個王國時期降生
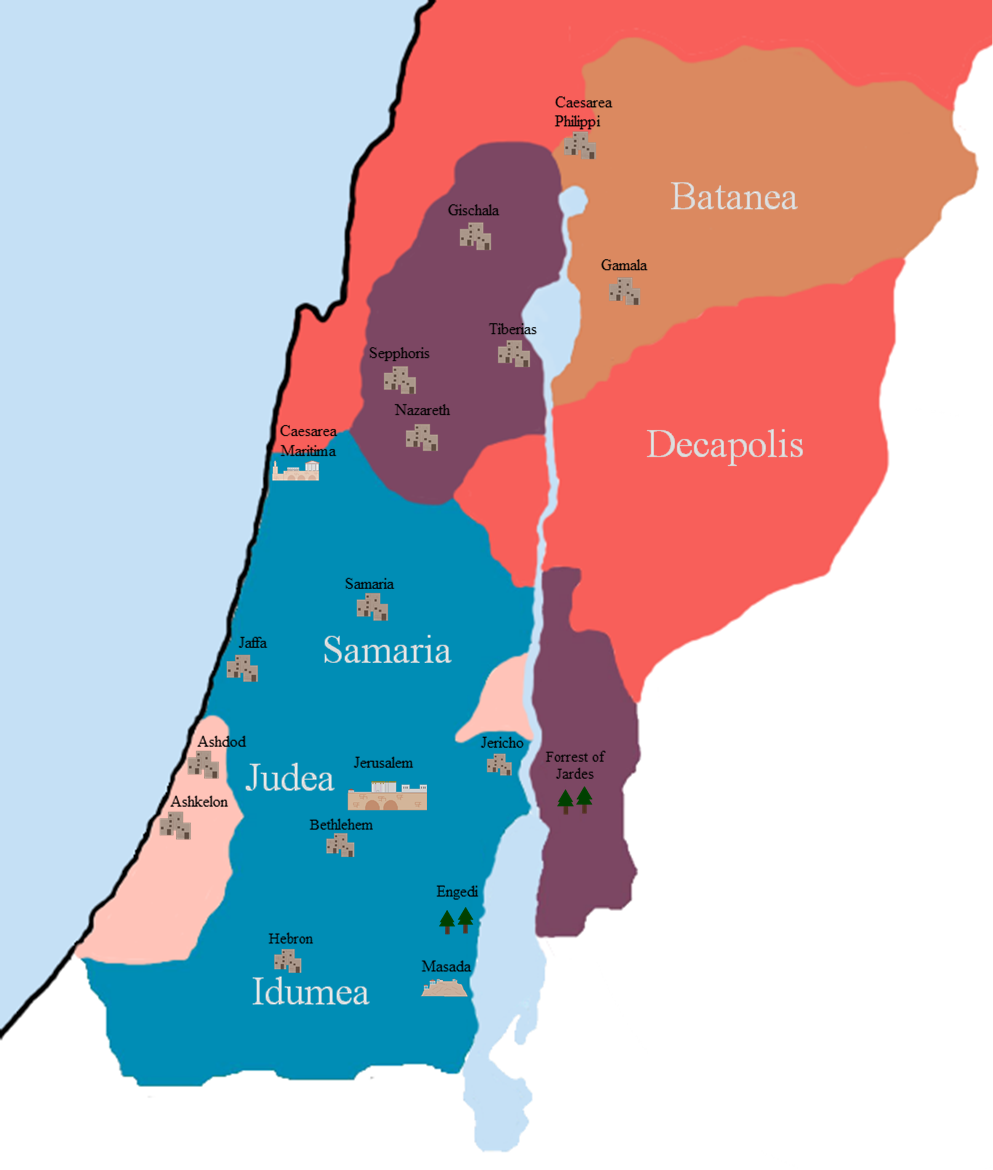
大希律王死後由羅馬帝國分封的各希律子女親屬的王領領地，稱「希律四王制（英语：Herodian Tetrarchy）」。其中藍色部分為羅馬猶太行省（由公元6年起，在此之前為四王之一的亞基老領地），紫色為加利利和比利亞的分封王希律·安提帕斯的領地、粉紅色為亞夫內和阿什杜德分封女王莎樂美一世的領地、淺啡色為戈蘭提斯分封王希律·菲利普二世的領地
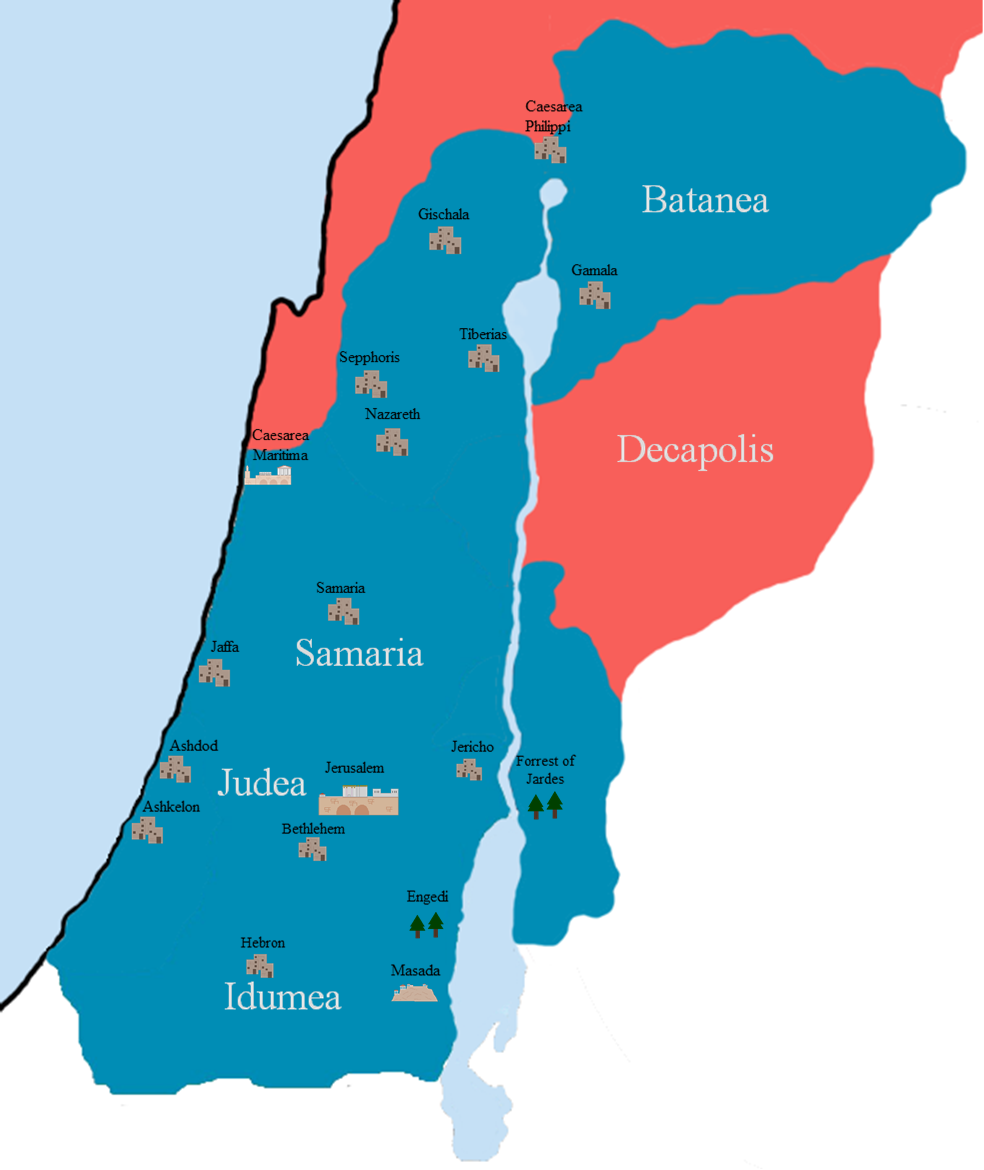
公元41年-44年希律亞基帕一世全盛時期的猶太王國，亞基帕在39年得到了叔叔安提帕斯的加利利封地。此時猶太行省被暫時取消。公元44年亞基帕一世死後，猶太行省重新建立

希律生於公元前74年的以東，是哈斯蒙尼王朝權臣安提帕特的其中一位兒子，活在馬加比王室底下所以自小就作為猶太人長大，他父親和羅馬共和國獨裁官尤利烏斯·凱撒關係很好，因此受羅馬人的信任。哈斯蒙尼王朝國王安提柯二世反叛羅馬共和國時，作為凱撒昔日部下的軍頭安東尼支持希律去猶太地奪位，並且最終成功。公元前37年希律推翻哈斯蒙尼王朝後，共和國元老院封希律為猶太人的王，開始了服從羅馬共和國的希律王朝。大希律王統治時期的以色列叫希律猶太王國（公元前37年-前4年）。
大希律王死後羅馬帝國將猶太地分為4個郡王統治，其中3個均為希律的後代：希律·安提帕斯、希律·阿基勞斯、希律·菲利普二世和希律的妹妹莎樂美一世。其中統治猶地亞核心地區的分封王希律·阿基勞斯因為殘暴統治而於公元6年被羅馬皇帝屋大維罷免，他的領地變為羅馬「猶太行省」，委任羅馬總督/長官管治，而其餘三位分封王：希律安提帕斯、希律菲利普二世和莎樂美一世的領地仍受猶太行省管治，因此三位分封王的存在是象徵性。《聖經》由新約開始，記載的事件背景多為猶太行省和三位分封王領地等地方。羅馬長官的地位及權力亦比由羅馬皇帝指派的猶太地其餘的三位分封王更高。
公元6年猶太行省的建立導致了激進反抗組織奮銳黨崛起，奮銳黨人在這130年以来常沖擊羅馬人並挑戰當地羅馬總督及希律王室的權威，社會分裂親羅馬/希律派（他們視希律王朝為復國最後希望）和奮銳黨（呼吁使用暴力反抗罗马人、“犹奸”和撒都该人），為日後的公元66年行省叛亂埋下伏筆。
在《塔木德》中，奮銳黨是个非宗教派系（不追随宗教领袖），被称之为 Biryonim (בריונים)，即“野蛮的”、“蛮荒的”、“暴徒”，并谴责他们的冲动，谴责他们不会委屈求全，保护耶路撒冷的幸存者，以及他们盲目的军国主义，敌视拉比们的求和。他们继续指责奋锐党导致耶路撒冷和第二圣殿的倾覆，使得罗马束缚了犹太人。根据《巴比伦塔木德》，Gittin:56b，在耶路撒冷城被围时（猶太戰爭期間），奮銳黨人摧毁了几十年堆积出的食物和柴火，勒令犹太人出动，在绝望中进行反抗羅馬軍隊。猶太拉比約哈蘭·本·撒該出逃，与羅馬將軍韦斯巴芗（於69年成為皇帝）会面，建立贾尼亚会，编撰《米書拿》，使得犹太教得以幸存。
公元39年，大希律王的孫子希律亞基帕一世受羅馬皇帝卡利古拉准許，獲得叔父希律安提帕斯的封地（亞基帕在權鬥中擊敗安提帕斯）。公元41年，卡利古拉在羅馬城被禁衛軍刺殺，擁立了克勞狄一世為新皇帝，而亞基帕一世因為支持克勞狄而重新獲得整個猶太地，繼大希律王後又一位王作為猶太人的王直到他在44年死亡。其後希律亞基帕二世繼位，但只擁有加利利和先前希律菲利普二世的封地，猶太行省仍然存在，所以亞基帕二世不是像他的祖父和父親那樣有“猶太人的王”稱號。公元66年，當地猶太人發起了猶太戰爭，遭到第十海峽軍團的镇压，亞基帕二世逃往羅馬城，希律王朝亦在此時終結。

#### 羅馬帝國後期及東羅馬帝國時期

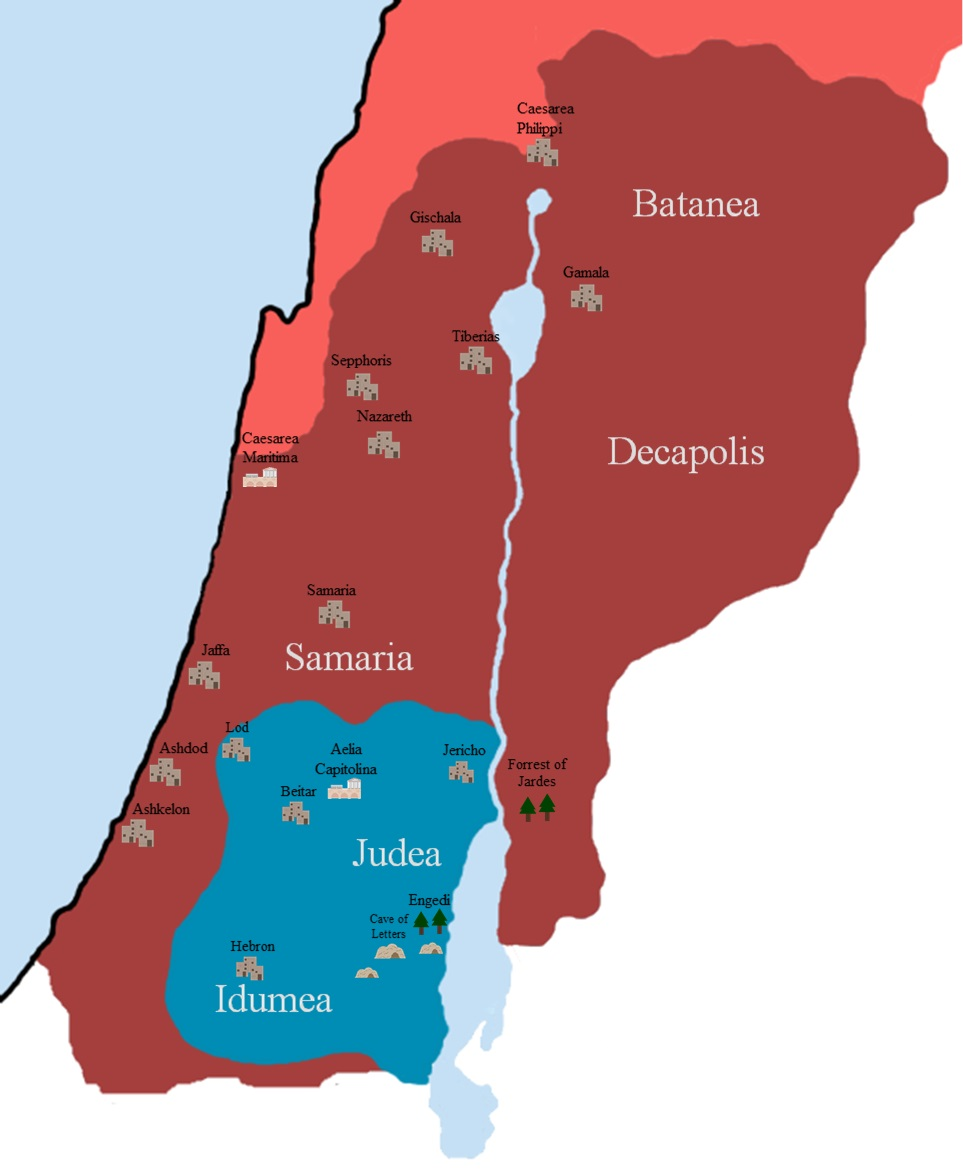
132年-135年巴爾柯赫巴起義的範圍（藍色）

公元66-74年猶太戰爭結束後羅馬人摧毀了第二聖殿並繼續管治以色列，在132年的巴爾柯赫巴起義失败后，罗马帝国皇帝哈德良在135年将犹太人驱逐出这一地区，将地名改为“叙利亚－巴勒斯坦”，從此以色列地/猶太地多了一個家傳戶曉的名字一「巴勒斯坦」。雖然如此，千年來小部分猶太人一直留在巴勒斯坦，但主要的猶太人口從以色列南部移至北部、或其他大陸。猶太教最重要的兩本經籍《密西拿》和《塔木德》經也是在這段時期寫成。
390年猶太行省正式被拆分為三個省份。395年羅馬帝國分裂後由東羅馬帝國（拜占庭帝國）繼承。425年，加利利的猶太人向東羅馬帝國皇帝狄奥多西二世的妻子艾莉婭·歐多琪亞皇后請願，希望猶太人能在第二聖殿遺址旁（西牆）祈禱。皇后答應了他們的請求，猶太人終於得到官方的允許，重新回到耶路撒冷定居。

### 中世紀後期

#### 伊斯蘭帝國、十字軍及馬木留克时期
公元638年，趁拜占廷帝国剛結束了激烈的拜占庭－薩珊戰爭，阿拉伯帝国夺取该地区的控制权，之后数个穆斯林帝國统治过这个地区；包括倭馬亞王朝、阿拔斯王朝、法蒂瑪王朝、塞爾柱帝國，以及花剌子模（非常短的時間）。在1260年埃及馬木留克王朝進一步打擊在黎凡特的十字軍國家及蒙古勢力，1291年耶路撒冷王國亡於馬木留克，在中東的十字軍全部被消滅。馬木留克統治這地區至1517年。

#### 奥斯曼帝国时期
接著在1517年埃及被鄂圖曼帝國征服，這地區亦順理成章地成為奥斯曼帝国一個省份，直至1918年奥斯曼帝国于第一次世界大战战败。

### 近代

#### 锡安主义与犹太人回归

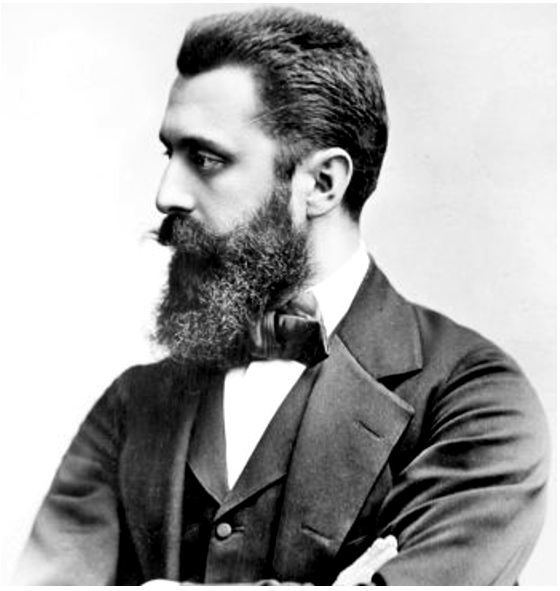
現代以色列国父、锡安主义运动创始人西奥多·赫茨尔（1860年—1904年）
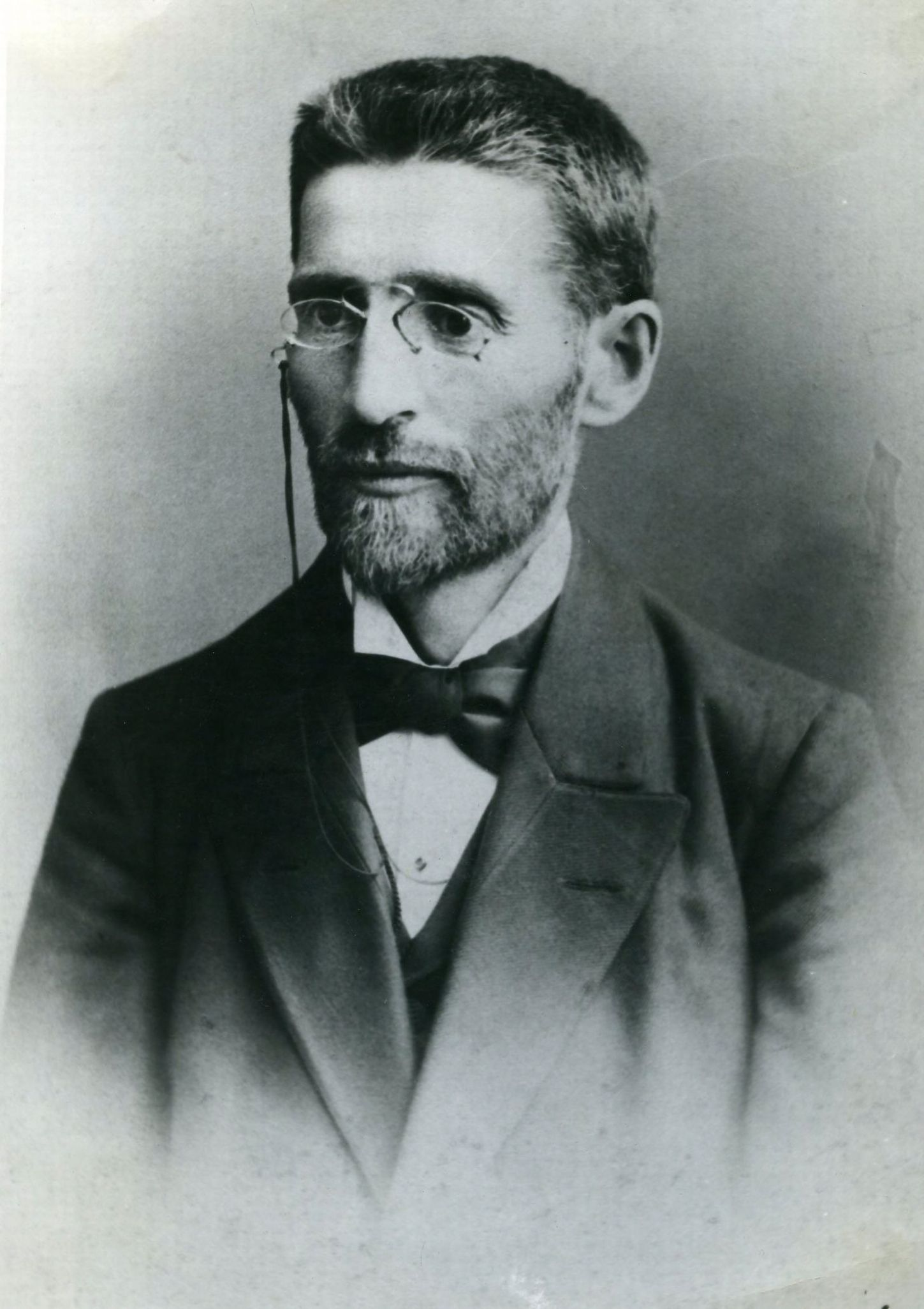
艾利泽·本-耶胡达，著名语言学家，不懈努力复活希伯来语
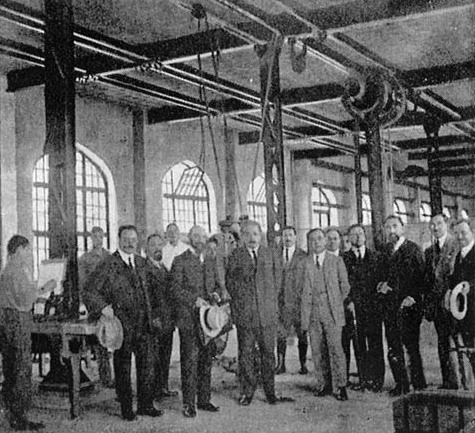
身为犹太人的阿尔伯特·爱因斯坦支持犹太复国运动，並参与创办了希伯来大学。圖為1923年爱因斯坦（最外排中间）访问以色列理工学院時的留影。
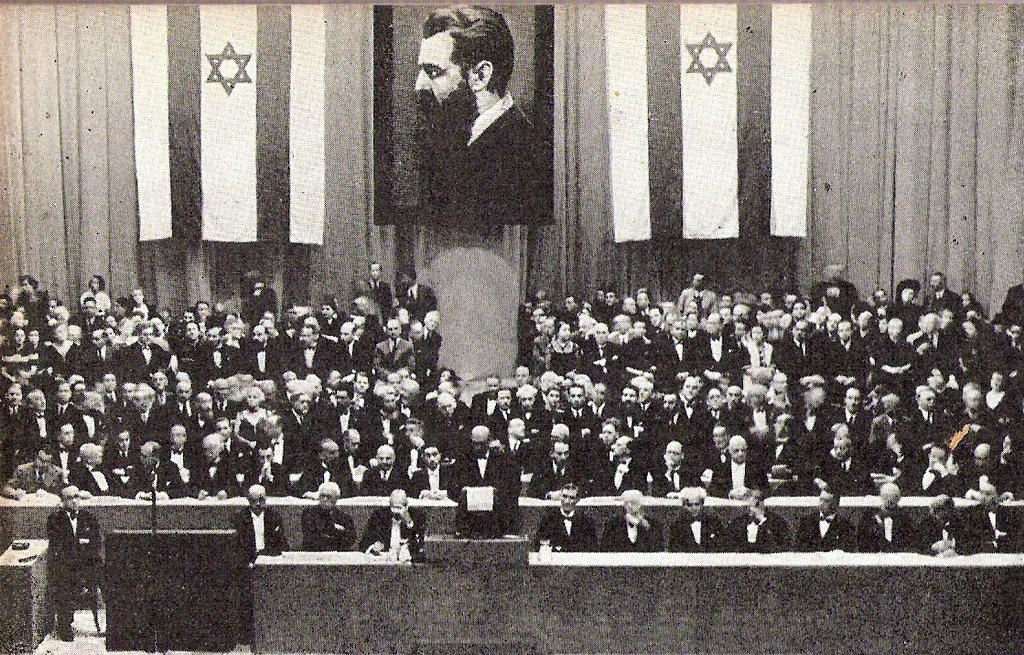
1939年日内瓦第二十一次犹太复国主义大会

近几個世紀以來，諸多流亡海外的猶太人一直試圖返回以色列。1800年，在巴勒斯坦地区的犹太人數量约10,000人。据奥斯曼帝国人口统计，此时當地总人口约300,000人，穆斯林佔87%、基督徒佔10%、犹太人佔3%。18世紀开始有數波小型的回歸潮，從數百到上千人不等。
在1878年，佩塔提克瓦出現第一個大型的猶太人農場社區，此时在巴勒斯坦地区的犹太人數量约37,000人。“第一次回归浪潮”始于1881年，散居在世界其他地区的犹太人來到中东定居，并从奥斯曼帝国的阿拉伯人手中购买土地。1896年，基於猶太人在東歐受到種種迫害，維也納記者和劇作家西奥多·赫茨尔发起了锡安主义（又称犹太复国主义）运动。该运动号召流散於全世界的犹太人回归以色列地故土，恢复本民族的生活方式。1897年8月29日在瑞士巴塞尔，他召集舉行第一次錫安主義代表大會，會上决议建立“一个得到公众承认的、有法律保障的家园（或国家）”。“犹太国民基金”、“巴勒斯坦土地开发公司”等机构相应成立，帮助世界各地的犹太人向巴勒斯坦移民。锡安主义运动的发展推动“第二次回归浪潮”，约有40,000名犹太人返回定居。至1914年，巴勒斯坦地区的犹太人數量约94,000人，占总人口700,000人的13%。此时，当地尚极少发生穆斯林、基督徒與犹太人三方之間的宗教及民族冲突。

#### 第一次世界大戰及奥斯曼帝国的滅亡
此时该地区仍是奥斯曼帝国的一个省。一战中，1915年，在溫斯頓·邱吉爾的主导下，英法聯军对奥斯曼帝国发动了加里波利之战，但遭遇惨败。随后1915年7月至1916年1月，英国高级专员亨利·麦克马洪与地方首领侯赛因·本·阿里互通信函，达成著名的《麦克马洪-侯赛因协定》，并由英国陆军中尉军官湯瑪斯·愛德華·勞倫斯组织当地以贝都因人部落为主的军事力量与奥斯曼帝国作战，有效削弱了奥斯曼帝国的势力。1916年5月16日，英國的中東專家馬克·賽克斯和法國外交官弗朗索瓦·皮科又签订了《賽克斯-皮科協定》，以图获得法国中东军事力量的支持。1917年一战尚未结束时，英国外长贝尔福发表《贝尔福宣言》，表達英王陛下政府赞成在巴勒斯坦建立一个犹太人的民族家园的立場，并将“尽最大努力促其实现”，亦试图获得犹太人支持（虽然当时犹太人在巴勒斯坦地区拥有土地为0%，人口亦不足10%）。在一战期間，英国就戰後奥斯曼帝国领土的划分，曾分别向阿拉伯人、法国、犹太人三方承诺了各自不同且互有矛盾之處的方案。
一战结束后，奥斯曼帝国完全退出中东地区，并于1923年瓦解。而阿拉伯部落之间纷争不断，最后于1918年默认由英国占领。

### 英国托管时期

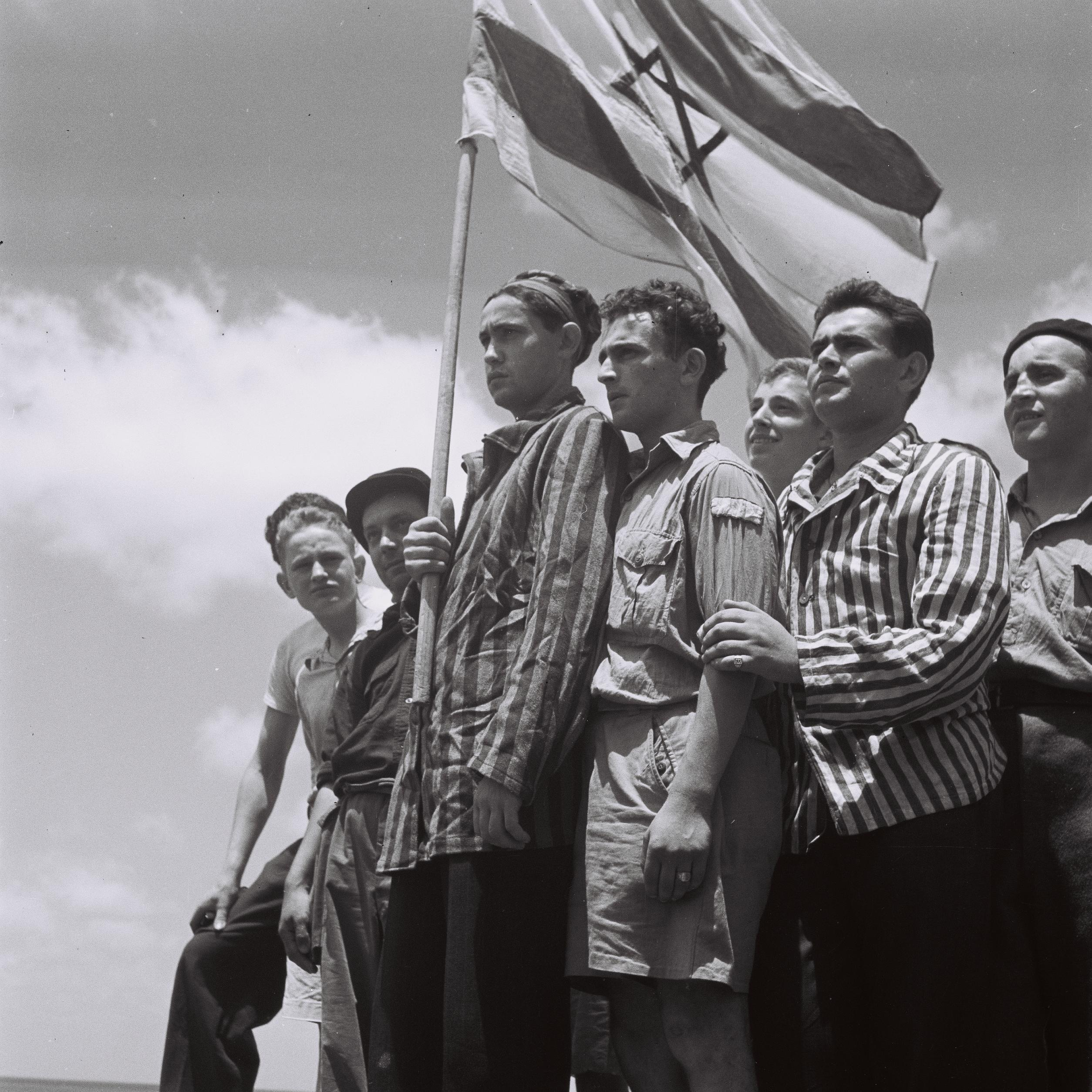
1945年6月15日，布痕瓦爾德集中營的倖存者抵達海法時遭到英國托管政府逮捕

1919年的巴黎和会上，英国决定将今叙利亚地区转交予法国、将今伊拉克地区划给费萨尔·伊本·侯赛因。1920年，国际联盟委托英国管辖其余部分。1922年英国将托管地划分为两部分：約旦河以东的地区称作外约旦（今约旦），交由哈希姆家族統治，是托管地轄下受英國保護的酋長國；約旦河以西的地区則称作巴勒斯坦地区，由英国直接管理。在东西约旦，犹太人原本与阿拉伯人混居。1922年，巴勒斯坦地区的犹太人略降至约84,000人，佔當地总人口750,000人的11%。
第一次世界大战结束后，犹太人分別掀起“第三次回归浪潮”及“第四次回归浪潮”。随着犹太居民的增多，他们与阿拉伯人之间的關係也日趋紧张，導致與當地阿拉伯人爆發衝突。如泛阿拉伯主義者阿敏·阿·侯賽因就在1920年发动了一場暴動。1931年，巴勒斯坦地区的犹太人數量达到170,000人。在當地总人口约1,000,000人當中，穆斯林佔74%、犹太人佔17%、基督徒佔9%。
1933年，纳粹党上台后，德國开始驱逐犹太人；同一時期的美国出現经济大萧条，引发反犹风潮拒绝接收犹太移民。此时的中东相对平静，“第五次回归浪潮”因而出現。由1937年起，激進派锡安主义者多次发动对阿拉伯平民的袭击，作為反擊，當地阿拉伯人亦發動多次暴動，引致數以千計猶太人的傷亡。1936年至1939年間，雙方又發起了數場針對對方的暴動。對此英國在1939年頒布一份白皮書，規定1939年起的五年之內可再移民75,000名猶太人，此后不再接受猶太移民。這份白皮書被許多猶太人和錫安主義者視為對他們的背叛，並認為此舉違背了《贝尔福宣言》。而阿拉伯人的抵抗也並沒有就此平息，他們希望完全停止猶太人的移民。1940年，犹太人已占当地居民总数的30%。1942年后，納粹德國推動惡意針對猶太人的所謂「最终解决方案」，導致其佔領下的歐洲各地出現針對猶太人的系統性種族滅絕，事件进一步推动犹太人回归。1944至1948年之间，約200,000名犹太人通过各种途径辗转来到巴勒斯坦地区。第二次世界大战结束后，巴勒斯坦地区已经有600,000名犹太居民。1947年，犹太人达到630,000人，佔当地总人口1,970,000人的将近1/3，拥有的土地佔巴勒斯坦地區的6%。

### 以色列建国

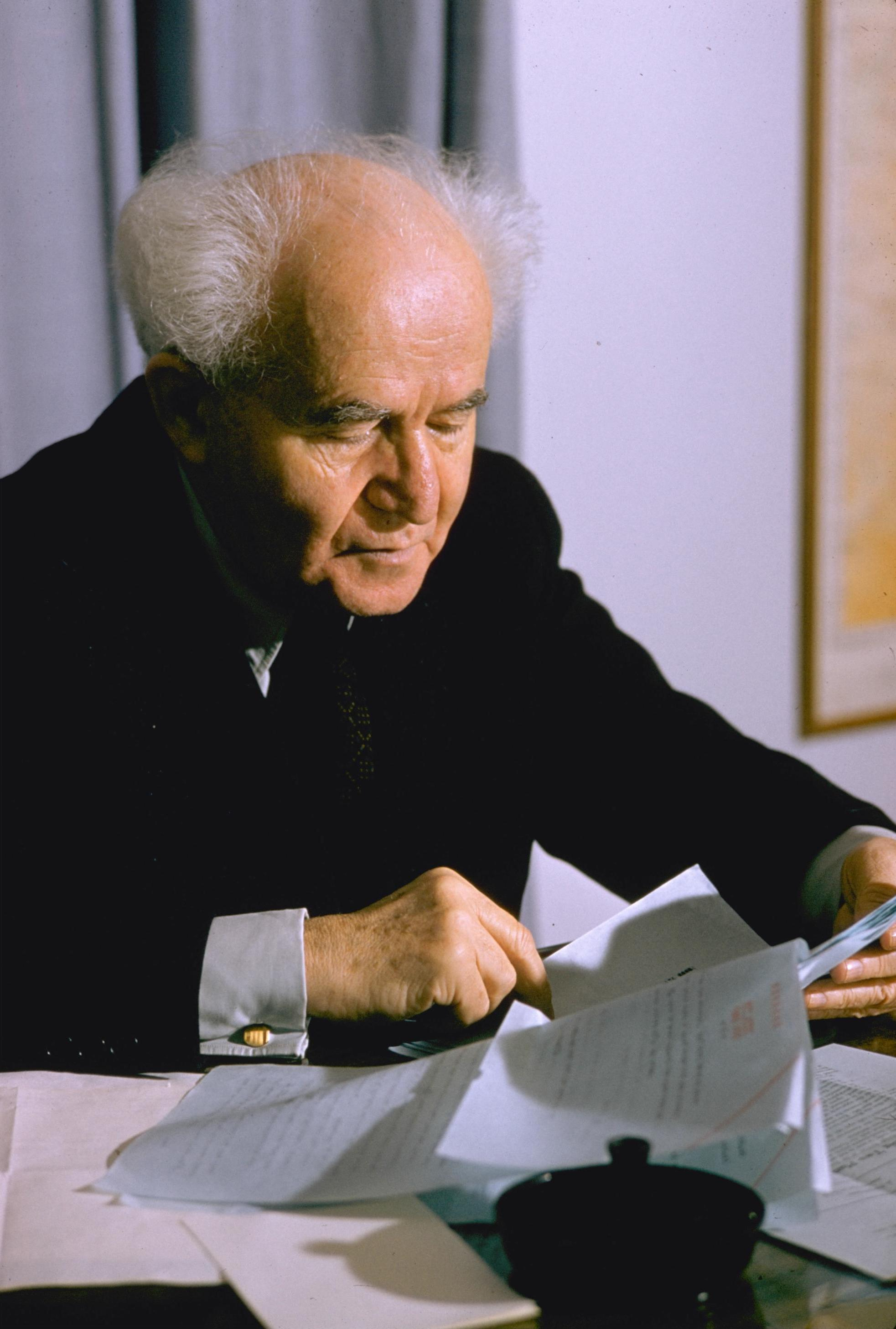
大衛·本-古里安是以色列首任總理

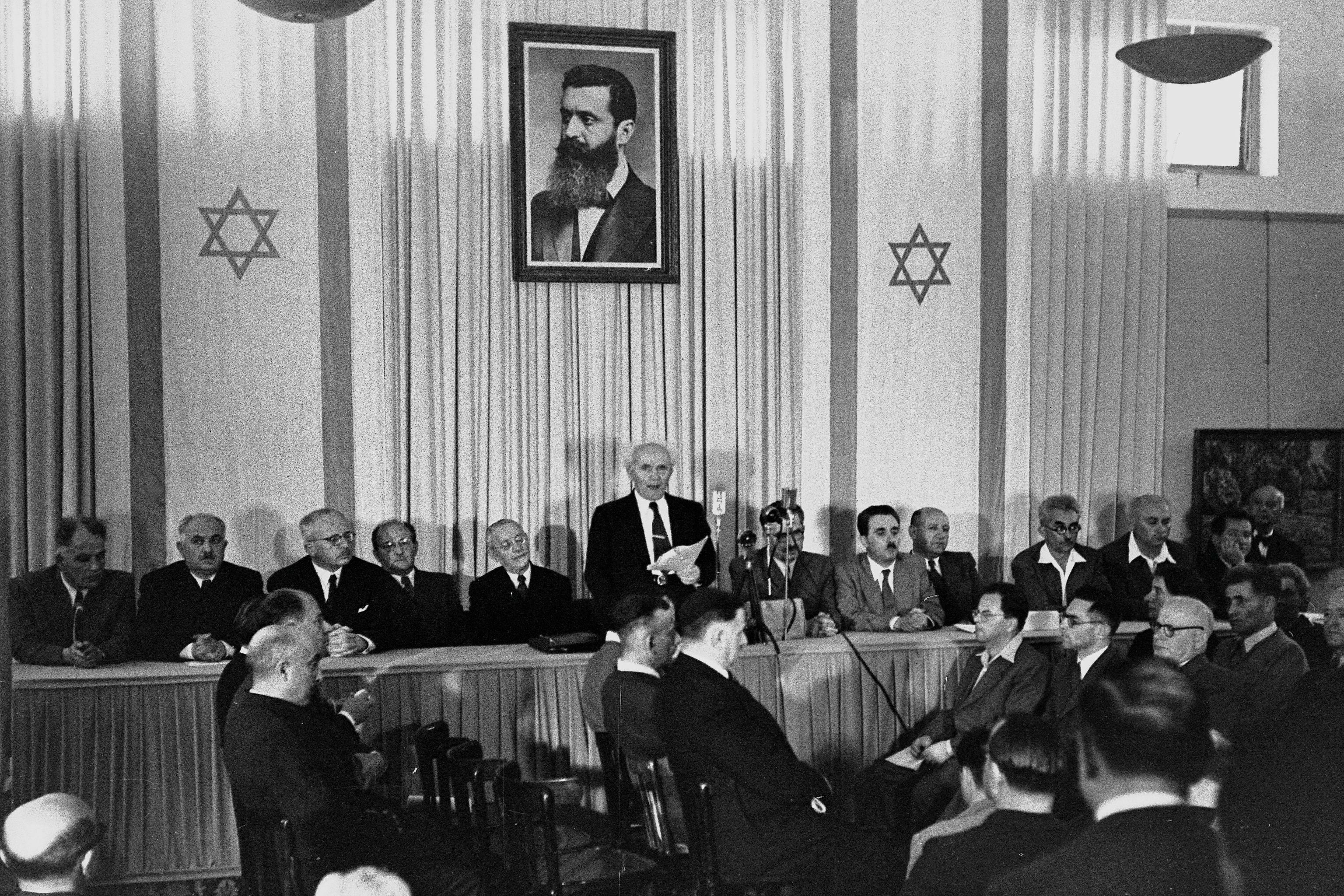
1948年5月14日，大衛·本-古理安正在宣讀《以色列獨立宣言》

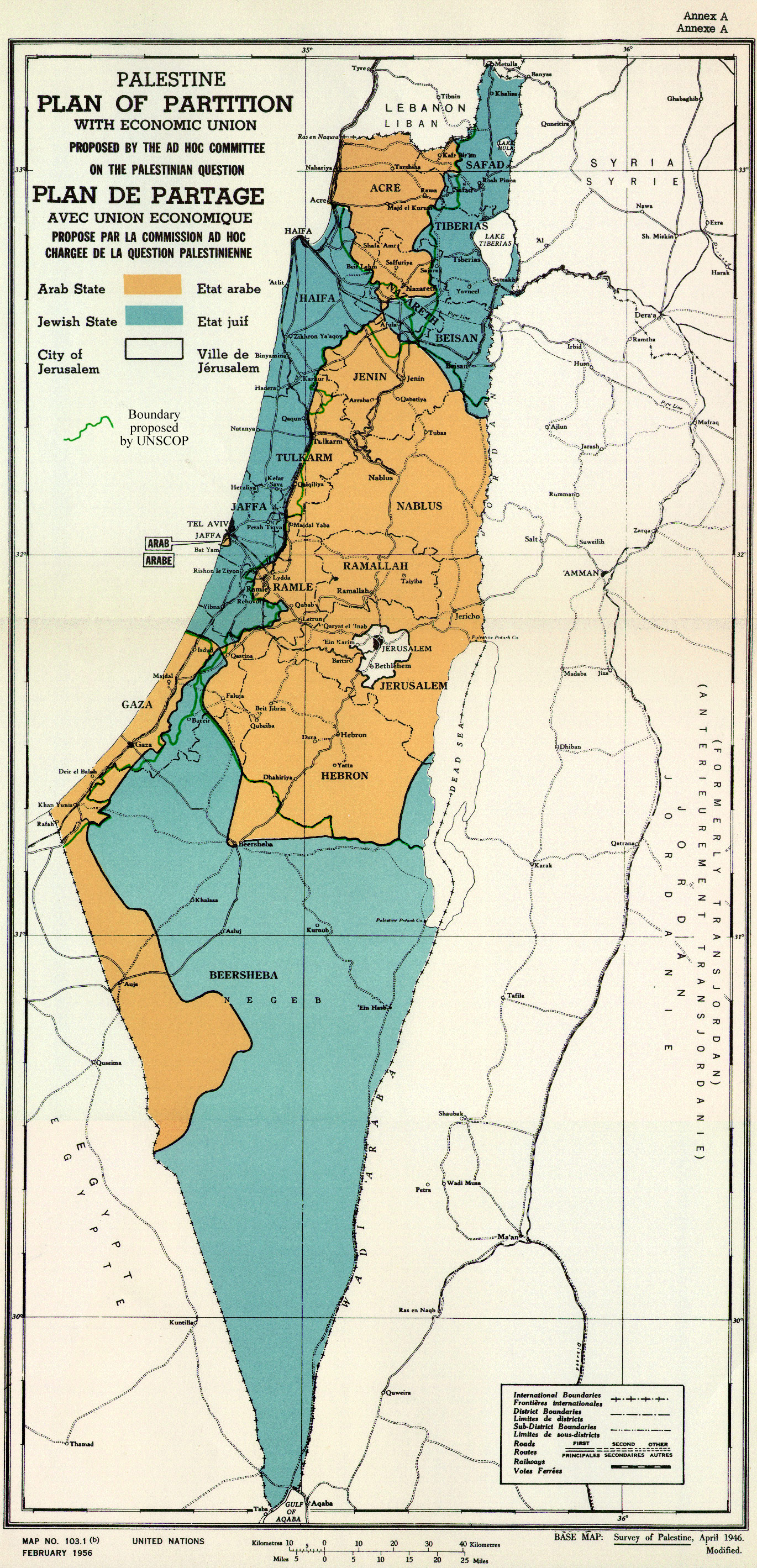
《1947年联合国分治方案》，
藍色：猶太國家（即以色列）
橙色：阿拉伯國家（即巴勒斯坦）

1947年，猶太人與阿拉伯人兩者之間的衝突不斷升級、批評聲浪增加，猶太人宣布將于1948年5月14日建立以色列国，英国政府則决定自1948年5月15日起切割其作為巴勒斯坦托管者的身分。
猶太人的移民數量自從19世紀末以來一直保持增長，其後受到二戰中的猶太人大屠殺影響，猶太移民数量骤增。伴随着与阿拉伯人的冲突，猶太復國主義情绪高涨，而分别建立犹太國家以色列及阿拉伯國家巴勒斯坦國的分治理念也獲得联合国的支持，並為此成立了“巴勒斯坦专门委员会”。1947年11月，联合国大会表决《1947年联合国分治方案》，在33国赞成（包括美国和苏联）、13国反对、10国弃权（包括英国）下通过决议：将巴勒斯坦託管地（约旦河以西）再分为两个国家，由猶太人與阿拉伯人分治，划为多块交错的领土，两国領土面積分別佔大約55%及45%；至於耶路撒冷則被置于联合国的管理之下，以免雙方發生冲突。分治方案在已开发领土上大致采取照顾传统聚居点、按人口比例均分的原则，考虑到未来大量犹太难民的迁入，方案将南部幅員遼闊但人烟稀少的內蓋夫沙漠划入犹太国，故犹太人以相对少的人口佔據较多的领土。联大决议令当时拥有巴勒斯坦地区7.4%的土地、佔巴勒斯坦人口1/3的犹太人可得到该地区55%的土地（约15,200平方公里）；而拥有巴勒斯坦地区43%的土地、佔巴勒斯坦人口2/3的巴勒斯坦阿拉伯人则得到该地区45%的土地（约11,500平方公里）。
1947年11月29日，联合国通过分治方案的当日，大卫·本-古理安代表猶太人接受该方案，但阿拉伯国家联盟认为联合国无权干涉当地事务不予承认，堅持不讓以色列建國，作为托管方的英国对决议表决弃权。於是阿盟国家對以色列展開為期三天的軍事行動，緊接著猶太人組織民兵部隊展開還擊，這些戰鬥很快便蔓延为大规模的冲突，继而引发1948年的第一次中東戰爭。1948年5月14日，在英国的託管期结束前一天，以色列国正式宣布成立。
在以色列復國的隔天，英国宣布结束托管，埃及、伊拉克、約旦、敘利亞以及黎巴嫩對以色列「驅逐」（阿拉伯不承認以色列國，因此名為宣戰，但實際是沒有這樣的正式宣言），幾天內集結軍隊開始第一次中東戰爭的進攻。北邊的敘利亞、黎巴嫩和伊拉克軍隊都在接近邊界的地方被阻擋下來，來自東面的約旦軍隊則攻下耶路撒冷的東部，並且對城市的西部展開攻擊。在缺乏外國正式軍援的情況下，猶太人民兵部隊阻擋約旦軍隊，而地下的國民軍組織部隊也阻止來自南方的埃及軍隊。從6月11日開始，聯合國宣佈一個月的停火令即“28日停火”，在這段期間裡以色列秘密备战，以色列國防軍正式成立，7月9日，经过充分准备的以色列军队向阿拉伯军队发动攻击，这次进攻名为“十天进攻”，取得胜利。在數個月的戰鬥後，雙方在1949年達成一則停火協議並劃清暫時的邊界，這條邊界線被稱為「綠線」。以色列在約旦河以西取得額外的土地，面積佔整個巴勒斯坦地區的23.5%；約旦則佔有東耶路撒冷、以色列南部一塊山地區域和撒馬利亞，後來那裡被稱為西岸地區；埃及在沿海地區佔有一小塊的土地，後來被稱為加沙走廊。
大量的阿拉伯人在該次的衝突中被迫逃離，以色列在獨立戰爭取胜後，不允许這些巴勒斯坦難民重返家園，但承認留守的阿拉伯人擁有以色列國籍。阿拉伯人將此次流亡稱為「大災難」，估計有400,000至900,000名阿拉伯人流亡，後來稱為巴勒斯坦難民，聯合國估計有711,000人。以色列與阿拉伯國家的軍事衝突以及巴勒斯坦難民的問題一直持續至今。隨著1948年的戰爭，约旦河西岸地區和加薩走廊的猶太人口開始遷入以色列，大量來自阿拉伯國家的猶太難民使得以色列的人口遽增兩倍。在接下來幾年裡將近850,000名瑟法底猶太人移民，其中約有600,000人遷移至以色列，其他的人則移民至歐洲和美國。
1949年5月11日，以色列加入聯合國，成為其成員國之一。

#### 1950年代
在1954年至1955年間，擔任以色列總理的摩西·夏里特為報復埃及对以色列封闭亚喀巴湾，阻止以色列船只使用苏伊士运河，試圖轟炸埃及未遂而爆發醜聞，造成以色列在政治上蒙羞。埃及在1956年國有化蘇伊士運河，又引发英國和法國對此相當不滿。以色列“在遭到一連串阿拉伯地下民兵部隊的襲擊後”，秘密地與英法兩國結盟，對埃及宣戰，是為第二次中东战争，亦称苏伊士运河战争。在蘇伊士運河危機過後，英法以三国的行动遭到国际社会的普遍指责。作为三国盟友的美国也不满这次秘密行动，他们将英法的侵略看作是殖民主义的再次体现。英法以三個國家遭到聯合國的譴責，以色列被迫從西奈半島撤軍。1955年，大衛·本-古理安再次成為以色列總理，直到1963年才辭職。在古理安辭職後，列維·艾希科爾繼任總理。

#### 1960年代

在第三次中東戰爭（六日戰爭）後的中東局勢。
白色：第三次中東戰爭前的以色列
粉紅色：第三次中東戰爭後的以色列取得的領土（約旦河西岸、加沙地帶、戈蘭高地及西奈半島）
紅色：埃及
淺黃色：敘利亞
深黃色：約旦
淺紫色：沙特阿拉伯
深紫色：黎巴嫩

在1961年，納粹的領導人阿道夫·艾希曼在阿根廷的布宜諾斯艾利斯遭到以色列情報特務局（俗稱摩薩德）情報局人員綁架並送回以色列，被接受審判。艾希曼成為以色列歷史上唯一遭法庭判處死刑的人士。
以色列和阿拉伯國家的關係在1967年5月再趨緊張。敘利亞、約旦和埃及可能有開戰的意圖，埃及隨即驅逐在加薩走廊的聯合國維和部隊。埃及並且封鎖以色列戰略要地堤藍海峽，接著又在接壤以色列的邊界部署大量戰車和戰機。以色列於是以埃及挑釁為由，違反之前订立的條約、在6月5日對埃及展開軍事攻擊。在這場六日戰爭中，以色列擊敗所有阿拉伯鄰國的軍隊。以色列一口氣掠奪整個約旦河西岸、加沙地帶、戈蘭高地及西奈半島，控制全境。而1949年劃定的綠線則成以色列管轄國內領土和佔領區域的行政分界線。直到在1973年赎罪日战争后，1977年簽訂《戴维營和約》，以色列將西奈半島還給埃及。而在戰爭中，以色列空軍誤炸一艘美軍的情報船自由號，造成34名美軍]]。因彼此的軍事利益交換，美國和以色列認定是一場誤擊意外，因自由號辨識困難而造成。
1969年，梅厄夫人成为以色列首任女总理。

#### 1970年代
1968年至1972年這段期間被稱為埃以消耗戰爭，以色列和敘利亞、埃及間的邊界頻繁爆發許多小規模的衝突。除此之外，在1970年代早期，巴勒斯坦武裝部隊對以色列和各國的猶太人展開規模空前的恐怖攻擊，在1972年夏季奧林匹克運動會中爆發慕尼黑慘案，巴勒斯坦的武裝民兵挾持以色列的代表團成員作為人質，最後所有人質皆遭殺害。以色列對此展開報復性的“天譴行動”，由摩薩德特工在世界各地行刺那些籌劃慕尼黑慘案的幕後兇手。
最後，在1973年10月6日，正值猶太教的贖罪節那天，埃及和敘利亞對以色列發起突襲攻勢，分別攻擊六年前六日战争中被以色列佔領的西奈半島和戈蘭高地。美苏分别支持以阿双方，儘管阿拉伯國家在戰爭初期成功打擊準備不足的以色列軍隊，随着美国向以色列提供卫星侦察结果，主导制定战略，實施五分錢救援行動并紧急调遣美国空军F-4幽靈II式戰鬥機，在涂改军徽后由美国飞行员从美国本土经多次加油，飞至以色列作为以色列空军直接参战，埃及和敘利亞最終仍被以色列擊退。戰後的幾年局勢變的較為平靜，以色列和埃及終於得以達成和平協議。
為了報復美國支援以色列，阿拉伯石油輸出國組織（OAPEC）、石油輸出國組織（OPEC）裡的阿拉伯國家，由沙烏地阿拉伯領導，在10月17日決定每個月減低石油產量5%，並威脅徹底禁運。然而尼克森還是在10月18日向美國國會請求提供了以色列$22億元的軍火。利比亚立即宣布对美国实行石油禁运。由此又导致第一次石油危机，直至1977年，在美国斡旋下簽訂《戴维營和約》，以色列將西奈半島還給埃及，“石油危机”得以缓解。
在1974年，伊扎克·拉賓繼承梅厄夫人成為第五任總理。1977年的國會選舉成為以色列政治歷史上的主要轉捩點，從1948年來一直支配以色列政壇的工黨遭到梅納赫姆·貝京領導的團結黨擊敗，這次選舉在以色列還被稱為是一場「革命」。工黨結束長達三十年的執政，而右翼黨派從此在以色列國會取得多數地位。
接著，在當年的11月，埃及總統沙達特史無前例的拜訪以色列，在以色列國會演講，這是以色列建國以來第一次獲得阿拉伯國家的承認。以色列軍隊的後備軍官也組成和平運動以支持這次和談。在沙達特拜訪之後，兩國和平談判後簽下大衛營和約。在1979年3月，貝京和沙達特在美國首都華盛頓特區達成《以色列-埃及和平條約》。隨著條約的簽訂，以色列逐漸從西奈半島撤軍，並且撤離自從1970年代開始在那裡建立的移民區。以色列也同意依據1949年劃定的綠線讓巴勒斯坦暫時獲得自治權。

#### 1980年代

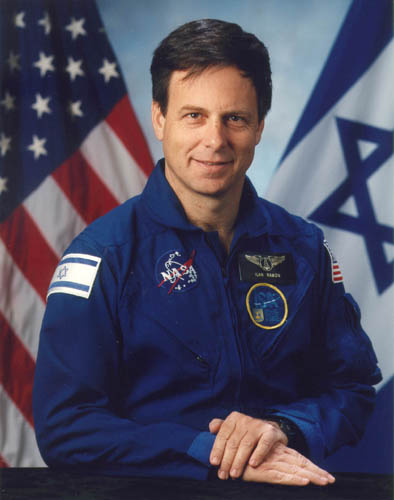
曾經參與巴比倫行動的飛行員伊蘭·拉蒙後來成為以色列的第一名太空人，最後殉職於2003年的哥倫比亞號穿梭機事故

在1981年6月7日，以色列空軍轟炸伊拉克在奧西拉克（Osirak）建立的核子反應爐，阻止伊拉克製造核武器的企圖，這次任務又被稱為巴比倫行動。
在1982年，以色列入侵黎巴嫩，發動攻勢，捲入1975年開始的黎巴嫩內戰。以色列的開戰理由為保護以色列在北方的殖民區。在建立四十公里的障礙區後，以色列國防軍繼續前進，攻下首都貝魯特。之後在以色列國防軍的默許下，黎巴嫩長槍黨策劃貝魯特難民營大屠殺，在數日內殺害千名以上的伊斯蘭教徒，這次屠殺後來成為以色列動畫電影的故事背景。以色列軍隊將巴勒斯坦解放組織逐出黎巴嫩，迫使巴解轉移基地至突尼斯。由於無法承擔戰爭帶來的壓力，總理貝京在1983年辭職，由伊扎克·沙米爾繼任。以色列最後在1986年撤出大部分在黎巴嫩的軍隊，邊界的緩衝地帶則一直被維持著，直到2000年以色列撤軍完畢。
在1980年代裡，原本由伊扎克·沙米爾領導的右派政府被左派的希蒙·佩雷斯取代。佩雷斯從1984年開始擔任总理，但在1986年又被沙米爾取代，沙米爾達成一個政黨聯盟的協議。在1987年爆發的巴勒斯坦大起義引燃佔領區域的一連串行動，事後沙米爾再次於1988年的選舉中連任總理職位。

#### 1990年代

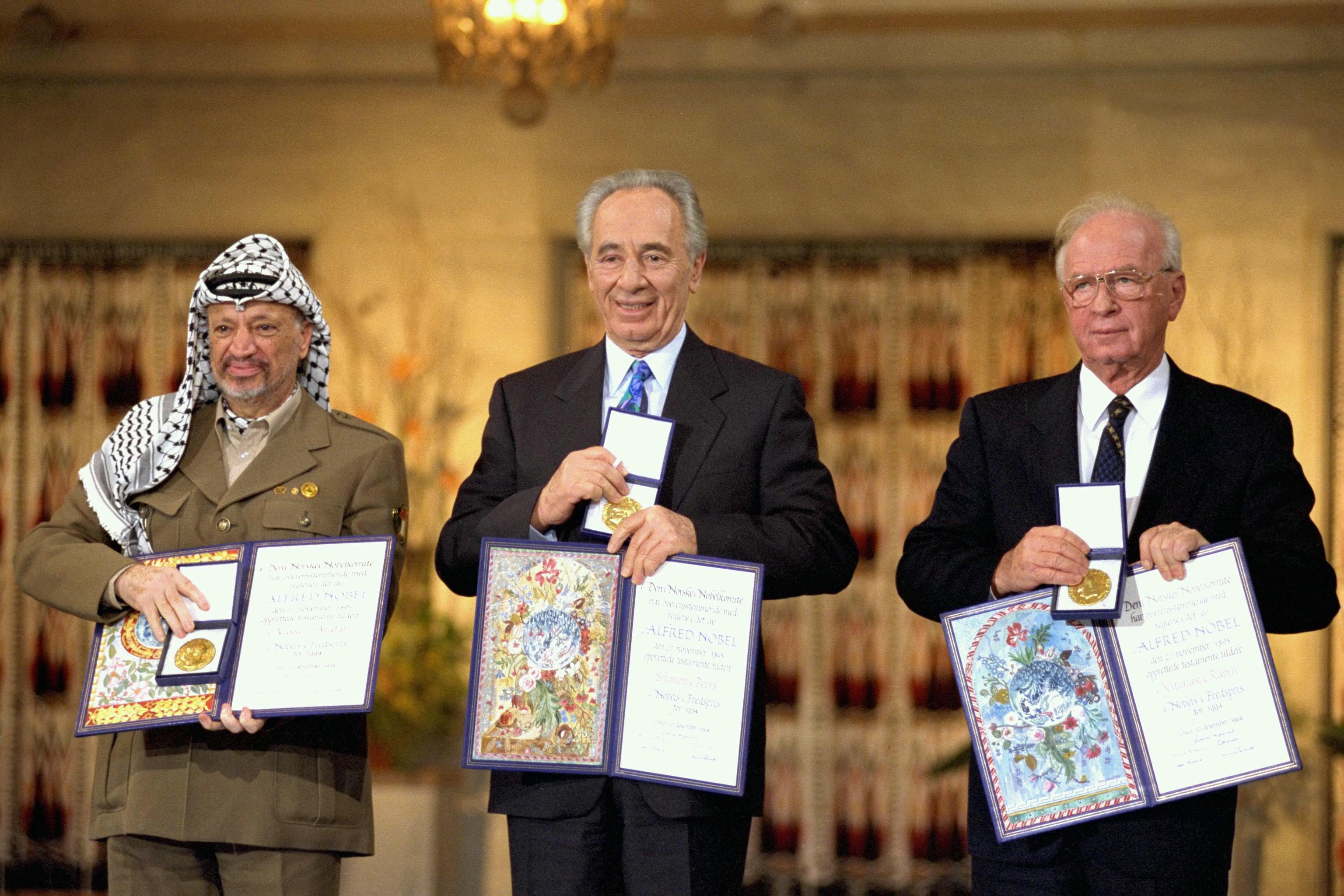
1994年10月，阿拉法特、以色列外交部长佩雷斯（中）和总理拉宾因达成《奥斯陆协议》分享诺贝尔和平奖
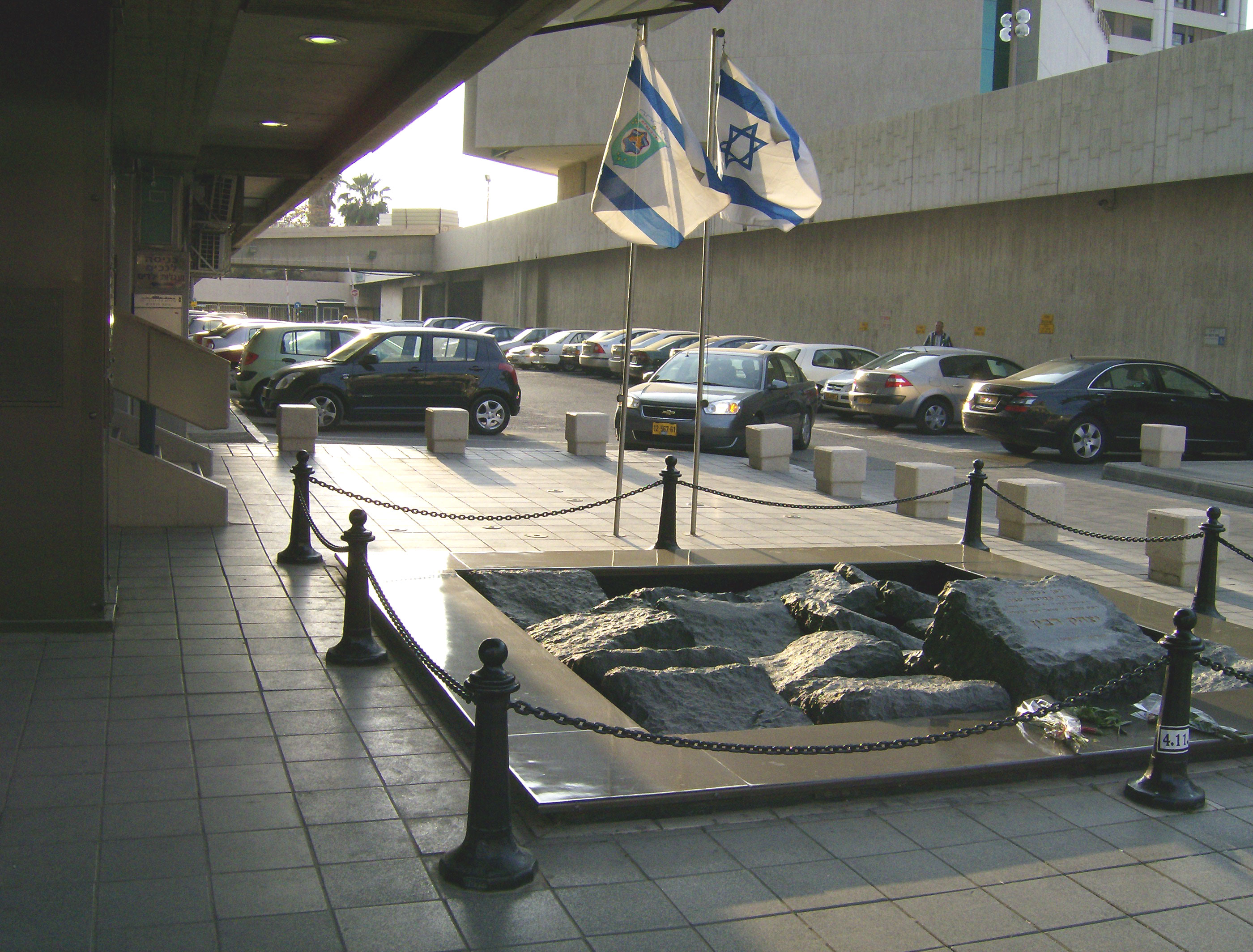
1995年11月4日，拉宾在特拉维夫市政府大楼旁被極右翼激進猶太主義分子伊蓋爾·阿米爾刺殺，中东和谈进程遭受重创

在波斯灣戰爭中，雖然以色列不是反伊拉克的聯盟國之一、也沒有實際參與伊拉克戰事，以色列仍遭到39枚飛毛腿飛彈擊中。
在1990年代早期，隨著蘇聯解體，大量猶太人開始移民至以色列，依據以色列的回歸法，這些人在抵達以色列時便能取得以色列公民權。大約有380,000人在1990－1991年抵達以色列。雖然以色列大眾最初相當支持回歸法，新移民造成的許多問題被工黨作為選戰中的把柄，批評執政的團結黨沒有解決他們的工作和住房問題。結果在1992年的選舉中，新移民們大量投票給工黨，使得左派再次抬頭。
在選舉之後，伊扎克·拉賓再次成為總理。在選舉中工黨曾經承諾將會大力改善以色列的國內治安和與阿拉伯國家的關係。到了1993年底，以色列政府拋棄了1991年的馬德里協議框架，改與巴解簽訂《奧斯陸協議》。在1994年，約旦成為繼埃及之後第二個承諾與以色列和平共處的阿拉伯國家。
最初以色列大眾廣泛支持《奧斯陸協議》，然而在協議簽訂之後以色列仍然持續遭到哈馬斯武裝團體的頻繁攻擊，協議受到的支持也開始大量減少。在1995年11月4日，拉賓遭到一名極端的以色列民族主義者刺殺。由於拉賓的遇刺，大眾對於《奧斯陸協議》的觀感也稍有好轉，大為提升希蒙·佩雷斯的支持度。不過，新的一波自殺炸彈攻勢加上阿拉法特讚美炸彈客的聲明，使得公眾輿論再次扭轉，佩雷斯在1996年5月以微弱差距輸給聯合黨的本雅明·內塔尼亞胡。
雖然內塔尼亞胡被視為是《奧斯陸協議》的堅定反對者，他仍然決定從希伯伦撤軍，並且簽下怀伊河备忘录，給予巴勒斯坦民族權力機構更大的自治權力。在內塔尼亞胡任內巴勒斯坦團體對以色列平民的襲擊活動大為減少，然而他的聯合政府仍然在1999年垮台。在1999年選舉中工黨的埃胡德·巴拉克以大幅票數差距擊敗內塔尼亞胡而繼任總理。

#### 2000年代

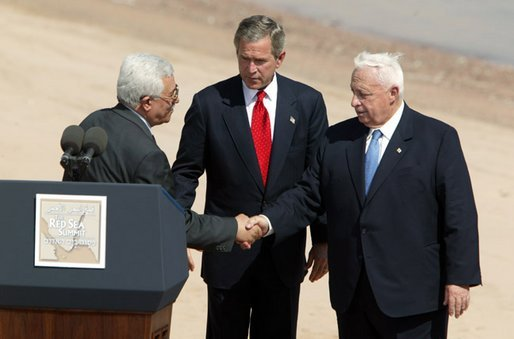
2003年6月4日，在喬治·沃克·布希主持下，巴勒斯坦權力機構主席马哈茂德·阿巴斯和以色列前總理阿里埃勒·沙龙於約旦相會

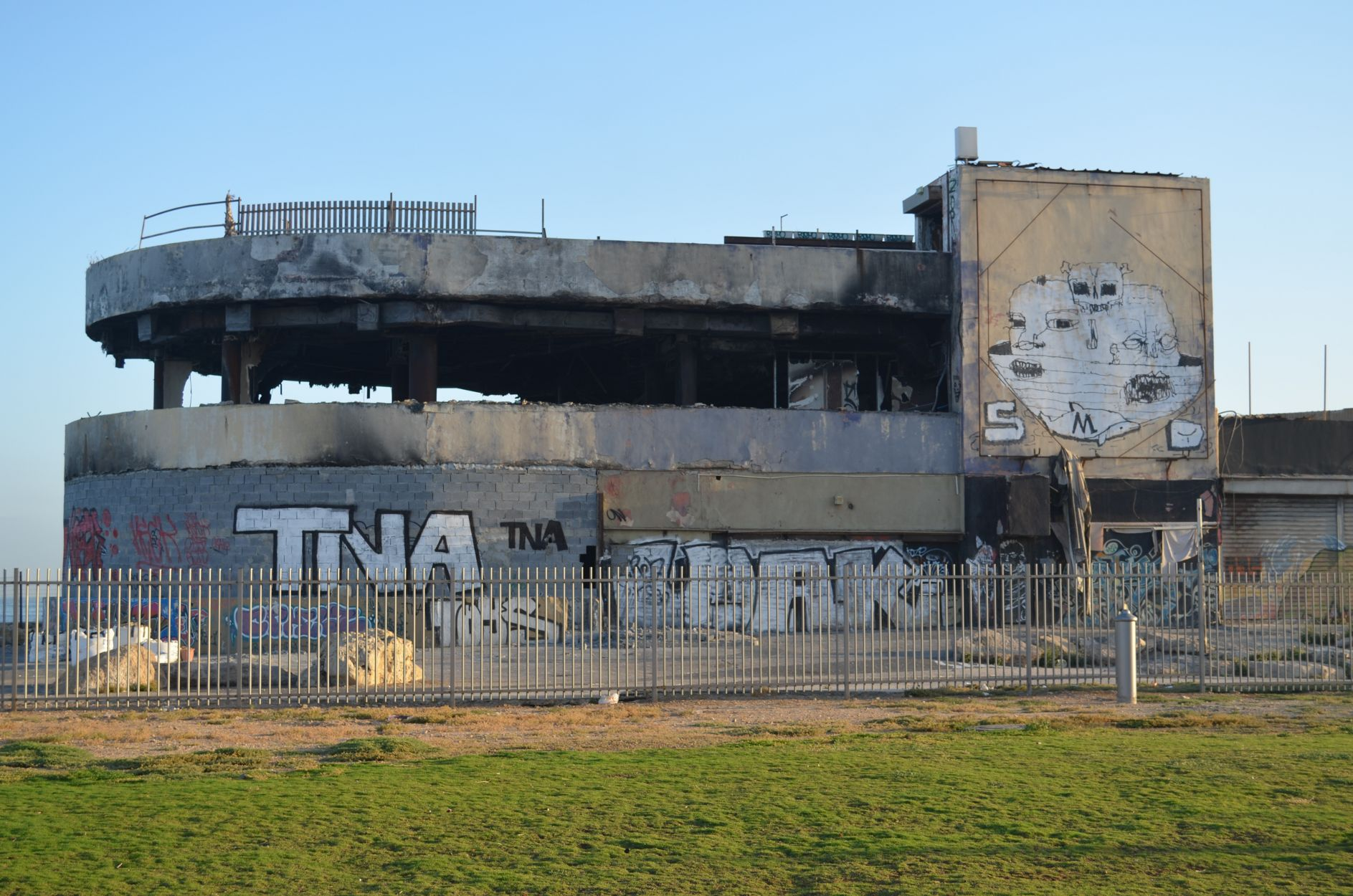
2001年，将近20名犹太少年在特拉维夫海豚馆迪斯科舞厅被哈马斯炸死

巴拉克在2000年決定單邊從黎巴嫩撤軍，這次撤軍也是為了阻撓真主黨對以色列的攻擊，迫使他們不得不跨越以色列邊界才能發動攻擊。巴拉克和亞西爾·阿拉法特曾在美國總統比爾·柯林頓的斡旋下於2000年在大衛營協商，然而協商最後失敗了，亞西爾·阿拉法特提出的條件是一個由73%西岸地區和100%加薩走廊組成的巴勒斯坦國家，並且在10至25年時間內將西岸地區的巴勒斯坦領域擴展至90%（排除耶路撒冷郊區則是94%），但巴拉克拒絕這個提議。
在談判破裂後，巴勒斯坦開始第二次的暴動，被稱為阿克薩群眾起義，開始的時間就發生在以色列反對派領袖阿里埃勒·沙龙訪問耶路撒冷聖殿山之後不久。協商的失敗以及新戰爭的爆發使得許多以色列人對巴拉克政府感到失望，並且也使和平協議的支持度大減。
在一場總理的特別選舉後，沙龙在2001年3月成為新總理，稍後又在2003年的選舉中成功連任。然而，鷹派的沙龙政府開始從加薩走廊撤軍，這次撤軍在2005年8月至9月間實行完成，沙龙的決定遭到黨內的強烈不滿，他其後退出利庫德集團，另組前進黨，並提前大選。內塔尼亞胡其後重奪黨的領導權。
以色列也在西岸地區建立圍牆，表面的目的是為了保護以色列免遭武裝巴勒斯坦團體的攻擊。事實上長達681公里的圍牆及其緩衝地區侵占9.5%的西岸地區面積，使得巴勒斯坦居民的經濟狀況遭遇困難。圍牆的建立遭致國際間的許多批評，也遭到一些以色列極左派的批評，不過，圍牆的確減少對以色列的恐怖攻擊事件，也壓迫巴勒斯坦的土地與平民。。
在沙龙嚴重中風之後，總理權力轉移給艾胡德·奧爾默特。在2006年4月14日，在前進黨贏得大選後，奧爾默特當選為以色列總理。奧爾默特的前進黨也在2006年的選舉中贏得第一大黨席位。
在2006年6月28日，哈马斯的民兵部隊從加薩走廊挖地道潛入以色列境內攻擊以色列國防軍的據點，俘虜一名以色列士兵并且殺害其他兩名。
2006年7月13日爆發的以黎衝突發生在以色列北部和黎巴嫩地區，主要是介於真主黨和以色列之間的衝突。衝突始於真主黨之前在一次跨越邊界的軍事行動中殺害八名以色列士兵並且俘虜其他兩名，以色列以此認為黎巴嫩政府必須對這次攻擊負起責任，因此從海上和空中對黎巴嫩展開轟炸，並且進軍黎巴嫩南部。真主黨繼續使用火箭攻擊以色列北部，並且以游擊隊的打帶跑戰術襲擊以色列軍隊。最後以色列在2006年8月14日達成一則停火令。這場衝突导致一千名黎巴嫩平民、440名真主黨民兵、以及119名以色列士兵丧生，也對黎巴嫩城市的基礎建設造成龐大損害。
2008年12月19日，哈馬斯與以色列簽署的停火協議到期，哈馬斯向以色列境內發射大約百枚火箭彈和迫擊彈，以色列發動反擊，從12月27日開始對加薩走廊實行空中軍事攻勢，造成至少228人死亡和約780人受傷，加薩战争爆发。2009年1月3日，以軍開始從地面軍事行動。此外，以軍在攻擊中使用被聯合國禁止的白磷彈，并因此遭到各方相當的抗議，以軍才在2010年2月1日承認曾使用白磷彈。经过连续20多天对加沙的进攻后，以色列总理奥尔默特17日晚宣布，以军将于当地时间18日凌晨2时开始在加沙地带实施单边停火。据悉，以国防军已经得到命令，在实施单边停火期间，将仅对针对以方城镇的火箭弹袭击和针对以军的攻击火力进行还击。以军强调说，将对敌方任何攻击行为予以强力回应。哈马斯一名发言人当晚表示，哈马斯将继续抵抗，直到以军撤出加沙。他说，以色列应该“停止侵略并完全撤出加沙，开放口岸，解除封锁”。
以色列自向加沙地带发动大规模地面進攻以来，已造成超过913名巴勒斯坦人死亡，超过5300人受伤。相較下，以色列方面只有13人死亡，120受傷。埃及方面一直努力调解以色列和哈马斯实现停火，并提出三点停火倡议，包括巴以双方立刻实现一定期限的停火，然后开始长期停火条件谈判。

#### 内塔尼亚胡时代
2009年以色列國會選舉，班傑明·內塔尼亞胡領導的利庫德集團及其他右翼宗教政黨取得多數，組建聯合政府，內塔尼亞胡再次出任總理。
以色列因在2010年5月襲擊聯合國为加沙提供物资的国际援助船队，导致惨重的人员伤亡，其中土耳其蒙受的损失最严重。在联合國大會9月23日上午的一般性辩论中，時任土耳其总统阿卜杜拉·居尔称以色列的行为明显违反国际法，他要求以色列对此事件道歉，并且赔偿受害者家庭。当船队行至距离加沙海岸40多海里的公海上时，以色列國防軍对船队进行拦截，并在与船上救援人员发生冲突的过程中导致九人死亡，十多人受伤。死者几乎全部是土耳其人。这一事件在国际社会引起轩然大波，在土耳其国内更是引发大规模的抗议及示威，令土耳其與以色列關係十分緊張。
2012年11月14日以色列擊斃策划2007年加薩之戰、綁架以色列士兵吉拉德等事件的加薩地區哈瑪斯軍事首領艾哈邁德·賈巴里，同時召集75,000名後備軍人展開雲柱行動，直到11月21日停止行動。
2013年以色列國會選舉，內塔尼亞胡成功連任總理，成為以色列復國以來任期第二長的總理。2014年6月，以色列3名青年疑遭哈馬斯綁架殺害，事隔不到1日，1名巴勒斯坦青年遭人拖入車中殺害棄屍，巴勒斯坦懷疑是以色列的報復行動。這場「青年之死」成了引爆以色列與哈馬斯衝突的導火線。7月8日，以色列國防部隊發動保護邊緣行動，導致加薩地區的巴勒斯坦平民死傷慘重，引發國際關注。
2015年5月14日，以色列第34屆內閣宣誓就職，總理內塔尼亞胡兼任外長，外交部副部長由Likud國會議員Tzipi Hotovely擔任。2016年9月14日，美國與以色列簽署了里程碑式的十年軍事援助協議，協議保證從2019年至2028年間美國將向以色列提供創紀錄的380億美元軍事援助，將每年的30億美元軍援提高至35億美元，此外還承諾向以色列的導彈防禦系統每年另外提供5億美元。2016年9月28日，前總統希蒙·佩雷斯在中風兩週後逝世，同月30日舉行國葬，各國元首外長等前來參加。
2018年7月19日，以色列議會投票通過一項法案，將以色列定義為「猶太民族的國家」。《犹太民族国家法》將耶路撒冷指定為“統一首都”，並將希伯來語為唯一官方語言，排除阿拉伯语。此舉引發阿拉伯議員的抗議，62票贊成，55票反對。
2018年12月24日，以色列第20屆國會宣布解散重新大選，惟之後經歷了2019年4月、2019年9月、2020年3月三次國會大選，才在2020年5月17日由內塔尼亞胡及本尼·甘茨共同領導的執政聯盟宣誓組成新政府，而內塔尼亞胡亦成為以色列復國以來任期最長的總理。但利庫德集團和藍與白之間的矛盾始終未能調和，執政聯盟最終於2020年12月破裂，其後在2021年6月被新一任政府取代，內塔尼亞胡卸任總理一職。
2022年12月29日，內塔尼亞胡第三度出任總理。上任总理后不久，内塔尼亚胡于2023年1月公布了司法改革方案，企图削减司法部门及议会对行政的影响力，结果遭到外界强烈反弹，引爆连串示威活动。最终内塔尼亚胡抵挡不住外界的压力，于2023年3月，宣布将改革方案押后一个月进行二读，以便和议会反对派达成折中方案。最终在反对派议员集体抵制及民众抗议下，以色列议会执政党联盟于同年7月通过了司法改革方案。
2023年10月7日，控制加薩走廊的武裝團體哈瑪斯對以色列發動襲擊。作為回應，以色列宣布進入戰爭狀態，并入侵了加沙地带。本轮冲突至少造成39,764名巴勒斯坦人死亡（据加沙卫生部），1139名以色列人死亡。聯合國特別委員會、多國政府、各類專家和人權組織得出結論，以色列在加薩戰爭期間對巴勒斯坦平民造成了傷害和生命損失，因此正在對巴勒斯坦人民實施種族滅絕。

## 地理

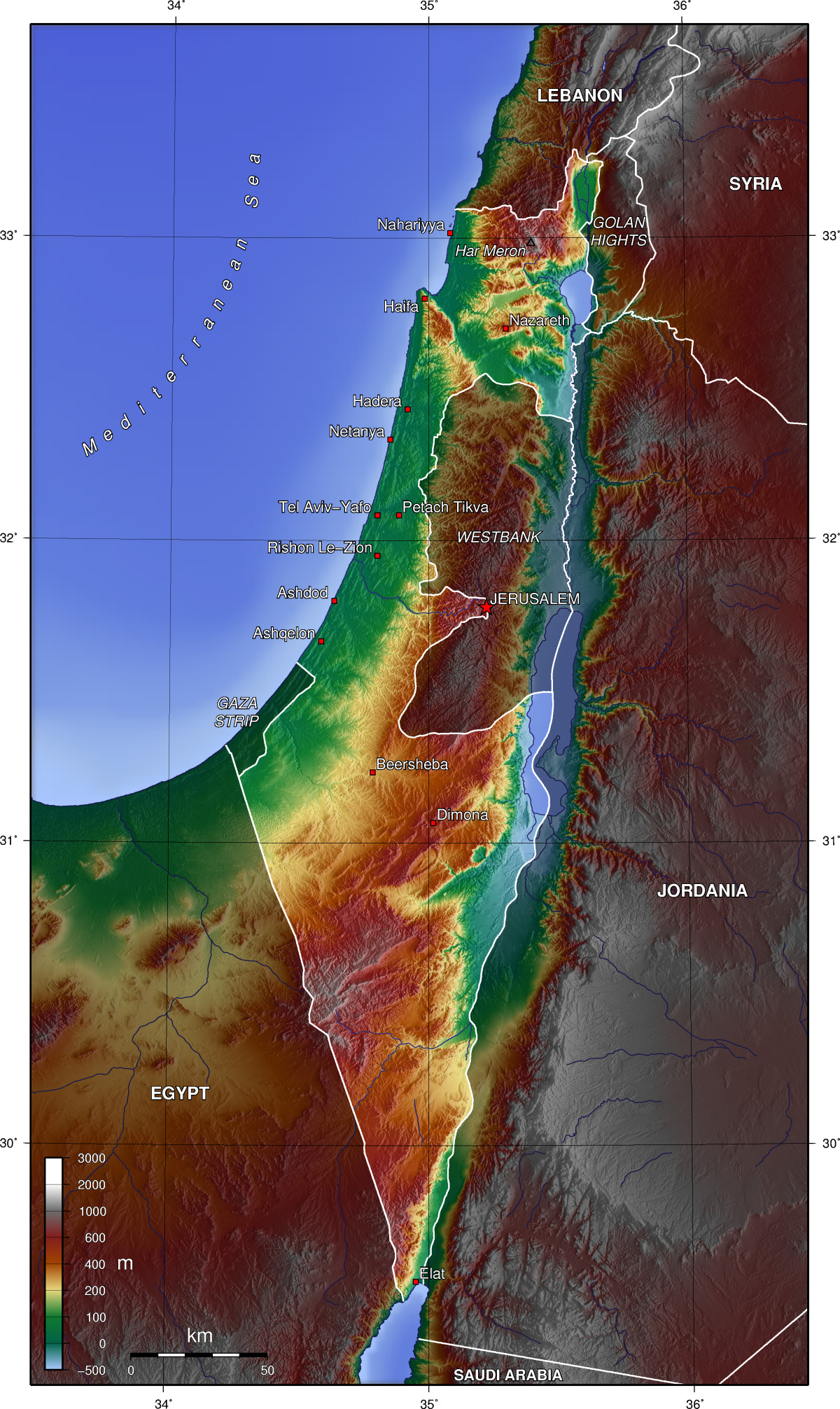
以色列的地形圖

### 位置
以色列北靠黎巴嫩、東瀕敘利亞和約旦、西南邊則是埃及。以色列西邊有著與地中海相連的海岸線、在南邊則為亞喀巴灣。

### 版图
巴勒斯坦地区1947年分治前面积为27,090平方公里。1967年战争前，以色列国面积为20,770平方公里，现管辖面积实际为22,072平方公里（包括其实际控制的戈兰高地和部分約旦河西岸地區）。
在1967年的六日戰爭中，以色列攻克了約旦王國的約旦河西岸地區、敘利亞的戈蘭高地、和埃及的加薩走廊（當時被埃及佔領）與西奈半島。以色列在1982年從西奈半島撤出了所有的駐軍和殖民地，並在2005年9月12日完全撤出了加薩走廊。自從1967年以來耶路撒冷東部一直在以色列司法、行政管轄範圍之內，名义上属于叙利亚的戈蘭高地自從1981年以來也直屬以色列管轄，雖然它們都不被國際社會認為屬以色列的正式領土。西岸地區和加薩走廊的歸屬問題目前仍未与巴勒斯坦解決。现巴勒斯坦自治政府控制面积为2,500平方公里，为加沙地带和部分約旦河西岸地區。
以色列國的控制範圍，若去除所有以色列在1967年六日战争后吞併的領土，總計為20,777平方公里（1%水面積）。而若加上以色列民法管轄範圍內的領域，包括耶路撒冷東部和戈蘭高地在內，則是22,145平方公里，水面積不到1%。而全部由以色列控制的領土，包括軍事佔領和巴勒斯坦自治政府统治的約旦河西岸地區，則是28,165平方公里。

### 地形
以色列可以分為四個不同的區域：海岸平原、中部丘陵、約旦河谷（即大裂谷延伸部份）、以及內蓋夫沙漠。地中海沿岸的海岸平原從北部的黎巴嫩邊界一直延伸至南部的加薩，該地區土壤肥沃而潮濕，是農業和水果栽種的重要地帶。海岸平原的東部是中央的高原地帶，高原地帶的北邊是加利利山脈的山丘，更南邊的地區是由許多小型而肥沃的溪谷地區所組成的撒馬利亞山脈；再往南則是荒蕪的猶太山地。中央高原地帶的東部是約旦大裂谷，屬於長達6,500公里的東非大裂谷的一部份。在以色列境內的裂谷是由約旦河、加利利海、以及死海所構成。內蓋夫沙漠由大約12,000平方公里的沙漠組成，佔據了以色列的一半土地面積，在地理上內蓋夫沙漠是屬於西奈半島的延伸。

### 氣候

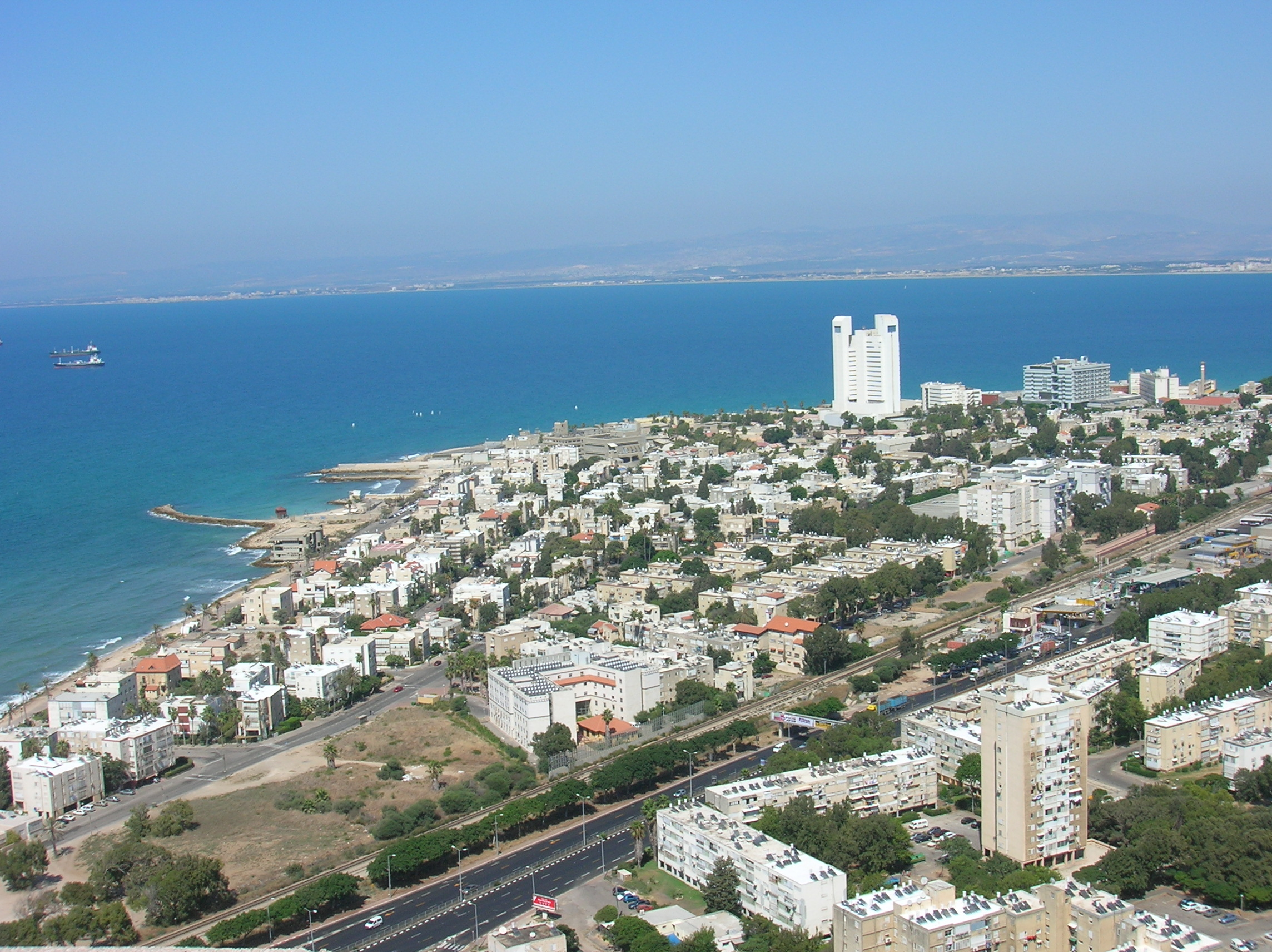
海法市的港灣

以色列主要為地中海型氣候，特徵為漫長而又炎熱、少雨的夏季，以及相對較為短暫而又涼爽、多雨的冬季。以色列的氣候是由鄰近的亚热带撒哈拉和阿拉伯沙漠地帶、與地中海東部沿岸的亞熱帶溼熱空氣所共同影響的，空間差異較大，會因為各地高度、緯度、以及與地中海的距離而變化。
一月是最冷的月份，平均的氣溫從6 °C至15 °C（43 °F至59 °F）不等，七月和八月則是最熱的月份，平均氣溫從22 °C至33 °C（72 °F至91 °F）不等。地中海沿岸地區在夏季時相當潮濕，但在中部的高原地區則相當乾燥。在埃拉特市等沙漠都市，夏季白天的氣溫通常是全以色列最高的，從44 °C至46 °C（111 °F至115°）不等。超過70%的以色列降雨量是在11月至3月之間降下，6月至9月通常是無雨季節。降雨量在全國分配不均，愈南部的地區降雨量愈低，尤其是在內蓋夫沙漠地區。龐大的降雨量通常是伴隨著強大的暴風雨，有時會造成水土流失和洪災。有時中部地區在冬季時會遇到降雪，包括耶路撒冷在內。赫爾蒙山的三個最高的頂峰在每年的冬季和春季都會有季節性的降雪出現。以色列國內最具農業耕種價值的土地便是那些每年獲得超過300毫米降雨量的地區，這樣的地區大約只佔了全國面積的三分之一。
大雷雨和冰雹在雨季也相當常見，海龙卷有時也會襲捲地中海沿岸，但通常只會造成些微的損失。不過，在2006年4月4日襲捲加利利西部的一次F2級颶風相當嚴重，對當地造成了極大的損害，並造成75人受傷。

## 行政区划

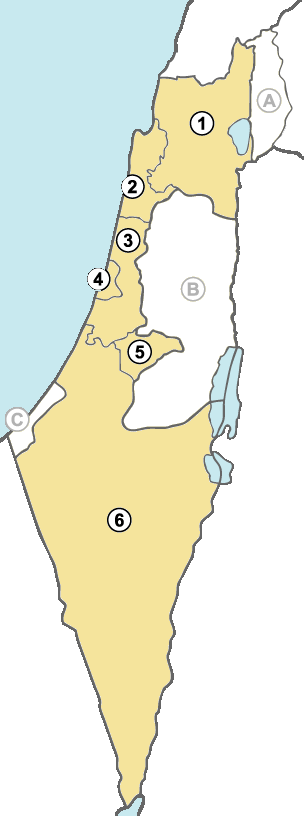
行政区划图

以色列的行政区划包括以下六个行政区（括号内为首府）：
- 1 北部区（拿撒勒）
- 2 海法区（海法）
- 3 中央区（拉姆拉）
- 4 特拉维夫区（特拉维夫）
- 5 耶路撒冷区（耶路撒冷）
- 6 南部区（贝尔谢巴）

另外，以色列還有以下三個爭議地區（括号内为爭議地區所屬的以色列行政區劃）：
- A 戈蘭高地（北部区）
  - 六日戰爭前為原叙利亚领土，目前由以色列控制。
- B 約旦河西岸（猶太-撒马利亚区）
  - 六日戰爭前由约旦佔領，現為《聯合國安全理事會第242號決議》的巴勒斯坦領土，目前分別由以色列及巴勒斯坦自治政府控制。
- C 加沙地帶（無所屬區劃）
  - 六日戰爭前由埃及佔領，現為《聯合國安全理事會第242號決議》的巴勒斯坦領土，目前分別由以色列及哈馬斯控制。

### 主要城市
以色列人口最多的十大城市：
| #  | 名称       | 人口    |
| -- | ---------- | ------- |
| 1  | 耶路撒冷   | 801,200 |
| 2  | 特拉维夫-  | 404,500 |
| 3  | 海法       | 269,300 |
| 4  | 里雄莱锡安 | 231,700 |
| 5  | 阿什杜德   | 211,400 |
| 6  | 佩塔提克瓦 | 210,800 |
| 7  | 貝爾謝巴   | 195,800 |
| 8  | 內坦亞     | 188,200 |
| 9  | 霍隆       | 182,000 |
| 10 | 伯尼布萊克 | 161,100 |

## 政治

### 公民身分与投票權
以色列是一個实行議會制的民主国家，公民享有選舉權。大多数以色列從第三次中东战争獲得的东耶路撒冷、戈兰高地等地区的居民都有权获得以色列国籍，但他们之中大多数都不愿意承认以色列的主权而拒绝以色列国籍，虽然没有国籍，但他们拥有以色列的永久居留权。分治後的巴勒斯坦人同样沒有，但有权获取以色列國籍。无以色列国籍者没有在以色列投票和参与政治活动的权利。

### 基本法与法律
以色列没有正式的成文宪法，而是有14部《以色列基本法》，包括《议会法》、《国家土地法》、《总统法》、《政府法》（1968年）、《国家经济法》、《国防军法》、《耶路撒冷法》、《司法制度法》、《国家审计长法》、《人的尊严与自由法》、《职业自由法》、《政府法》（2001年）、《公民投票法》和《犹太民族国家法》共14部基本法。
以色列的法律系統混合了英美法系、歐陸法系和猶太法典的影響，另外也受到以色列獨立宣言的影響。法律體制建立在先前判例的原則上。
最高法院、地区法院和基层法院三级制组织系统，此外还有军事法庭、宗教法院和劳资法院。以色列的法庭採取抗辯制度，而不是審訊制度，當事人（原告和被告）必須自行將證據帶到法庭上，法庭並不會作任何獨立的調查。如同歐陸法系一樣，以色列不設陪審團制度，案件是由專業的法官判決。許多主要的以色列法規（例如契約法）也都受到歐陸法系的影響，是根基於民法的原則上。以色列的法規並不是由法典組成，而是由單獨的法規構成。宗教法庭（猶太教、伊斯蘭教逊尼派、基督教以及德鲁兹派）則在婚姻的離婚判決上擁有獨佔的法律權利。

### 行政
以色列總統是名義上的國家元首，主要只是擔任禮儀上的象徵，總統另外必須指派國會裡的多數黨或多數派聯盟領袖作為總理。以色列總理擔任政府首腦以及內閣的領導人，主要的權力在總理手上。
政府由议会中占多数席位的一个或几个政党联合组成。议会选举结果揭晓后，总统在综合议会各党派意见基础上提名总理人选，授权其组阁。总理由成功完成组阁者担任。

### 议会

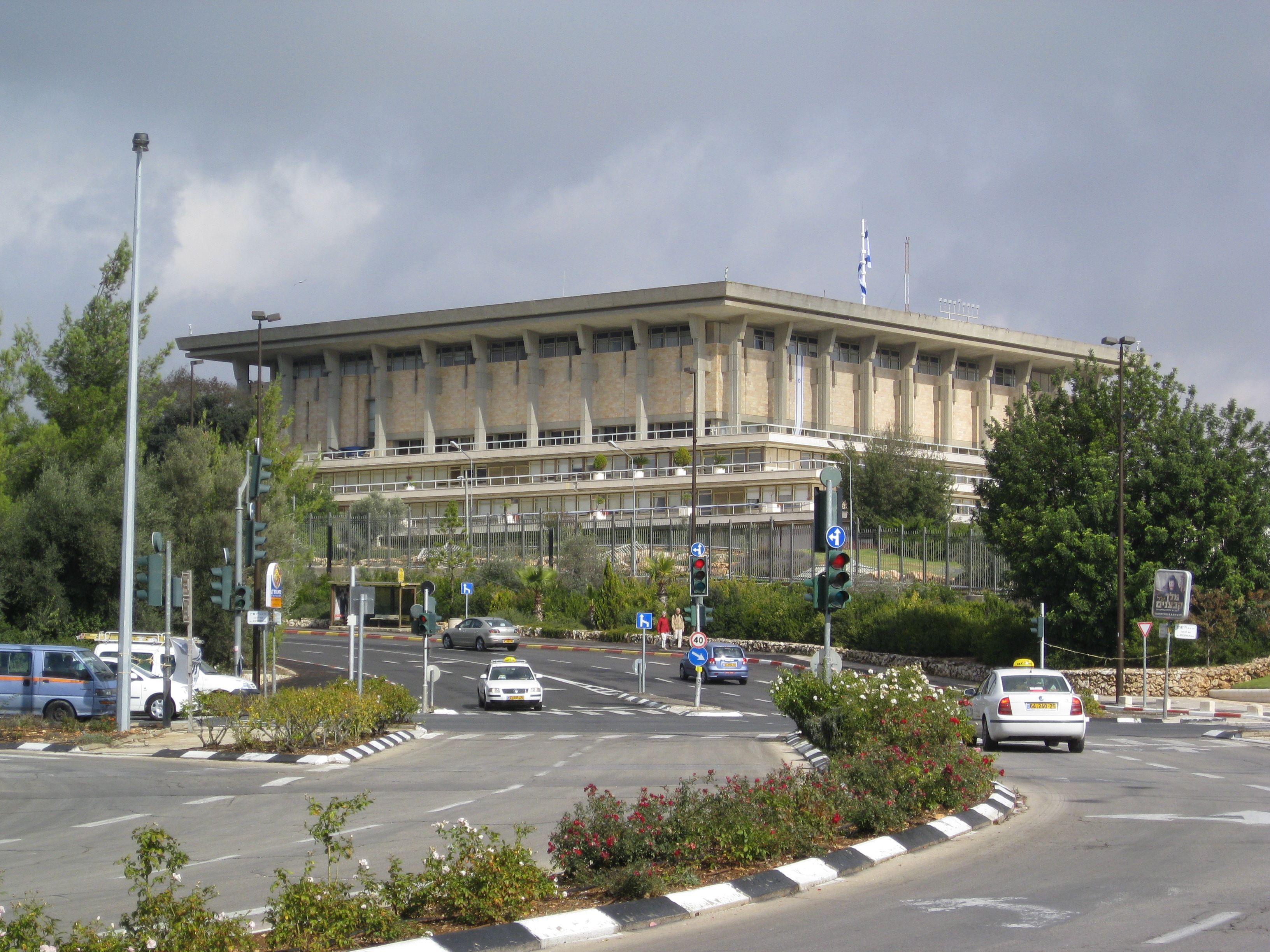
耶路撒冷以色列国会大厦

以色列的立法機構為一院制，由120名議員組成，是国家最高权力机构，拥有立法权，负责制定和修改国家法律，对重大政治问题表决，批准内阁成员并监督政府工作，选举总统、议长。
國會裡的議席分配是由各政黨在大選裡的得票比例決定的，透過比例代表制的投票制度，设3.25%的得票門檻。國會的選舉通常是四年舉行一次，但國會可以在選舉前經由表決決定自行解散，這種表決又稱為不信任投票。目前國會裡有12個擁有議席的政黨。作為以色列的立法機構，國會負責頒布法律、監督政府，並且有權選出或罷免以色列總統。
國會議員的選舉制度繼承了英國管轄時期留下的傳統，使得任何一個政黨都難以獲得多數議席，因此政府通常是由政黨聯盟組成。總理由國會議員選出，因此都是由最有能力組成聯合政府並爭取最多議員支持的人出任。在總統選舉之後，總理有45天的時間可以組成一個聯合政府，聯合政府的內閣也必須要由國會集體批准。在1996年5月的選舉中以色列曾試圖改革選舉制度，由普選直接選出總理，不過在实行三次之後，2001年后便沒有再實行，又繼續沿用議會制度至今。

### 司法
以色列的司法部門是由三層架構的法庭組成。在最低層次的是地方法院，分布於大多數的都市。第二層則是地區法院，同時負起上訴法院和地方法院的功能，分布於五座城市：耶路撒冷、特拉維夫、海法、貝爾謝巴、以及拿撒勒。
最上層的法院則是以色列最高法院，位於耶路撒冷，目前的最高法院首席大法官是Dorit Beinisch。最高法院是最高的上訴法院，也身兼高等法院（HCQJ）的功能，高等法院主要是負責解決個別公民對於法院提出的請願，這些請願通常由政府部門回覆（包括以色列國防軍）。這樣的請願可能使得高等法院作出決定，指導政府部門改正行政的方式。
一般的法官是由國會組成的委員會、最高法院的法官、以及以色列律師行會的會員聯合選出的。法律規定要求法官在70歲時退休。最高法院的首席大法官由司法部長所批准，負責指派所有法庭的常務官員。
以色列並不是國際刑事法院的成員，因為擔心若加入成員將會導致以色列在有爭議領地的相關人士會遭到起訴。

### 政党
以色列工党和團結黨（利庫德聯盟）一直是以色列的兩大政党，兩大黨在過去65年大部分時間擁有主導聯合政府的權力。工黨在2000年後支持度大幅下降，利庫德遂主導聯合政府。2019年3月、9月與2020年3月舉行之國會大選，由前參謀總長甘茲Benny Gantz領導的藍白黨崛起為與利庫德黨席次不相上下的挑戰政黨，最後2020年5月兩黨共同組成執政聯盟。

### 国际人道主义
以色列虽然是发达国家，但贫富差距较大，物价昂贵，是经济合作与发展组织国家中贫困率最高的国家之一。以色列的国外援助在经济合作与发展组织中排名较低，其发展援助占国民总收入不到0.1％，而不是一般所建议的0.7％。该国在2016年世界慈善捐助指数列表中名列第43位。然而，以色列长期向全世界提供紧急援助和应对灾难的人道主义小组。以色列的人道主义努力于1957年正式开始，它建立了色列国际发展合作机构Mashav，另外，还有别的以色列人道主义和应急小组与以色列政府合作，其中包括IsraAid，这是由14个以色列组织和北美犹太团体共同执行的合作项目；此外还有ZAKA， The Fast Israeli Rescue and Search Team (FIRST)，Israeli Flying Aid (IFA)，Save a Child's Heart (SACH) 和Latet。 
在1985年至2015年期间，以色列派出了IDF研究与救助部门的24个代表队（Home Front Command）到22个国家中。在2010年海地地震之后，以色列是第一个建立提供外科手术的场地医院的国家。以色列派出了200多名医务人员，在现场对受伤的海地人进行治疗。在11天的人道主义任务中，以色列代表团对1100多名病人进行了治疗，共进行了319次成功的手术，分娩了16次，救出或协助拯救4人。尽管在2011年日本大地震和海啸中存在辐射的危机，但以色列是灾难发生后第一批派遣医疗代表团的国家之一。以色列于2011年向海啸灾区栗原市派出一个医疗队。这是由以色列IDF的50名成员组成的医疗诊所，其中有儿科，外科，妇产科，妇科和耳鼻喉科病房，还有验光部门，实验室，药房和重症监护室。他们在两周内对200名病人进行治疗，之后，应急小组向日本人捐赠了所有设备。

### 领土争议

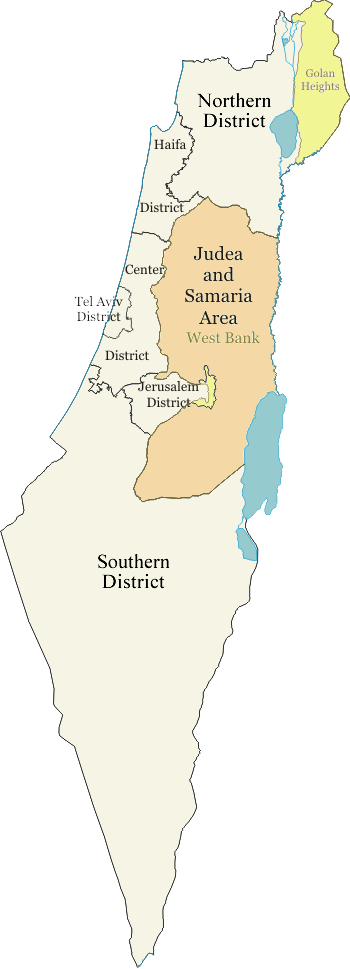
以色列行政區劃。當中戈蘭高地與东耶路撒冷（黃色區域）為以色列實際控制並完全適用以色列法律的領土；猶太-撒馬利亞區（即約旦河西岸，橙色區域）為以色列實際控制但適用以色列法律程度不一的領土。

在1967年的六日战争中，以色列控制了包含耶路撒冷老城、东耶路撒冷、約旦河西岸地區、加沙地带和戈蘭高地。以色列还夺取了西奈半岛，但作为1979年《埃以和約》的一部分而将其退回。在1982年至2000年期间，以色列占领了黎巴嫩南部的一部分，即所谓的安全带。自以色列获得这些领土以来，以色列在其上建设定居点和军事设施，唯一例外的是黎巴嫩。以色列将民法用于戈兰高地和东耶路撒冷，并赋予其居民永久居留的身份和申请公民身份的权力。約旦河西岸部分地區的非以色列定居地仍接受以色列的直接军事统治 （《奥斯陆协议》中的B区），巴勒斯坦人在这个地区不能成为以色列公民， 但是合法的永久居民，其中一部分人仍持有约旦国护照。以色列在加沙地带撤出其军事力量，拆除以色列在加沙地带的定居点，将其作为从加沙地带抽身的一部分，尽管它继续控制其领空和水域， 包括水电，医疗等基础设施仍然依赖以色列的供应和支持。
联合国安理会曾经宣布将戈兰高地和东耶路撒冷吞并是“无效的”，并继续将这些领土视为“被侵占”的地带。联合国主要司法机构国际法院在2004年关于以色列建造“以色列約旦河西岸地區屏障”的合法性问题中认为，以色列在六日战争中夺取的土地，包括东耶路撒冷在内，是侵占的领土。关于东耶路撒冷在未来和平解决中的地位问题，有时是以色列政府和巴勒斯坦代表之间谈判时的一个困难问题，因为以色列认为这是自己的主权领土，也是其首都的一部分。与领土有关的大多数谈判都是基于联合国安理会第242号决议，其中强调“不容许以战争获得领土”，并呼吁以色列撤出占领的领土，以换取与阿拉伯国家的正常关系，这是一个“以土地换和平”的原则。
在阿拉伯拒绝联合国在巴勒斯坦建立两个国家的决定之后，约旦在1950年合并了約旦河西岸地區。英国承认了这一吞并。至2019年，约旦仍视约旦河西岸为其领土。从约旦东部的以色列艾伦比口岸入境时，约旦不视为从王国出境；而在南方的以色列埃特拉口岸，情况正好相反，约旦视此地为两国边界。这里人口主要是阿拉伯裔居民，包括1948年第一次中东战争的难民， 但许多人至今仍持有约旦王国护照。从1967年至1993年的占领中，居住在这些领地上的巴勒斯坦人在以色列军事管理下。自从Israel–PLO letters of recognition颁布以来，大多数巴勒斯坦人口和城市一直处于巴勒斯坦民族权力机构的内部管辖范围之内，只保留部分的以色列军事控制，尽管以色列曾多次重新部署部队，并在动乱期间恢复全面的军事管理。为应对阿克萨群众起义日益增加的袭击事件，以色列政府开始修建“以色列約旦河西岸地區屏障”（也被称为“隔离墙”）。工程完成后，大约13％的屏障将在绿线或以色列内建造，而87％在約旦河西岸地区。
从1948年到1967间，加沙地带被埃及占领，1967年以后被以色列占领。2005年，作为以色列单方面的抽离计划的一部分，以色列将所有的定居者和部队从领土移走。以色列不认为加沙地带是被占领的领土，并宣布其为“外国领土”。许多国际人道主义组织和联合国各机构对这一点提出异议2007年加沙之戰后，当哈马斯在加沙地带上台时，以色列收紧对加沙边界的控制，加强海上和空中的管制，阻止人员进出该地区，只有与人道主义有关的个别情况才能进出。加沙与埃及有共同的边界，与以色列，欧洲联盟和巴勒斯坦自治政府之间有共同的协议，规定了过境的具体情况（过境由欧洲观察员监督）。

### 耶路撒冷地位争议
对于耶路撒冷的地位和归属，阿拉伯国家同以色列一直存有争议。目前，国际社会同以建交的国家均将使馆设在特拉维夫或其周边城市。2018年5月，美国、危地马拉、巴拉圭将驻以使馆迁至耶路撒冷。马拉维、塞尔维亚和科索沃等国也计划将大使馆
设在耶路撒冷。
以色列建国时首都在特拉维夫，1950年迁往耶路撒冷，但未获国际社会普遍承认。1980年7月30日，以色列议会通过法案，宣布“完整和统一的耶路撒冷是以色列的首都”。该法案由屬利庫德集團的以色列總理梅納赫姆·貝京推动，其不顧聯合國安理會476號決議與國際法的約束，一方面堅持以色列軍隊佔有東耶路撒冷，另一方面在以色列國會上通過「耶路撒冷法」，宣佈（包含西耶路撒冷之下的）聯合的耶路撒冷整體為「永恆的首都」，而此舉則引發周遭阿拉伯世界的強烈反對。在隨後進行的联合国安理会478号决议中，聯合國通過裁決（14對0，美國棄權），且認爲該法律條文爲空白無效，並於同期聯合國大會中通過表態（143對1，以色列反對，包括美國在内的4票棄權），指責以色列政府對東耶路撒冷的佔領行為。
由於世界各國之大使館或代表處大多設立於特拉維夫，所以阿拉伯國家僅承認特拉維夫為以色列的首都，而國際上的普遍認知以及新聞處理也傾向於此。除美國外，其他聯合國安理會常任理事國均不承認耶路撒冷為以色列首都，然而，但亦有部份國家或地区選擇認定其首都為耶路撒冷的情況，如美國、多哥、帕劳、塞尔维亚、危地馬拉等（而俄罗斯和澳洲等国仅承认西耶路撒冷为以色列首都）。
2017年12月6日，美国总统唐納·川普宣布美国承认耶路撒冷为以色列首都，川普並聲明，會將使館遷到耶路撒冷，2018年美国驻以色列大使馆正式迁到了耶路撒冷。

## 外交

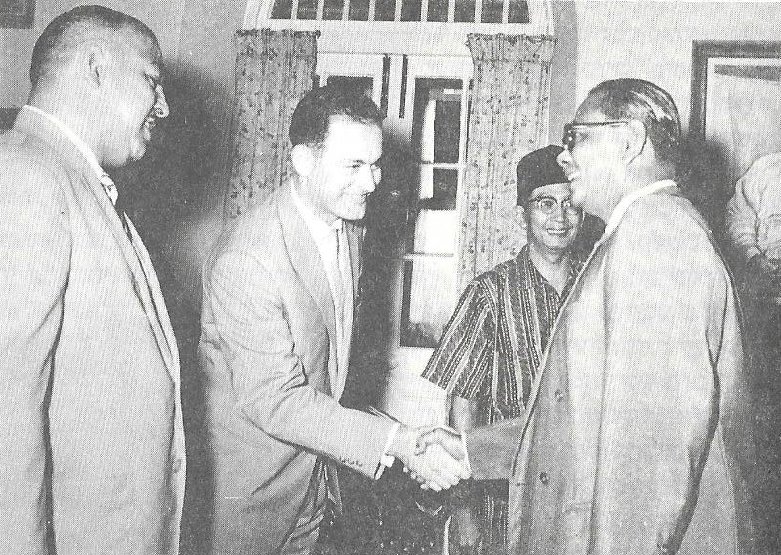
1960年以色列外交官Moshe Yegar（英语：Moshe Yegar）与马来西亚首相东姑阿都拉曼会面
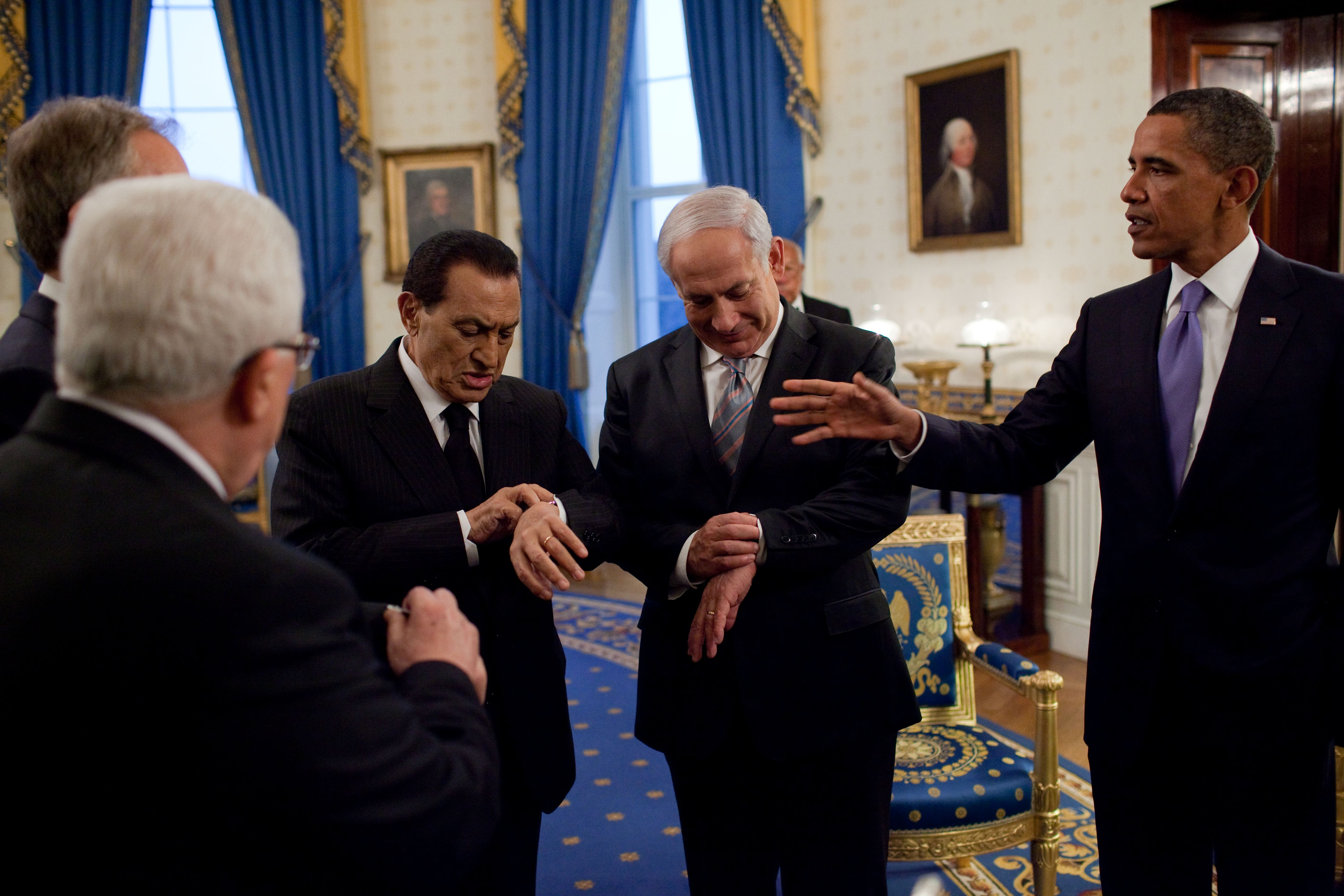
以色列总理納坦雅胡、埃及总统穆巴拉克和奥巴马在白宫看表
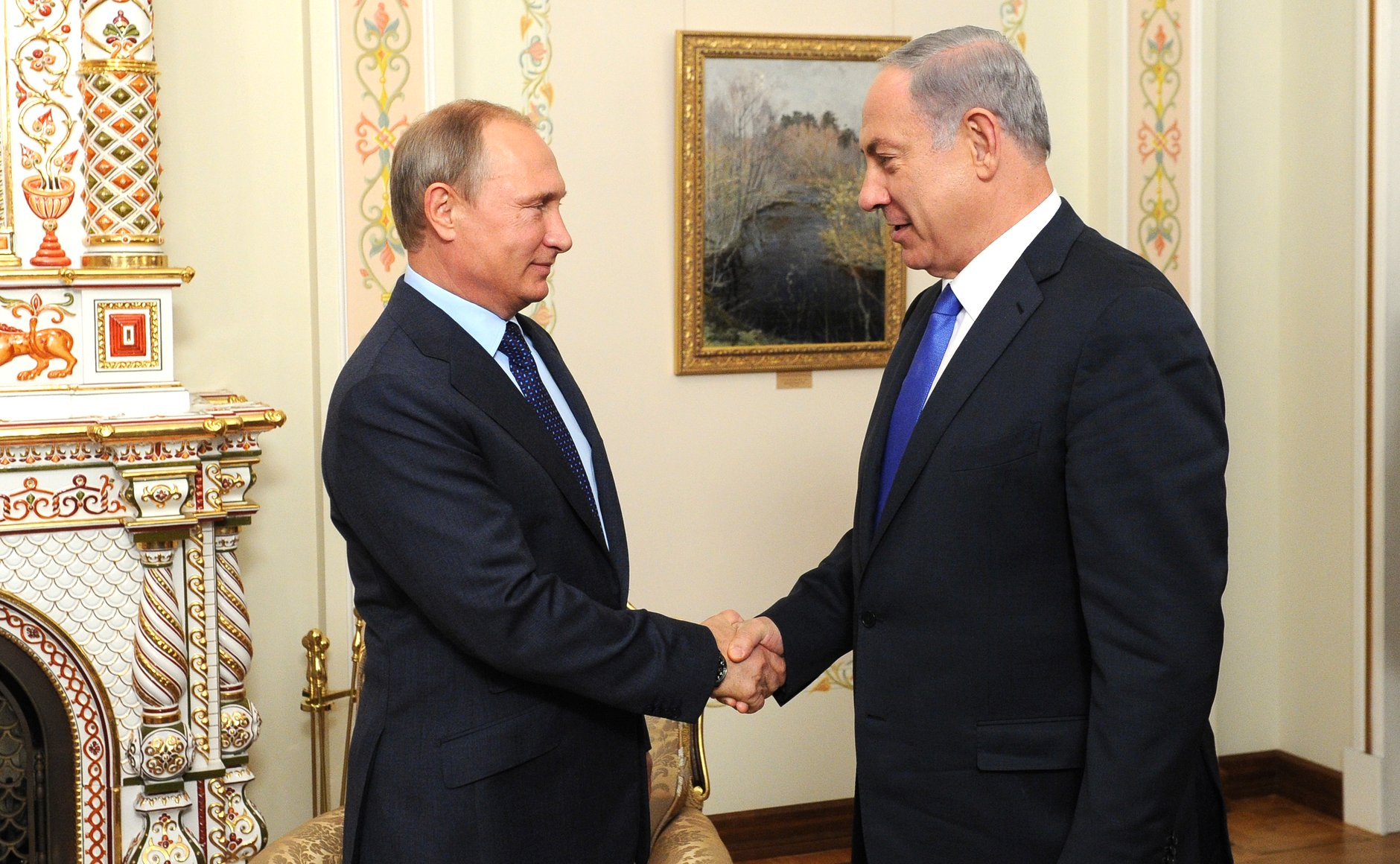
納坦雅胡会见普京
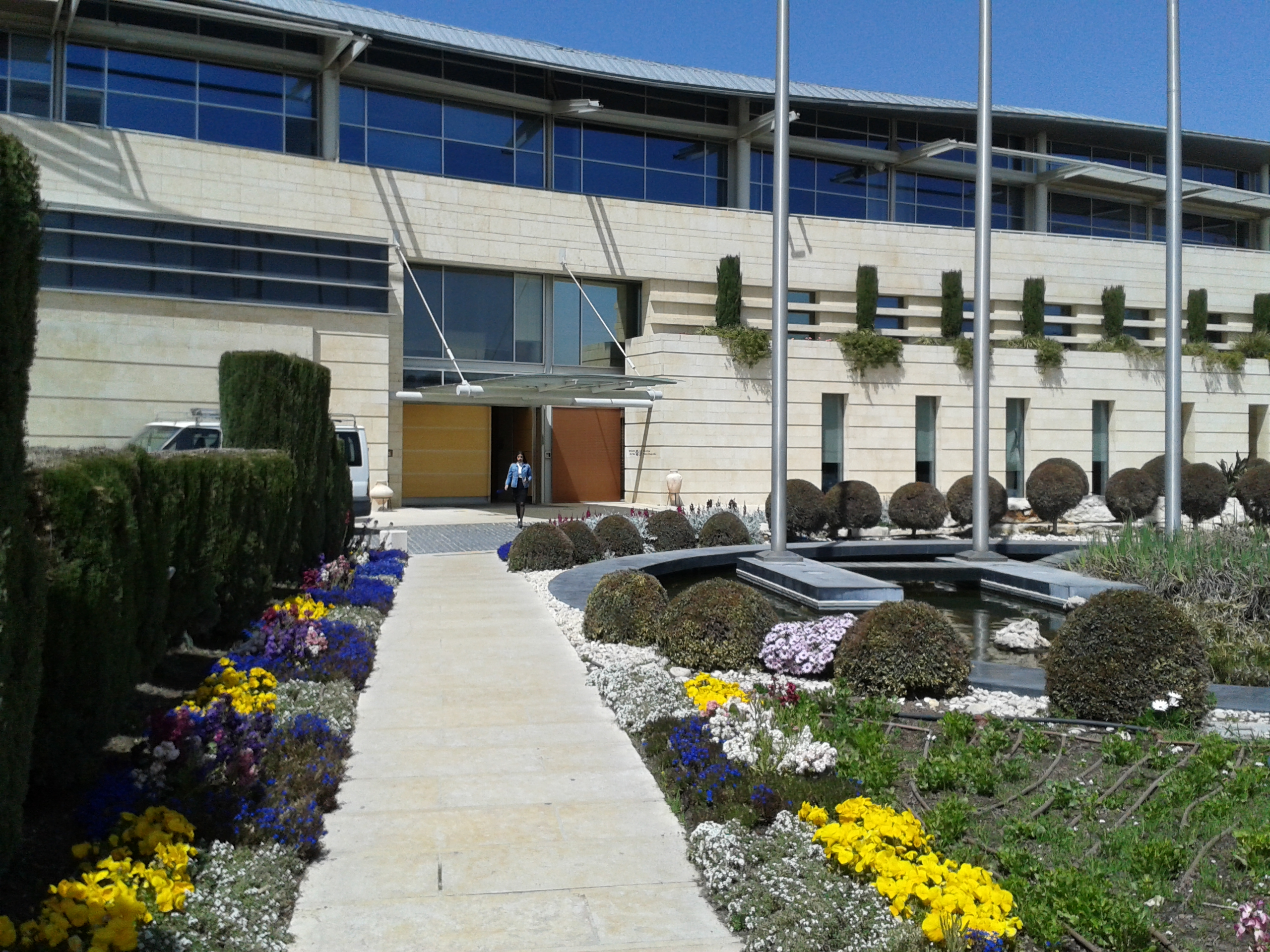
以色列外交部大楼（耶路撒冷）

截止到2020年，深紫色为从未承认过以色列的国家，浅紫色曾为承认过以色列但现在不承认的国家

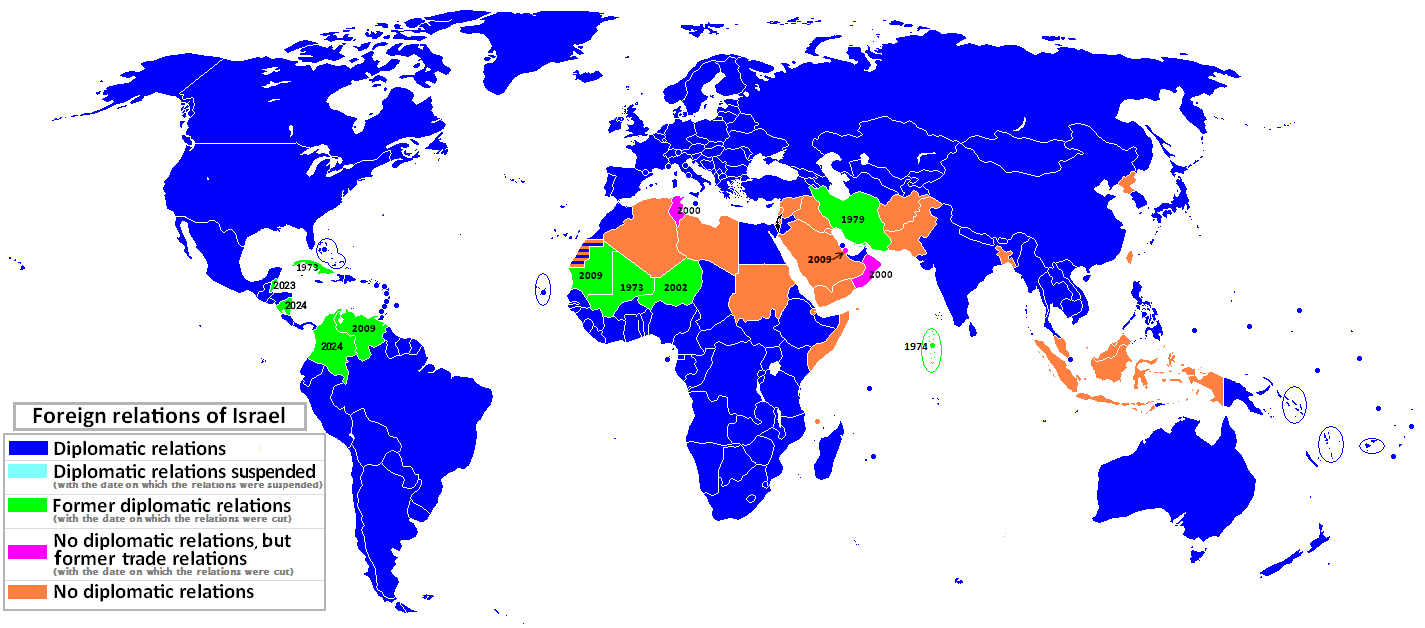
以色列均受国际承认的情况。国家上标注的年份作為外交关系中止或是断交的日期

以色列於1949年5月11日加入聯合國。至2020年9月，以色列已與165個國家保持正式的外交關係；另外，仍有28个联合国成员国拒絕承認以色列，主要是阿拉伯國家、穆斯林国家和一些本身持反美政策的國家，如朝鲜民主主义人民共和国、古巴等。
自1948年獨立以來，以色列在外交上屢次遭遇各種困難。1948年，以色列遭受到鄰國的集體抵制，但為了解決這種困境，以色列開始走出中東地區、轉往同世界其他國家發展外交關係。以色列政府也特別注重與美國的外交關係，也有涉及到一些非洲和亞洲的新生國家。在1967年之前，除阿拉伯國家和一些穆斯林國家之外，以色列與世界上大部份國家保持外交關係。在1991年馬德里會議之後，由於和平協議的簽訂，以色列又與其他68個國家建立或恢復了正式的外交關係。1992年1月24日，以色列與中華人民共和國建交。
以色列也加入了許多國際組織和區域性機構，並且是「地中海對話」協約的成員國之一，與北大西洋公約組織保持合作關係。
2017年12月22日，以色列总理本杰明·内塔尼亚胡正式宣布，以色列将于2018年底退出联合国教科文组织。
2019年1月，納坦雅胡官式訪問查德首都恩賈梅納，並与代比舉行會面。雙方在會後簽署數項雙邊協議，並宣布恢復中斷47年的外交關係。
2020年8月13日，以色列宣佈與阿拉伯聯合大公國簽署和平協議，成為第三個與以色列關系正常化的阿拉伯國家。9月11日，以色列宣布与巴林签署和平协议。是继埃及，约旦和阿联酋之后与以色列达成關系正常化的第四个阿拉伯国家。2020年10月23日，蘇丹同意與以色列實現關係正常化。2020年12月10日，以色列和摩洛哥同意建立外交关系，美国也承认了摩洛哥对整个西撒哈拉的主權。以色列于2020年9月4日承认科索沃共和国为独立主权国家，2021年2月1日，以色列和科索沃两国签署建交公报，正式建立外交关系，科索沃在耶路撒冷设立大使馆。

## 軍事
以色列国防军前身是犹太民兵组织“哈加纳”，1948年5月26日正式成立。国防最高决策权和国防军的最高统帅权属于政府。国防部长是国防系统的最高领导，总参谋部是军队最高指挥机关，具体负责全军的作战指挥和军事训练。实行普遍义务兵役制，现役部队18万人，预备役人员45万人。国防预算多年保持在国内生产总值的7%。

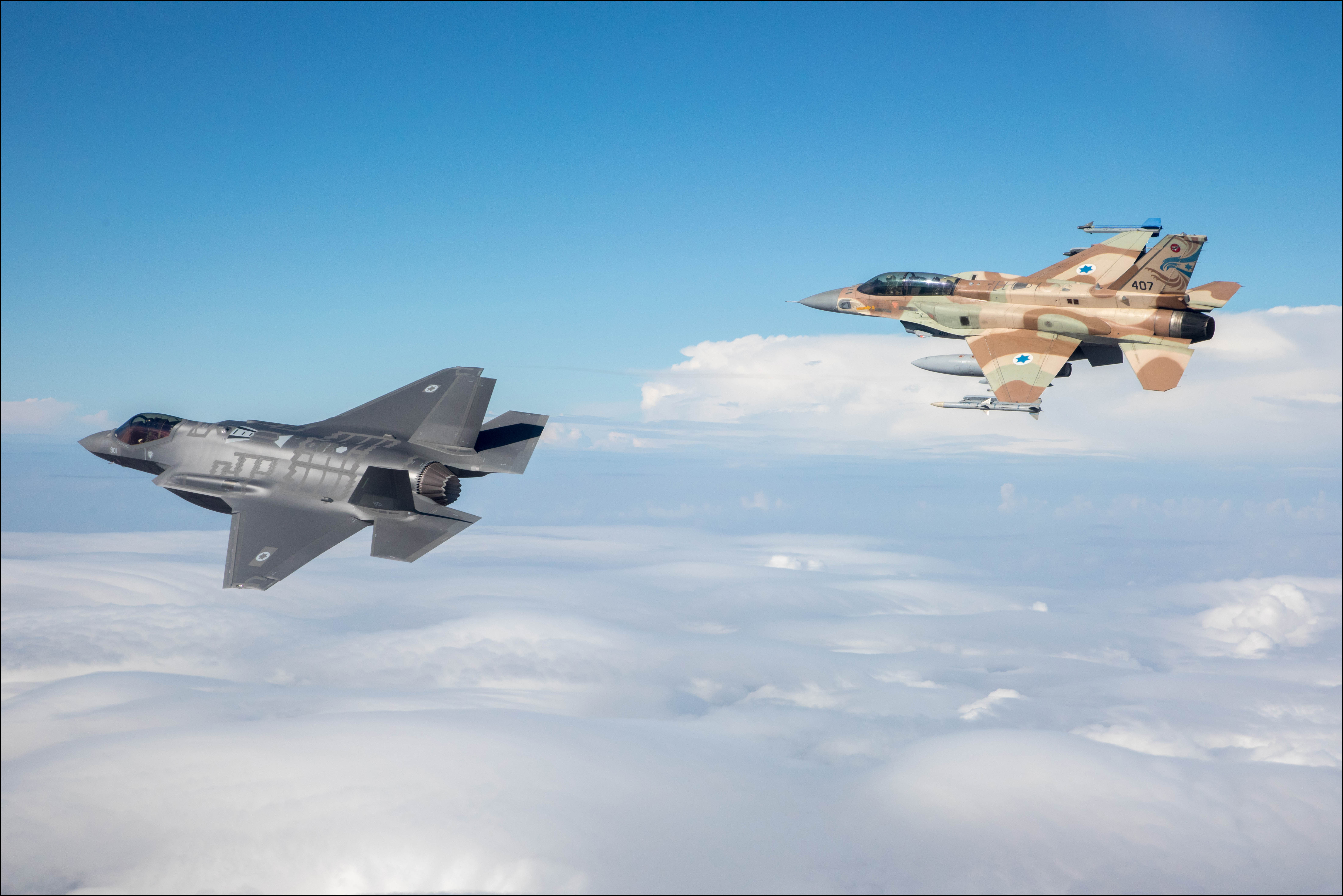
左侧为以色列2016年新引进的美国F-35战斗机，右侧为以色列改造的F-16I 战斗机
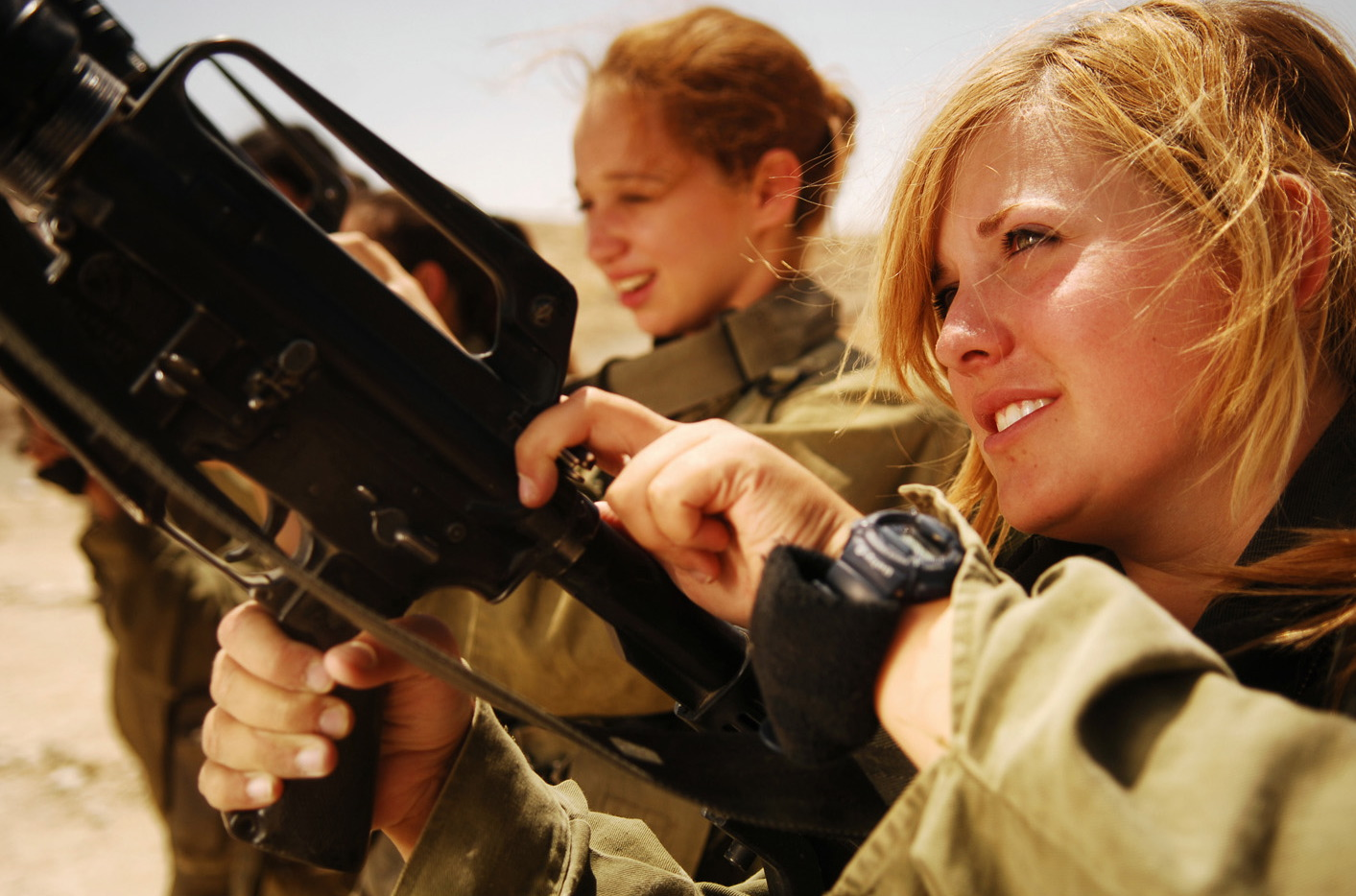
以色列是世界上第一個女性义务兵役制国家，女性一般参军20个月
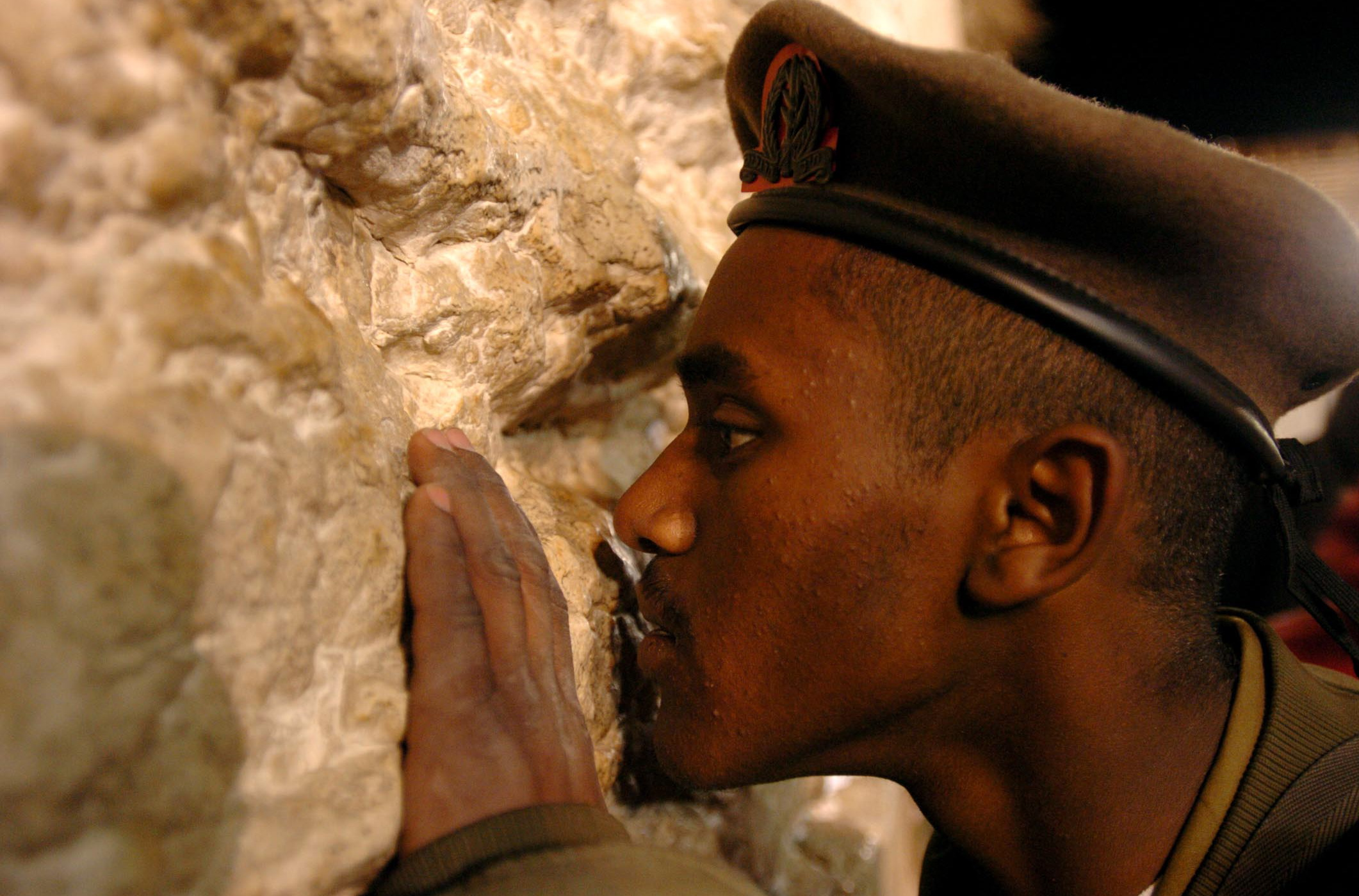
从埃塞俄比亚回归以色列的貝塔以色列士兵，在西墙祷告
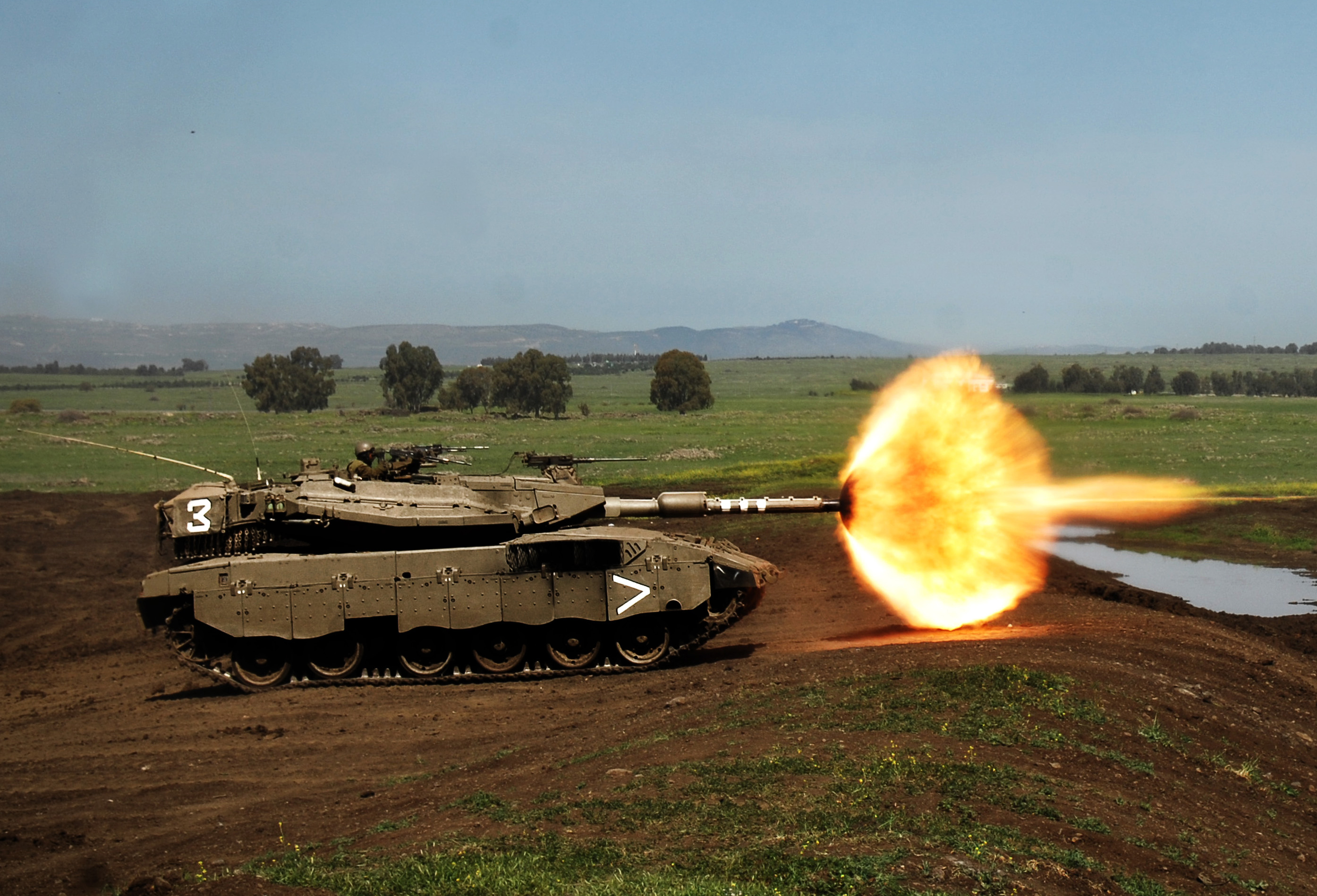
以色列自主研发的“梅卡瓦”型坦克在训练中

以色列的軍隊由一支統一的以色列國防軍組成，海軍和空軍都是由陸軍管轄。也有其他一些準軍事的部門負責不同層面的以色列國家安全（例如邊界警察和內部安全局）。以色列國防軍的前身是在英國管轄時期組織的地下軍隊哈加拿。
以色列國防軍是中東地區國防預算最高的軍隊之一，並且也被列為世界上訓練最為精良的軍隊之一，在建國半個世紀以來參與了五場主要的大型戰爭和其他無數的小型衝突。在人員上，以色列國防軍的主要優勢是在其人員訓練的精良品質以及完善的制度，而不是人員的數量多寡。也大量依賴於高科技武器，國內也有一些專門替國防軍生產和開發武器科技機構或企業，其他的則進口自國外（大多來自美國）。

### 兵役制
以色列奉行精英制，所有人都要參加公開試和服兵役（全民兵役制國家還有挪威、瑞典、古巴、北韓），大多數以色列人（無論男女）都在18歲時被徵召從軍。有些移民也會自願的加入以色列國防軍。不過阿拉伯裔的公民則是例外，大多數阿拉伯公民都沒有被徵召，以避免在與其他阿拉伯國家開戰時可能爆發的利益衝突。其他不需當兵的還包括殘障人士、已婚婦女、或者出於宗教原因者（極端正統派猶太教）。男性的義務役是三年、女性則是兩年。
以色列國防軍裡也有貝都因人等少數族群參與。自從1956年來，德魯茲族群也和猶太人一樣從軍。在宗教機構就學可獲延緩徵召。多数犹太正教人士会不停地延迟服役，直到超出法定服役年龄这种做法在以色列引起相当大争议。雖阿拉伯裔公民不在徵兵範圍，他們也可自願從軍。同樣的政策也套用在貝多因人和許多非猶太裔的公民上。服过义务兵役后，以色列男子转入国防军预备役部队，每年从事几个星期的服务，直到40岁止。

### 核武能力
以色列据信是中东唯一有核国家，但从未公开承认或否认自己的核能力，国际社会通过美国-以色列的“深度核互动”来推断其有核武器。美国同样既没否认也没承认其与以色列的“深度核关系”。許多人推測以色列具有使用核武器的能力，還有預估認為以色列的軍火庫可能儲藏了高達40枚的核武器。自從20世紀中旬以來，以色列一直有一座內蓋夫核能研究中心負責此領域的研究，並且有能力生產被歸類為核武器的材料。這座研究中心從來沒有被國際原子能機構檢查過，國際原子能機構宣稱他們相信以色列「是個擁有核子武器的國家」，然以色列政府對此不置可否。由於以色列不是不擴散核武器條約的簽署國，雖然以色列核子武器軍火庫的詳細數量一直有待爭議，一般相信以色列擁有至少一百枚核子武器裝置。
有關以色列核武器投射能力的資料比詳細的核武器研究計畫資料還要容易取得。以色列是中東地區研發中程彈道飛彈最為領先的國家之一，“耶利哥”型彈道飛彈系列早在1970年代便已開始部署，目前已有三個系列：耶利哥一型、二型和三型。耶利哥二型飛彈從1980年代中旬開始服役，預估射程有至少1,500公里，而最新的耶利哥三型飛彈則預估至少有4,500公里射程，其他的估計則認為耶利哥三型的射程高達7,800公里。
除了彈道飛彈科技以外，以色列保有一系列的海豚級傳統動力潛艦，一般廣泛推測海豚級潛艦搭載由以色列自製的中程巡弋飛彈（射程可達1450公里），有能力攜帶核子彈頭。

### 反导系统
2017年4月，以色列“大卫弹弓”中程导弹拦截系统开始投入使用。同時由以色列拉斐爾國防系統公司研發的短程鐵穹防禦系統行之有年，該系統是針對超低空的火箭筒和砲彈來襲設計，能攔截低科技較慢速的小目標，是當地適應長期游擊戰研發的系統。

### 情報特務
在公開試中成績最優學生會被挑選，於三年兵役中接受頂尖科技與管理的訓練，以加入情報小隊8200和精英組織Talpiot。這些成員完成兵役後，幾乎不必考取大學，可直接創業，對初創企業的投資者來說，會非常保證信心（近似美國「Harvard drop-out」的品牌效應）。
以色列編有龐大地下特務組織成為其隱藏戰力，例如摩薩德機構最為外人所知，另有以色列國家安全局（俗稱「辛貝特」）和以色列军事情报局（俗稱「阿曼」）支援組成以色列情報體系。其1950年代以來長期從事各種敵後破壞和暗殺行動，爭議性作法讓伊朗和一些什葉派國家將其列為恐怖組織，但以色列認為他們是反恐行動其所暗殺目標才是恐怖分子或其支援者。然而其行為甚至涉及西方盟友例如1968年，兹维·扎米尔成為新任局長，在他任期內成功偷走法國幻象5型戰鬥機設計圖，成為了國產的鹰式战斗机。1969年法國總統夏爾·戴高樂下令禁止以色列在法國建造的飛彈快艇驶往以色列，摩薩德成功偷走了五架飛彈快艇，可以說摩薩德純粹為國家利益服務而不論攻擊對象是誰。
同時其失誤行動也所在多有例如1973年利勒哈默爾暗殺事件整個計劃曝光，摩薩德聲望趺至谷底，另有2007年艾希拉夫·马旺事件等失誤。2019年10月摩薩德局長约西·科亨在媒體《以色列时报》訪問時承認有一份暗殺名單，他們長期密謀暗殺伊朗高官和中東一些什葉派組織人員。

## 经济

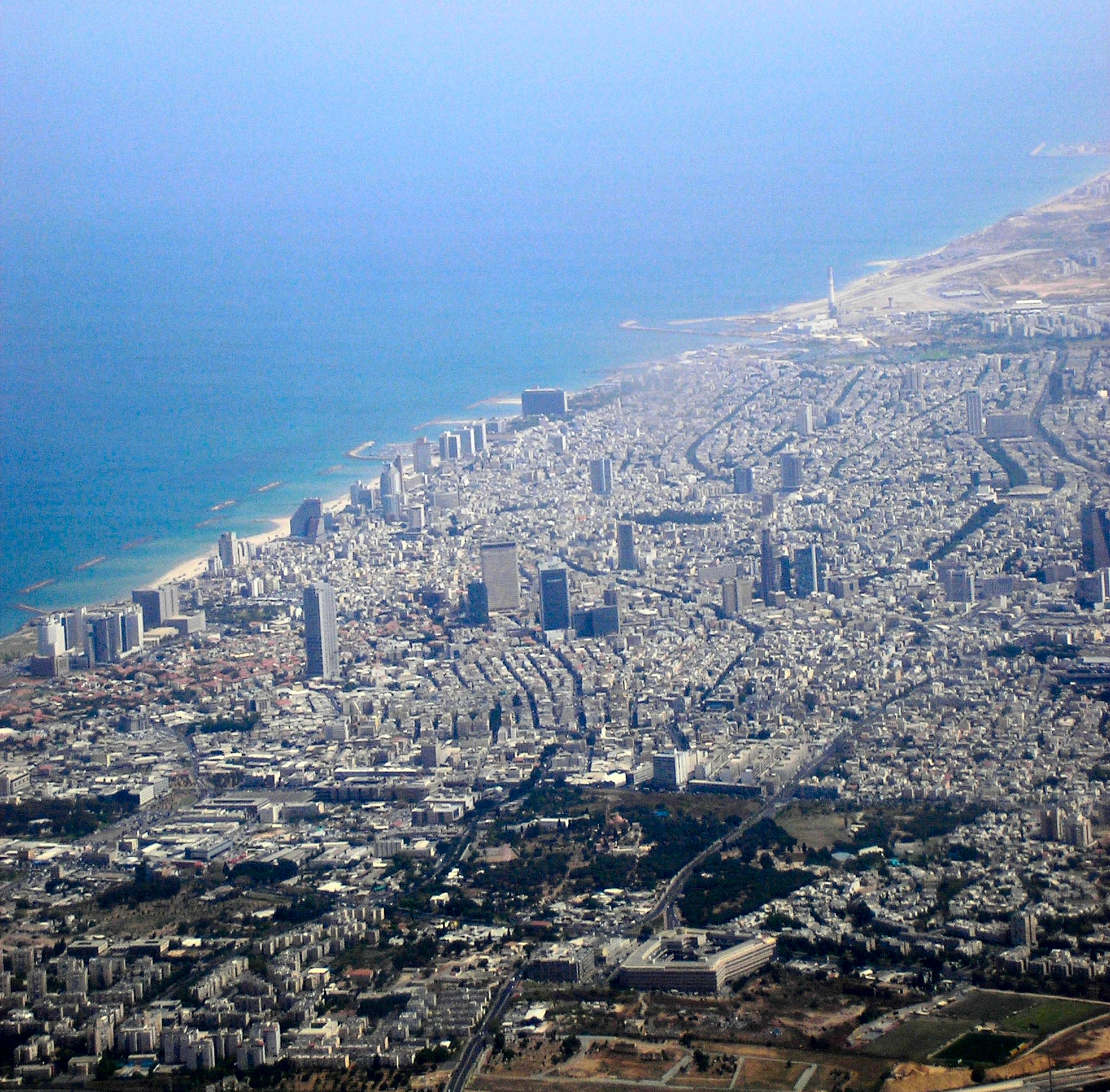
特拉維夫

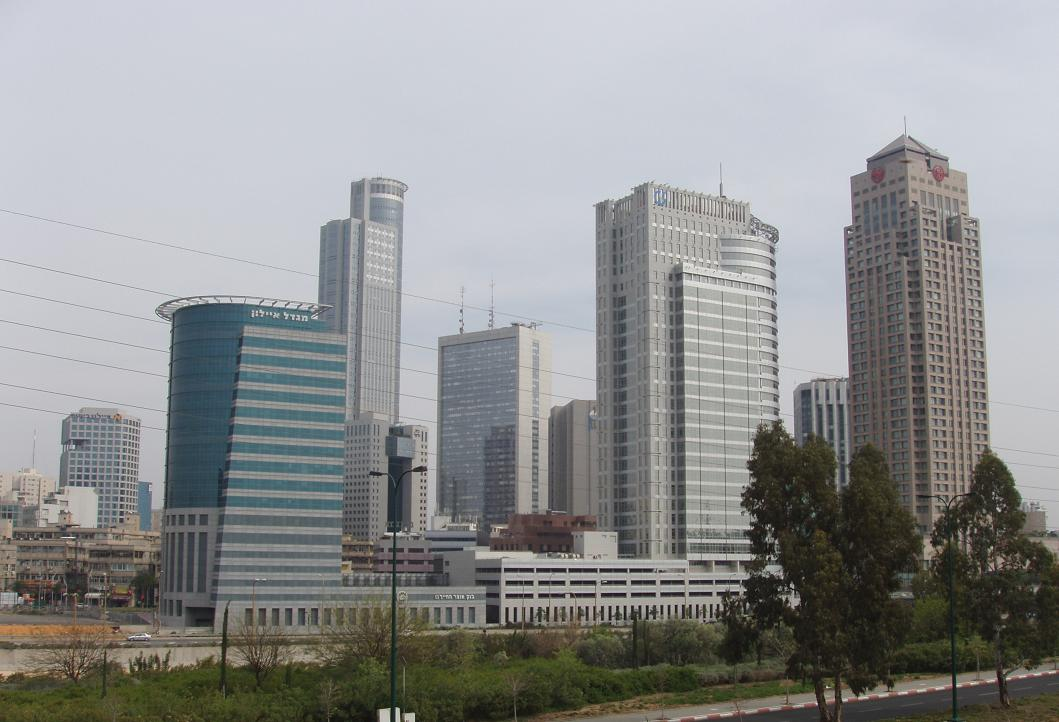
特拉維夫的商業區，其主要的證券交易所也是位在於此地

以色列是中東地區工业化与經濟發展程度最高的國家。以色列有著發展成熟的市場經濟，但政府也作為一定的管理。以色列在化石燃料（石油、天然氣、煤炭）、糧食、牛肉、原料、軍事裝備上都依賴進口。儘管受到自然資源的限制，以色列還是發展出了非常成熟而密集的農業和工業。除了牛肉及穀物类糧食以外，以色列在蔬菜水果花卉类糧食上可以自給自足并出口。鑽石、高科技、軍事裝備、電腦軟件、藥物、高級化學原料、以及在於農業產品（水果、蔬菜、和花卉）都是以色列的主要出口貨物。以色列在經常帳戶上時常保持龐大的赤字，這些赤字主要來源於與國外的資金往來以及外國借債，雖然一些經濟學家也認為這些赤字是表現出了以色列的成熟市場經濟特徵。以色列有著廣泛的煉油、鑽石開採、半導體製造產業。依據世界銀行的資料，以色列有著中東地區管理最良善、對財產權利保護最佳的經濟體制。
大約有一半的以色列政府外部借債是由美國所有，通常是來自經濟與軍事的支援。另外還有一大部分是由個別的投資者所擁有，而通常是經由以色列公債計畫。美國購買的債款加上個別投資者購買的公債，使以色列政府獲得借款，有時候還能獲得低於市場利率的利息。
在1989年－1999年間來自蘇聯的大量猶太人移民有750,000人，總計來自蘇聯的移民則高達百萬人，等於以色列總人口的六分之一，之中許多人都是受過高等教育、擁有科學和專業技能的人才，這對以色列經濟是一大利多。加上在冷戰結束後新市場的出現，有效刺激了以色列的經濟，在1990年代早期得以快速的發展。不過，經濟的發展在1996年開始減緩，政府施加了更嚴格的財政和金融政策，移民所帶來的經濟成長開始減緩。這些政策有效的減低了以色列的通貨膨脹，在1999年通貨膨脹到達了新低的紀錄。24%的以色列勞動人口擁有大學學歷，這也使得以色列成為工業國家裡學歷程度第三高的國家，僅次於美國和荷蘭。12%的人口擁有大學以上的學歷。
近年來，在以色列相當重要的鑽石產業也受到了工業環境改變以及來自遠東地區的競爭增加的影響。

### 宏观经济
以色列经济与欧美经济关系密切，是中东地区唯一的发达国家。这为以色列吸引全球顶尖人才提供了环境。战后，大量来自苏联和欧美的高端人才皈依祖国，为以色列节约了大量的培养成本和培养时间。依靠回归和自身培养的人才，以色列国内生产总值雄踞世界前50名。2011年国内生产总值达2400亿美元。人均国内生产总值高达3万美元，居世界前30名。2014年人类发展指数高居世界第19名。以色列的高新技术产业举世闻名，其在军事、科技、电子、通讯、计算机软件、医疗器械、生物技术、工程、农业、航空等领域具有先进的技术水平（这些领域也正好是美国所擅长的领域）。其电子监控系统和无人飞机与美国有深度的技术交换，在世界范围内拥有很高的口碑。以色列的纳斯达克上市公司逾80家，仅次于美国和加拿大居世界第三位。其中包括全球最大非专利药制药企业——TEVA、以色列最大企业——全球网络保全产品巨头Check Point软体科技公司和著名国防承包商Elbit系统。以色列被视为中东世界里经济发达、商业自由、新闻自由和整体人类发展程度最高的国家。

### 支柱产业

#### 高科技

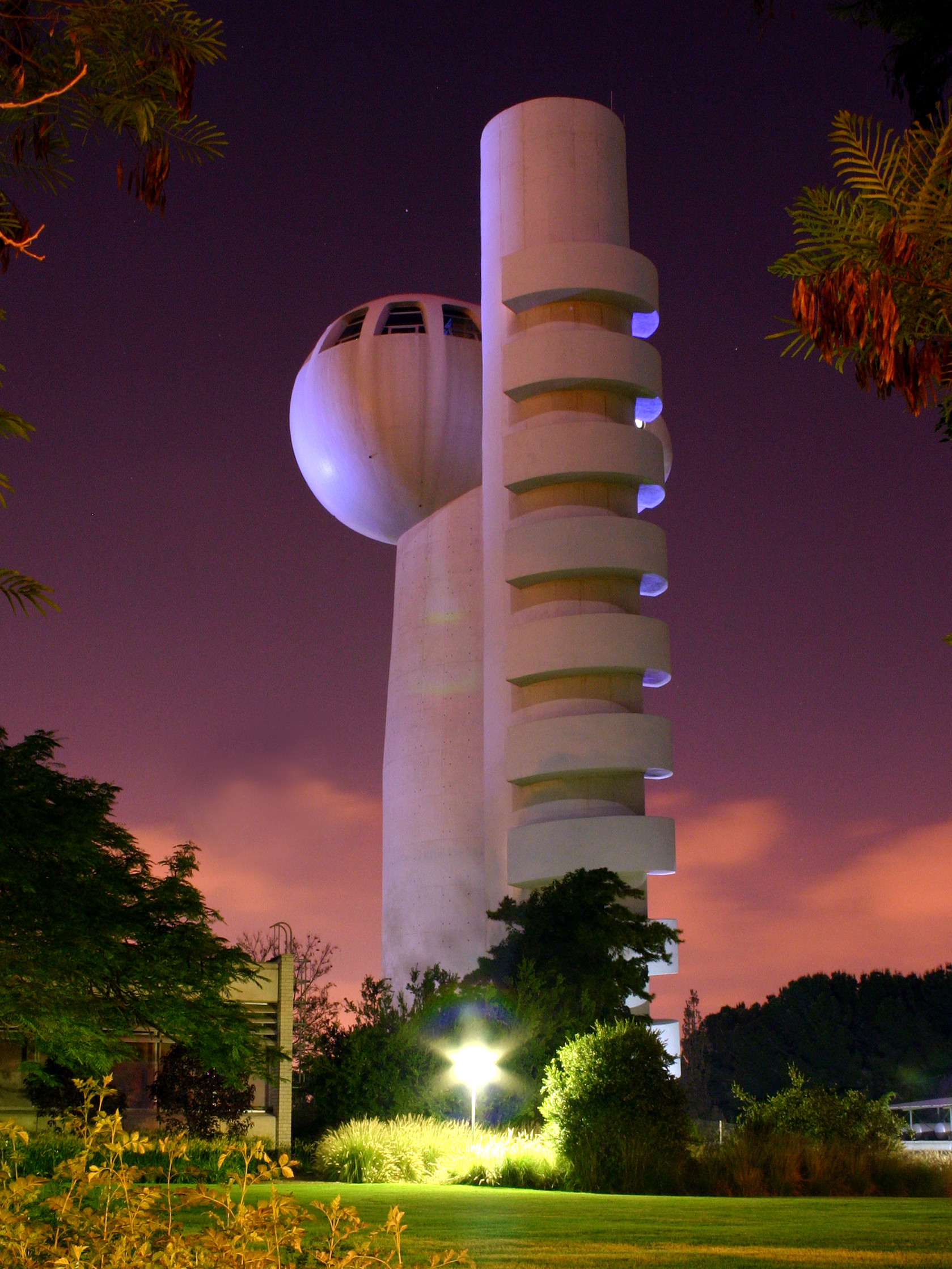
由哈伊姆·魏茨曼所建設的魏茨曼科學研究所

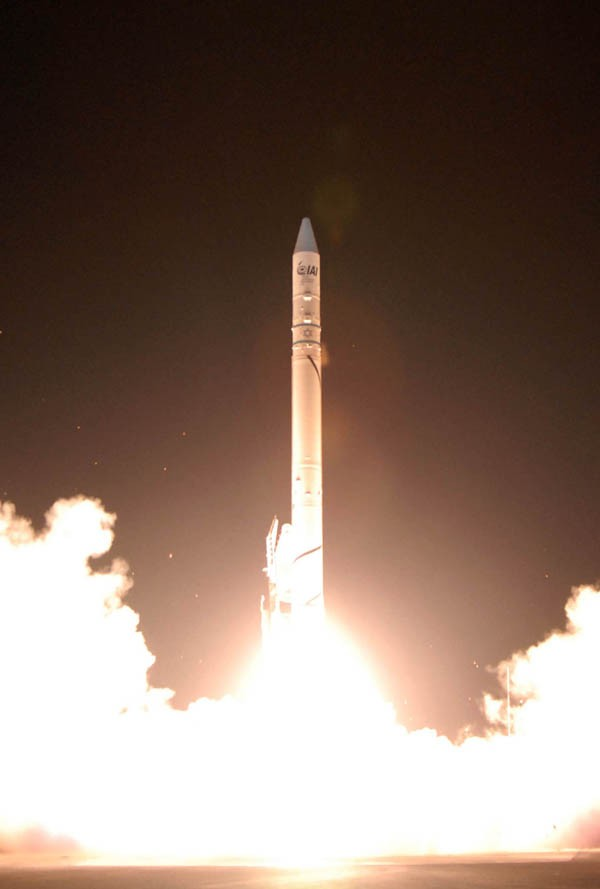
以色列用沙維特運載火箭发射卫星
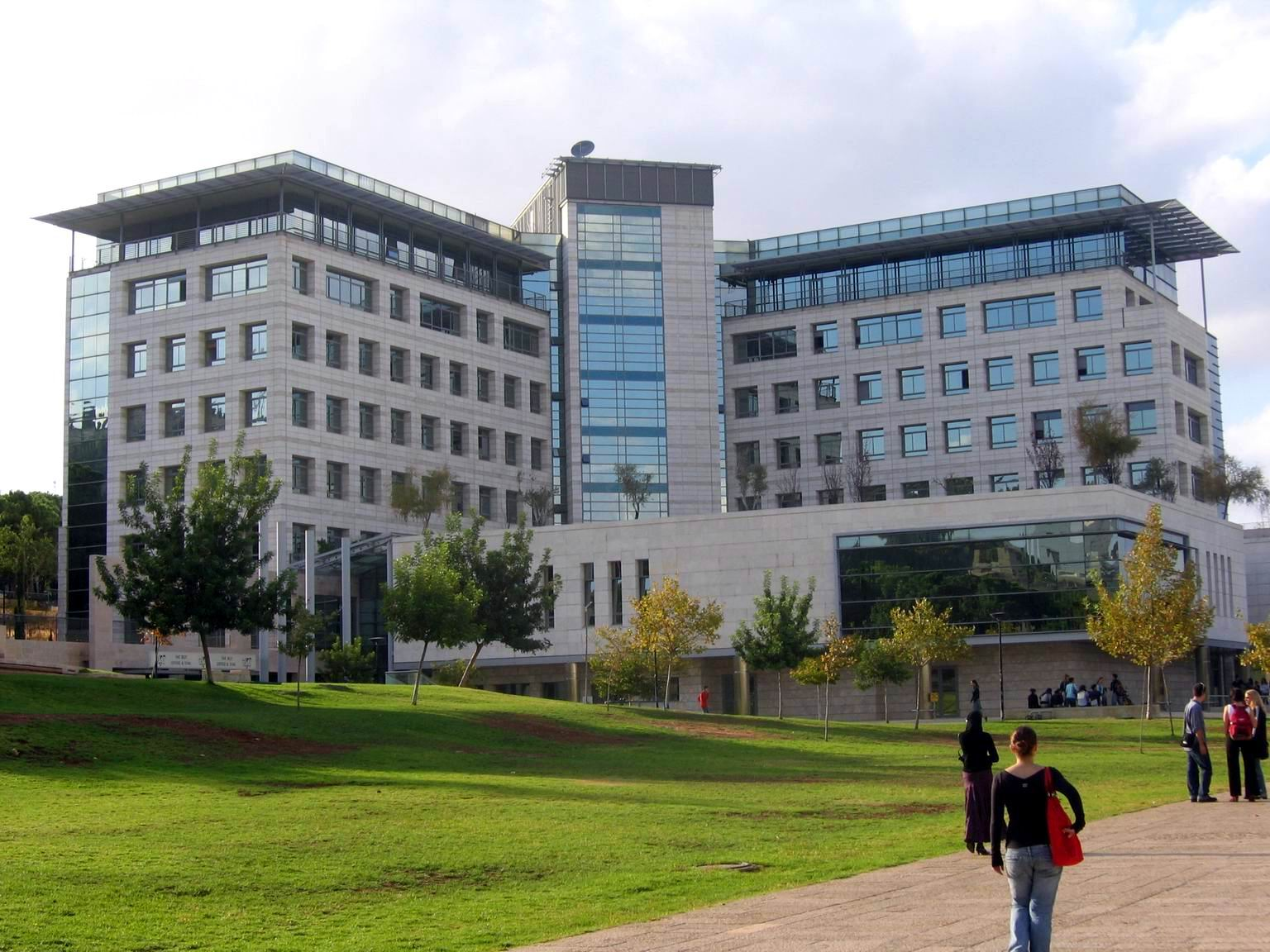
被誉为以色列的麻省理工的以色列理工学院（计算机科学楼）
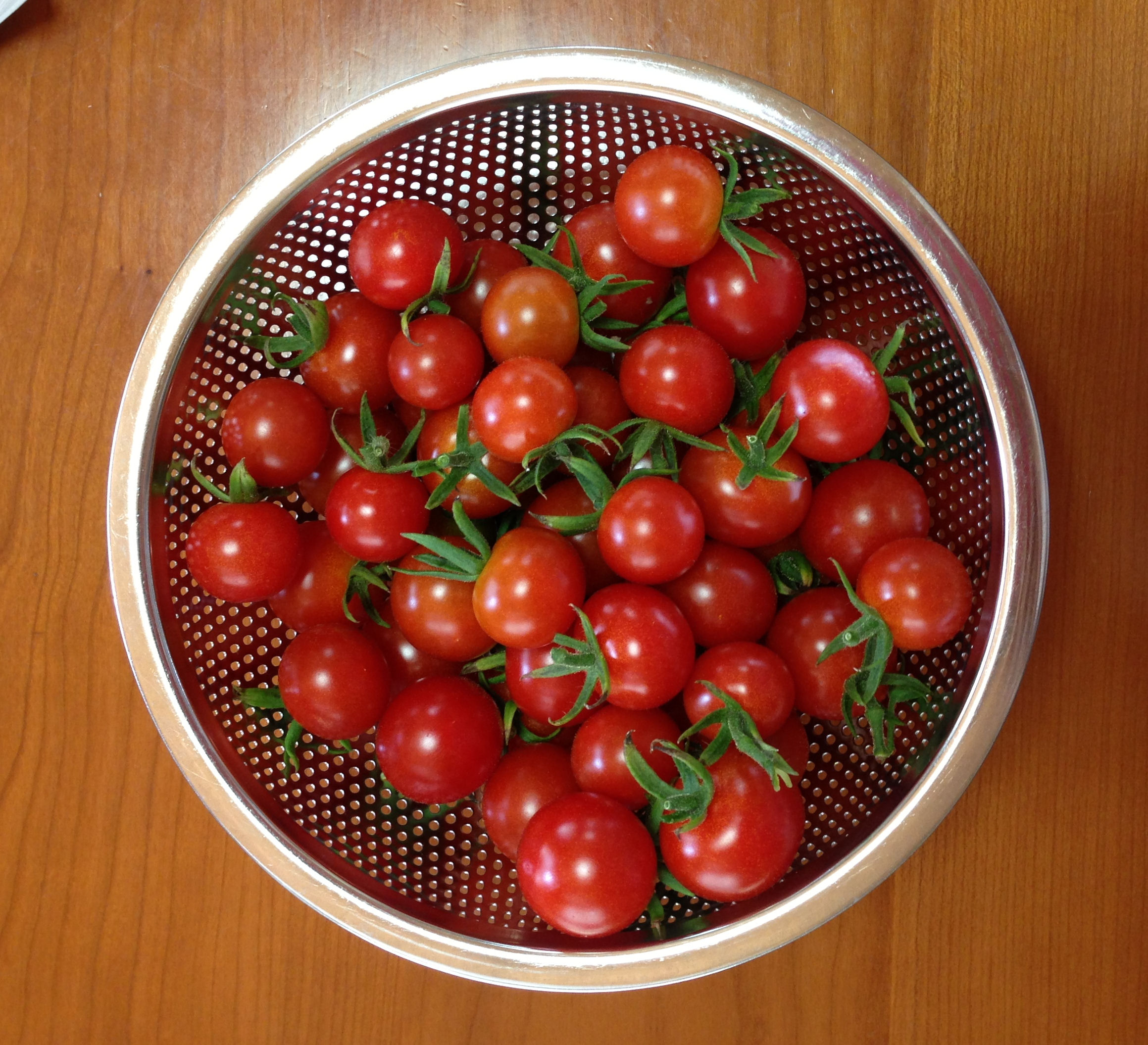
以色列农业技术也非常发达。圣女果，“樱桃番茄”，也是以色列培育出来的新品种
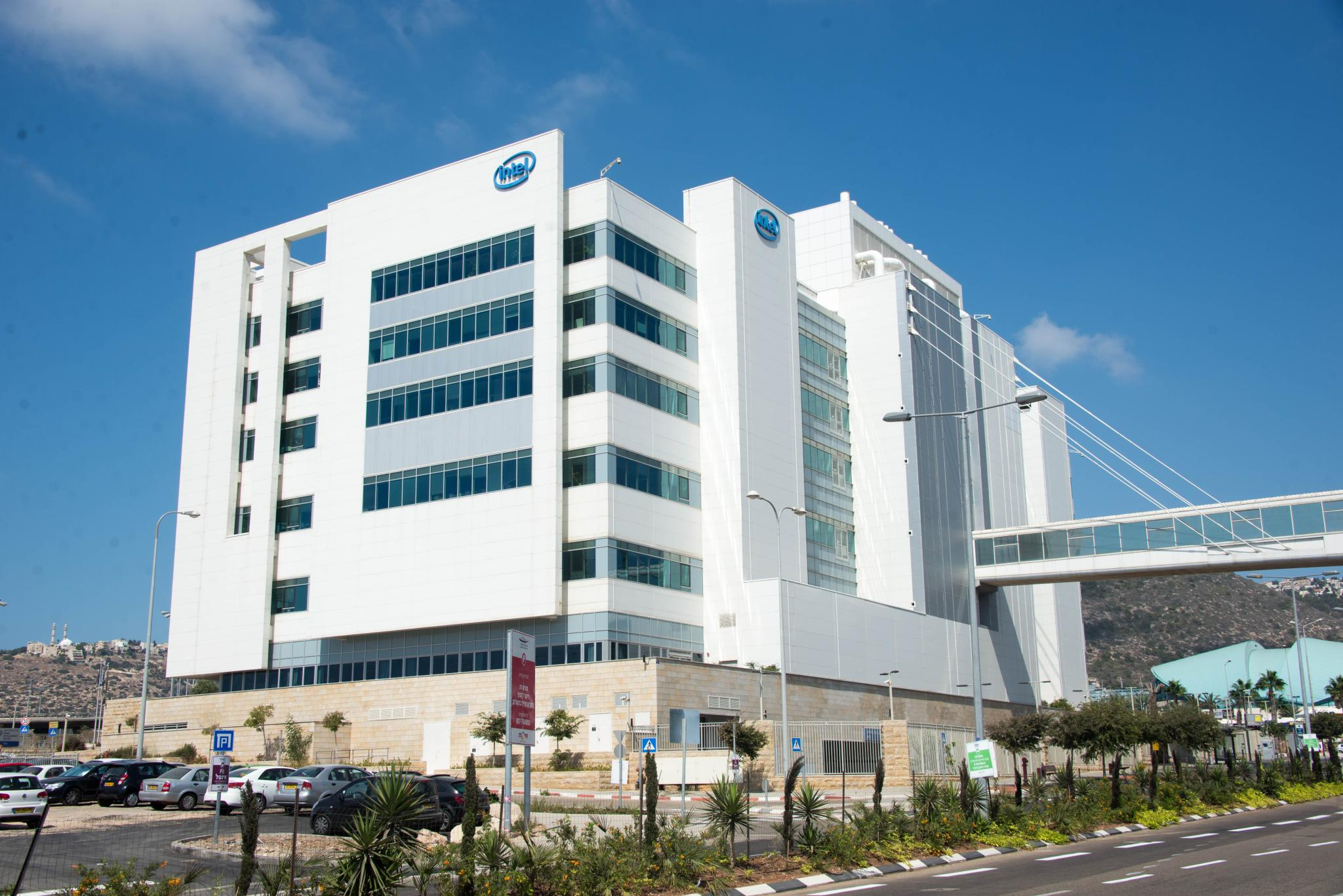
海法Matam科学园的英特尔大楼，是英特尔海外最大的研发中心，双核处理器在此发明

以色列對於科學和科技的發展貢獻相當重大。由於自建國以來，以色列一直致力於科學和工程學的技術研發，以色列的科學家在遺傳學、電腦科學、光學、工程學、以及其他技術產業上的貢獻都相當傑出，1990年代前蘇聯解體而湧進的俄羅斯新移民，有不少是工程師、科學家、醫生等高層次人才，也為國家提供了創新動力。以色列的研發產業中最知名的是其軍事科技產業，在農業、物理學和醫學上的研發也相當知名。
高科技產業在以色列經濟中舉足輕重，尤其是在過去十年中。以色列有限的自然資源以及對於教育的強烈重視使得高科技產業扮演的角色越來越大，以色列在軟體開發、通信、和生命科學上都是世界頂尖的國家之一，以色列還經常被稱為是第二個矽谷。
直到2004年，以色列獲得的風險資本投資總額高過了任何歐洲的國家，並且有著世界最高的VC（投資資本）/GDP比率。除了美國與加拿大以外，以色列有著全世界最多的納斯達克上市公司。
以色列出產的學術論文數量就人口來算也是全世界最高的，平均10,000人裡有109篇。以色列的專利權申請檔案數量也是世界上最高的國家之一。
在研究和開發（R&D）花費指數上，以色列是第三高的國家，在科技準備（產業界在R&D上的花費、科研社群的創造力、個人電腦和網路覆蓋率）上則是第八，在科技創新上是第十一，高科技出口總額上是第十六。

#### 諾貝爾獎得主
總計已有十二名以色列人和以色列裔人曾獲得諾貝爾獎。包括共同獲得2004年諾貝爾化學獎的生物學家阿龙·切哈诺沃和阿夫拉姆·赫什科，共同獲得2009年諾貝爾化學獎的晶體學家阿达·约纳特，獲得2011年諾貝爾化學獎的材料學家丹·舍特曼；共同獲得1978年諾貝爾和平獎的政治家梅纳赫姆·贝京，共同獲得1994年諾貝爾和平獎的政治家伊扎克·拉宾和希蒙·佩雷斯；共同獲得1966年諾貝爾文學獎的作家薩繆爾·約瑟夫·阿格農；共同獲得2002年諾貝爾經濟學獎的以色列裔美國心理學家丹尼尔·卡内曼，共同獲得2005年諾貝爾經濟學獎的以美雙重國籍經濟學家羅伯特·約翰·奧曼。

#### 农业
根據世界銀行2021年的數據，以色列有29.7%的國土為農業用地，是当今世界少数实现科学灌溉的国家。其特有的滴灌技术，充分利用水资源，并将大片沙漠变成绿洲。这使得农业人口不足总人口5%的以色列不仅解决了自身的水果、蔬菜、花卉类粮食问题，同时还向其他国家包括巴勒斯坦大量出口优质水果、蔬菜、花卉和棉花等，大量换汇大量进口小麦、牛肉、玉米，解决了自身的粮食问题。
2021年，以色列農夫Ariel Chahi種出一顆巨無霸草莓，品種是由以色列農業研究組織培育出的品種Ilan，巨無霸草莓重量為Ilan平均重量的五倍，在冰箱冰了一年後獲得世界紀錄認證為世界上最大的草莓；2023年，吉尼斯世界紀錄認可了以色列農民Aharon Shemoel種植的重達5.2公斤、周長74公分、高35公分的檸檬為世界上最重的檸檬。
以色列有莫沙夫及基布兹兩種農業社區，產出全國40%的農作物、70%的雞蛋及10%的牛奶，約有一半的農民來自巴勒斯坦及其他國家，2023年末哈瑪斯襲擊以色列後使約五分之一的外國勞工離開以國，官方亦禁止約旦河西岸的巴勒斯坦勞工前往以色列工作，對以色列農業產生巨大的衝擊，隨後馬拉威與肯亞相繼派遣共計約兩千名工人前往以色列工作。

#### 旅游业

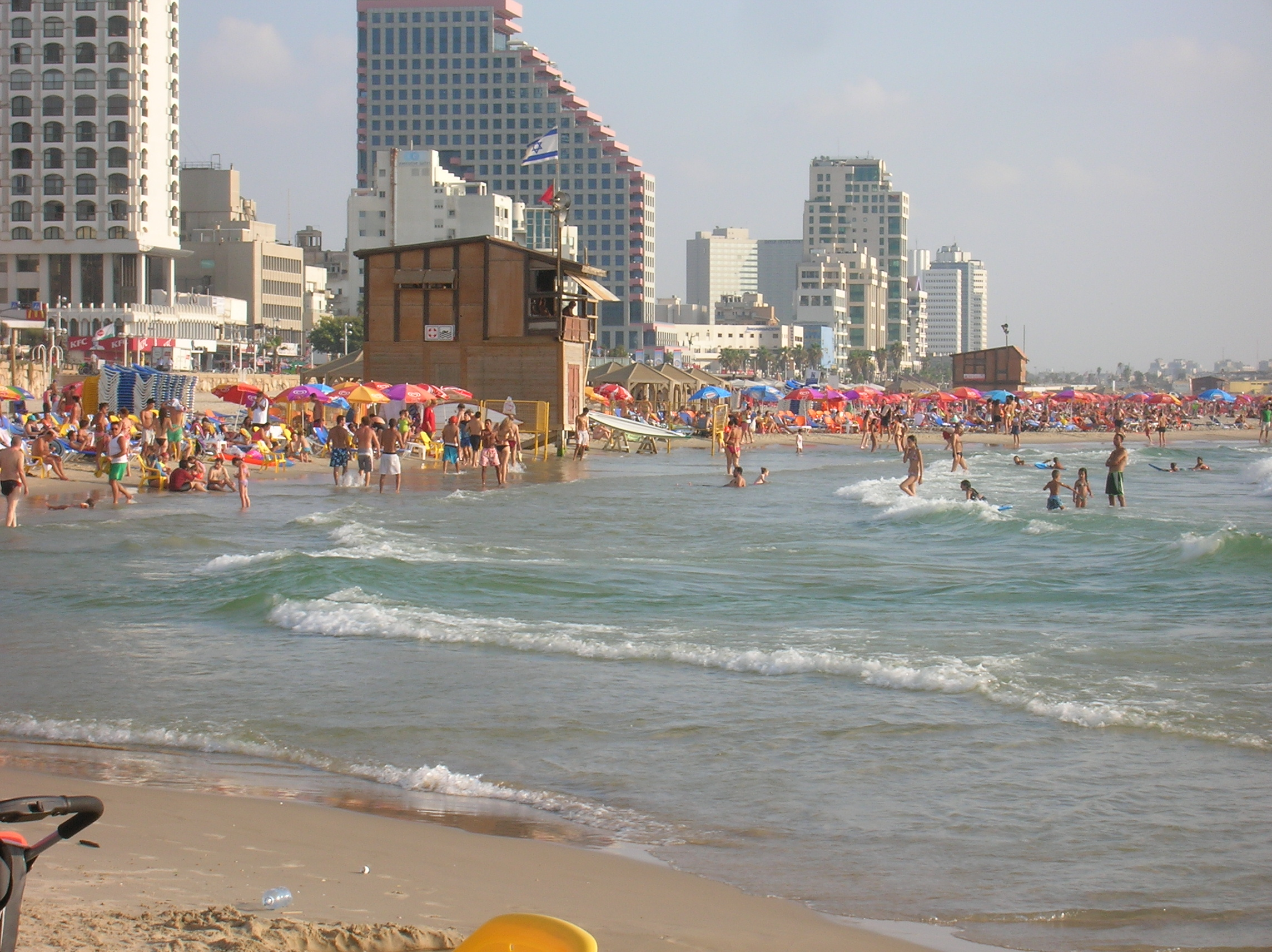
特拉維夫的度假海灘

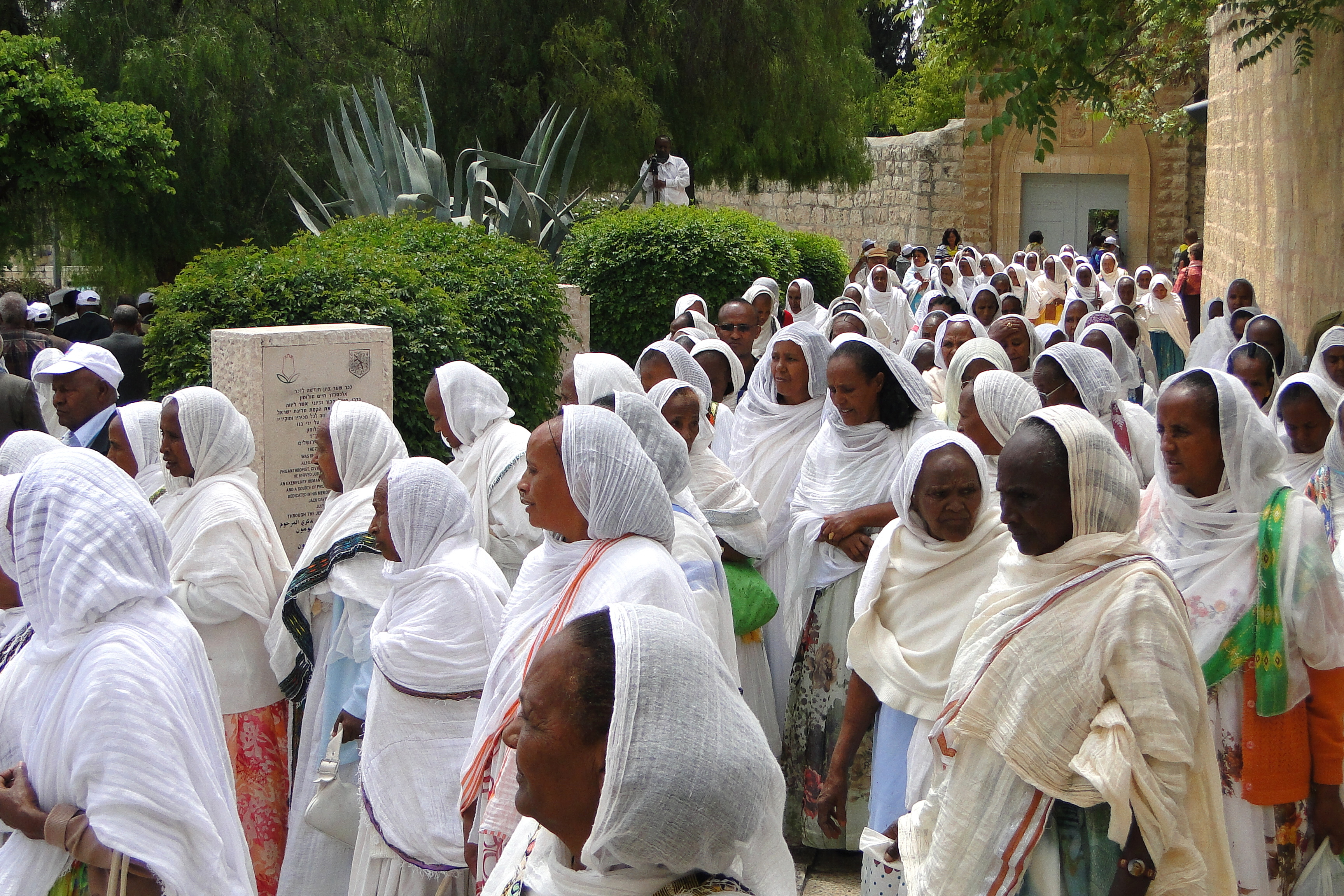
耶路撒冷锡安山络绎不绝的朝圣者

以色列另外一個重要的產業是觀光業，其優勢在於以色列國內大量而又珍貴的歷史和宗教遺跡，從猶太教、基督教（包括天主教、東正教及其他独立教派）、伊斯蘭教、到巴哈伊教等都有。另外以色列的溫暖氣候和豐富的海滩度假資源也是優勢之一。以色列的觀光業包括了圍繞於聖地的各種歷史和宗教景點，也包括了現代的度假海灘，以及各種考古學觀光、古蹟觀光、以及生態旅遊。
以色列的美食烹飪可以追溯到西元三千年前，受到歐洲，中東，北非，拉丁美洲和亞洲的深遠影響，不同的烹飪藝術和迥異的飲食習慣彙集在一起，隨著時間的推移，漸漸形成自身的特點——熔爐風格。以色列人對於食品原料的特殊宗教要求，是其他民族和國家所不及的，那是因為猶太教“考舍爾”饮食教規，規定了許多不能吃的食物。

#### 能源业
以色列在过去被认为是没有油气资源的国家。但2009年，2010年，以色列在海法以西的地中海发现了两个巨型天然气气田，塔马尔气田和列维坦气田，有望改变能源格局。2013年，塔马尔气田开始供气。2014年，以色列和约旦签署150亿美元天然气订单，将从列维坦气田向约旦出口天然气。这是以色列和约旦目前最大的经济合作。

### 交通運輸
全國共有48個機場，主要機場是本-古里安國際機場，位於兩大城市特拉维夫和耶路撒冷之间。主要的海港有海法港、阿什杜德港和埃拉特港。全国公路通车总里程为18096公里，铁路总长度为1001.4公里。特拉维夫和耶路撒冷之间的铁路已于2018年9月25日通车。

## 人口

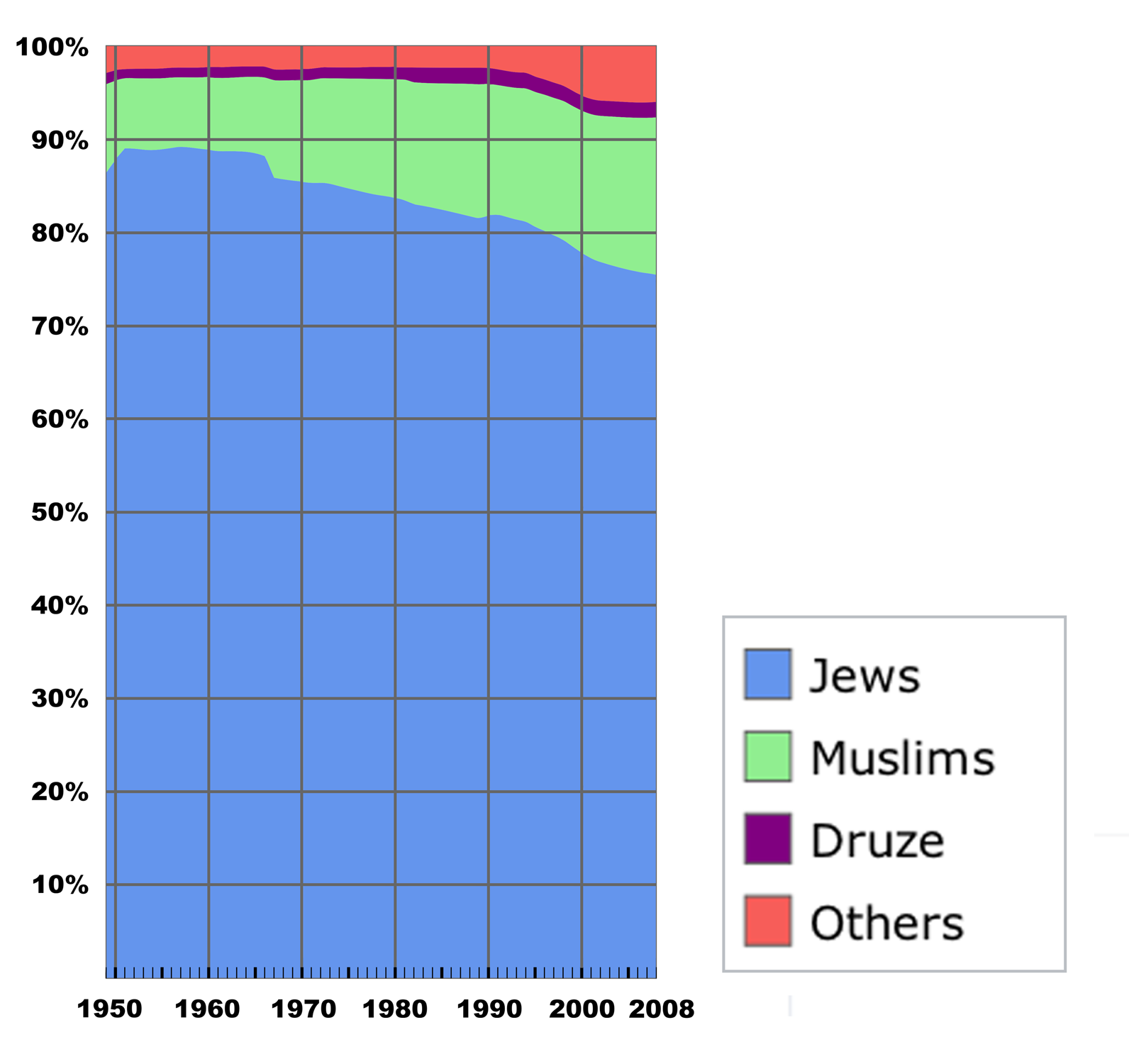
1949至2008年間以色列主要宗教群體的百分比變化

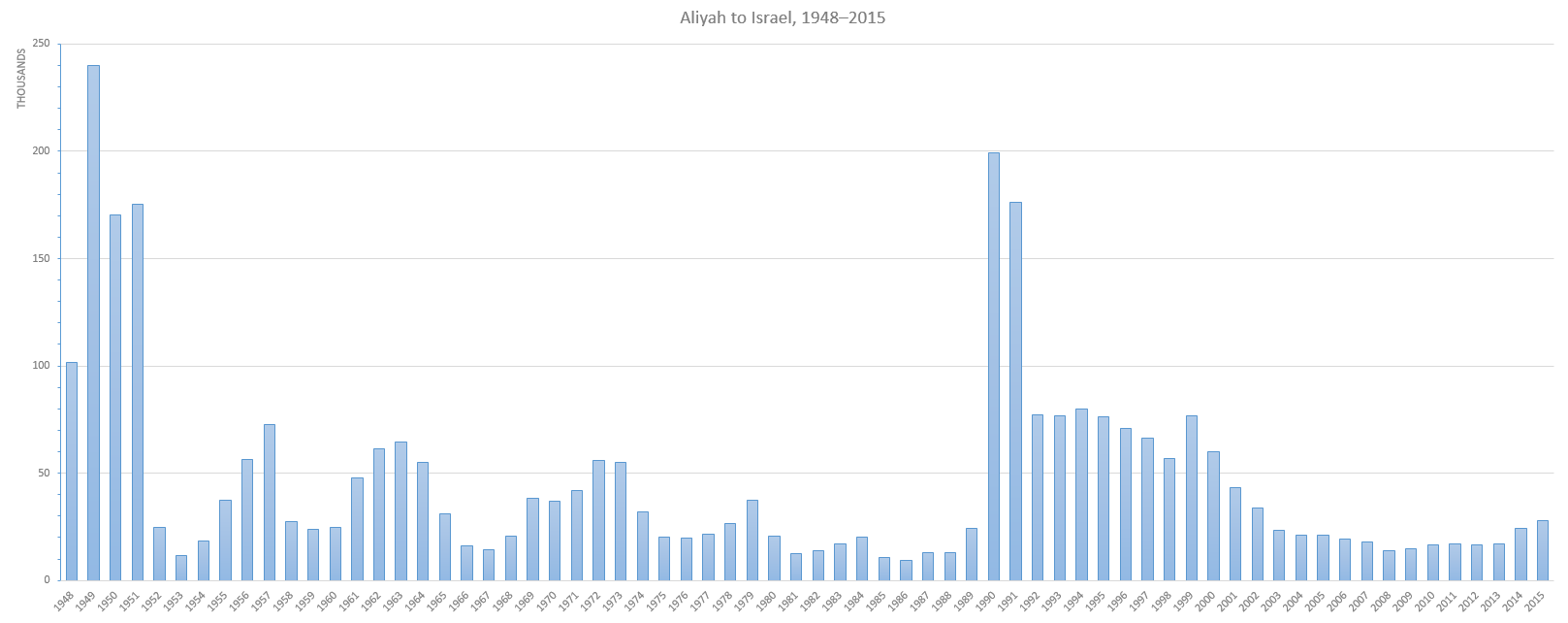
1949至2015年間以色列主要宗教群體的百分比變化The。1949年與1990年，出現人口高峰

### 人口数據

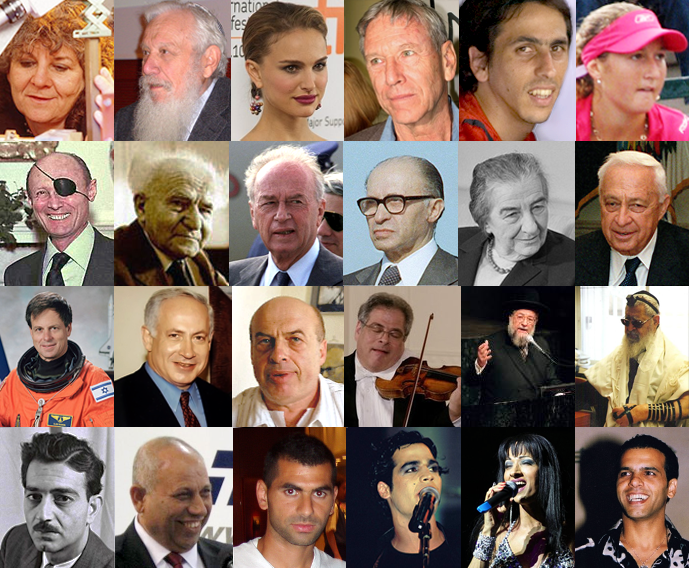
以色列当代24位名人，展现以色列的人口和文化的多元

以色列人口自1948年起就保持穩定，而其他國家卻有大量移民。人口統計學者認為由以色列移民到其他國家（主要是美國和加拿大）是比較合理的，然而以色列政府卻稱這是以色列未來的主要威脅。
2003年以後的十年間，許多來自羅馬尼亞、泰國、中國、非洲、南美洲的工人在以色列定居。具體人數未知，因為他們中的很多人非法居住在該國，據估計有203,000人。
2005年之前，有大約7,800名以色列人住在加沙走廊，後來被以色列政府撤離。
2006年，以色列人口統計處列出以下三個大都會地區：特拉維夫（3,040,400人）、海法（996,000人）、以及貝爾謝巴（531,600人）。首都耶路撒冷則有人口719,900人。
2011年，有25萬猶太人住在東耶路撒冷。住在以色列定居點的以色列人的總數超過50萬，即以色列人口的6.5%。
直至2012年6月，約有60,000名非洲人進入以色列。大約92%的以色列人住在城市。
2013年，超過35萬以色列人居住在西岸地區的定居點（如馬阿勒阿杜明和阿里埃勒），和在以色列成立之前就已建立、但在六日戰爭之後重建的社區（如希伯侖和古什埃齊翁）裡。20,000名以色列犹太人住在戈蘭高地的定居點。根據2013年中期統計，以色列大約有8,051,200人，其中6,045,900人是猶太裔。以色列的阿拉伯裔公民約佔該國總人口數的20.7%。
截至2023年估計，以色列大約有9,709,280人。

### 居民組成
以色列國本來是猶太人組成的國家，因為歷史上的因素該族被迫移居世界各地。
以色列為了猶太人而建國，而且常被認為是猶太國家。該國的《回歸法》保障所有猶太人及有猶太血統的人有權取得以色列國籍。75.5%的以色列人都是具有猶太血統的人。大約4%的以色列人（三十萬）被認為是「其他」民族的人，他們是具有猶太血統的俄羅斯人。根據拉比的法律，他們不是猶太人，但根據《回歸法》，可具有以色列公民權。
以色列猶太人中大約有73%在以色列出生，18.4%是歐洲和美洲的移民，8.6%是亞洲和非洲（包括阿拉伯世界）的移民。來自歐洲及前蘇聯的猶太人及其後裔（亦稱阿什肯納茲猶太人）佔以色列猶太人的50%。而剩下的大多是來自阿拉伯地區及其他回教國家的猶太人（亦稱米茲拉希猶太人或塞法迪猶太人）。各猶太分支之間的通婚率在35%左右。最新的研究表明，同時具有塞法迪血統及阿什肯納茲血統的以色列人每年增長0.5%，而現在已有超過25%的學齡兒童同時具有兩種血統。

### 語言

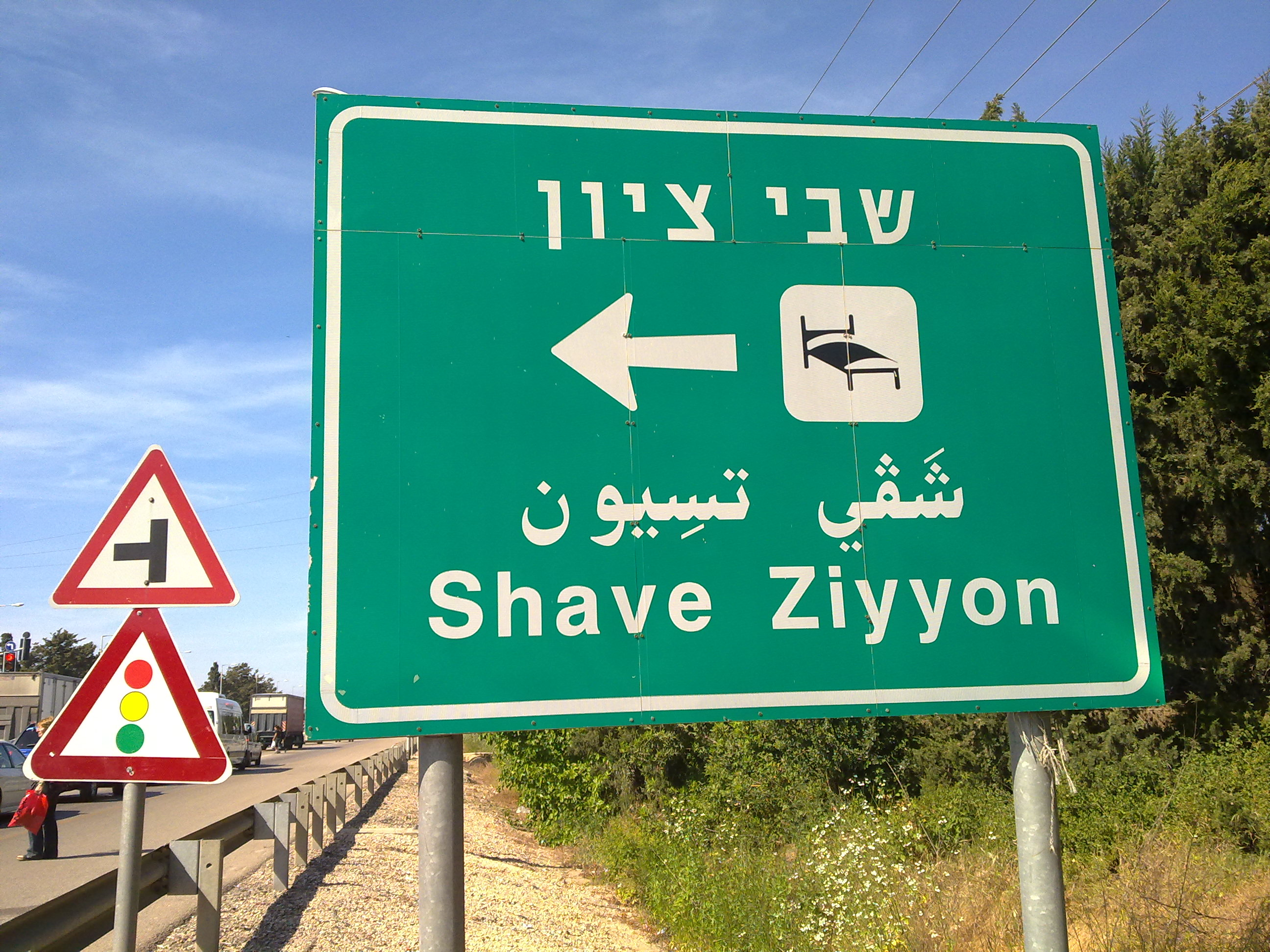
用希伯來語、阿拉伯語、英語寫的路牌

以色列的官方语言为希伯來語，阿拉伯語享有特殊地位（阿拉伯語在具爭議的《犹太民族国家法》之前也是官方語言）。希伯來語最主要的語言，被大多數人口所使用。
以色列有大量的海外移民，因此在街上能聽到很多種語言，來自歐美的電視節目也在以色列廣泛播放，也可以找到全世界各種語言的報紙。以色列人大多英語流利，除了英語國家移民之外，因為官方、民間皆與美國交流密切，而义务教育從小學低年級起就有英語科目，而且電視、廣播充满英語節目。
1990年代蘇聯解體後，大量俄羅斯移民湧入，令當地擁有100萬以上的俄語使用者。大約有70萬以色列人講法語，其中大多數人來自法國和北非（見馬格里布猶太人）。也有不少來自埃塞俄比亞的移民（大約13萬埃塞俄比亞猶太人住在以色列），因此有很多人講阿姆哈拉語。其他被使用的語言還包括了意第緒語、拉迪諾語、羅馬尼亞語、波蘭語、義大利語、荷蘭語、德語、波斯語和阿拉米語。

### 教育

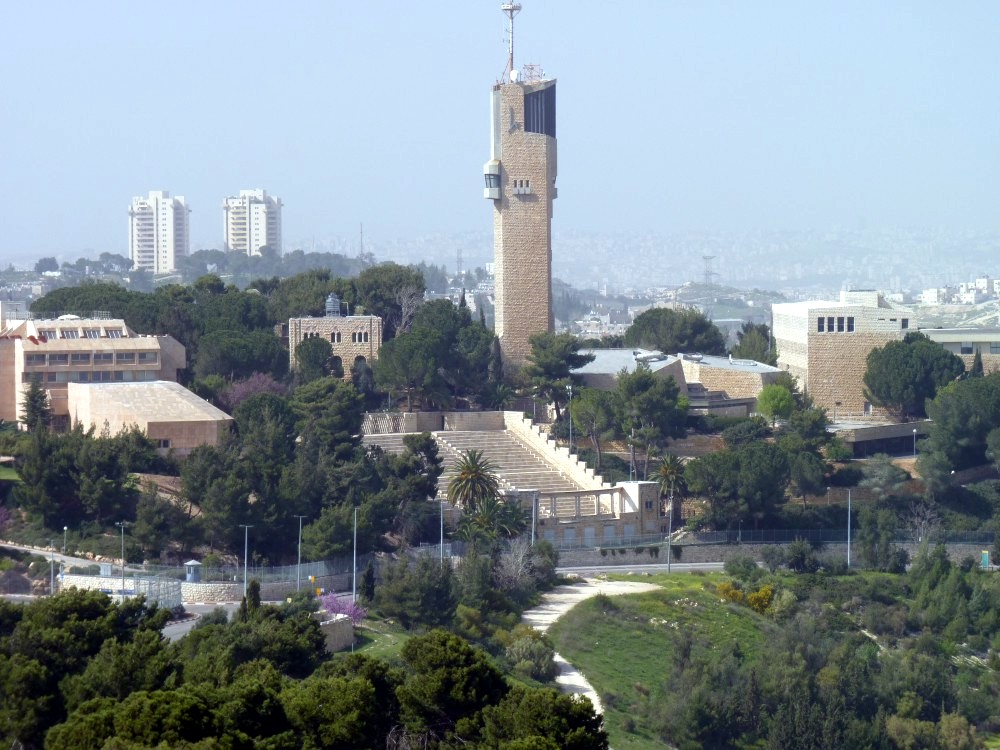
爱因斯坦参与创建的耶路撒冷希伯来大学橄榄山校区
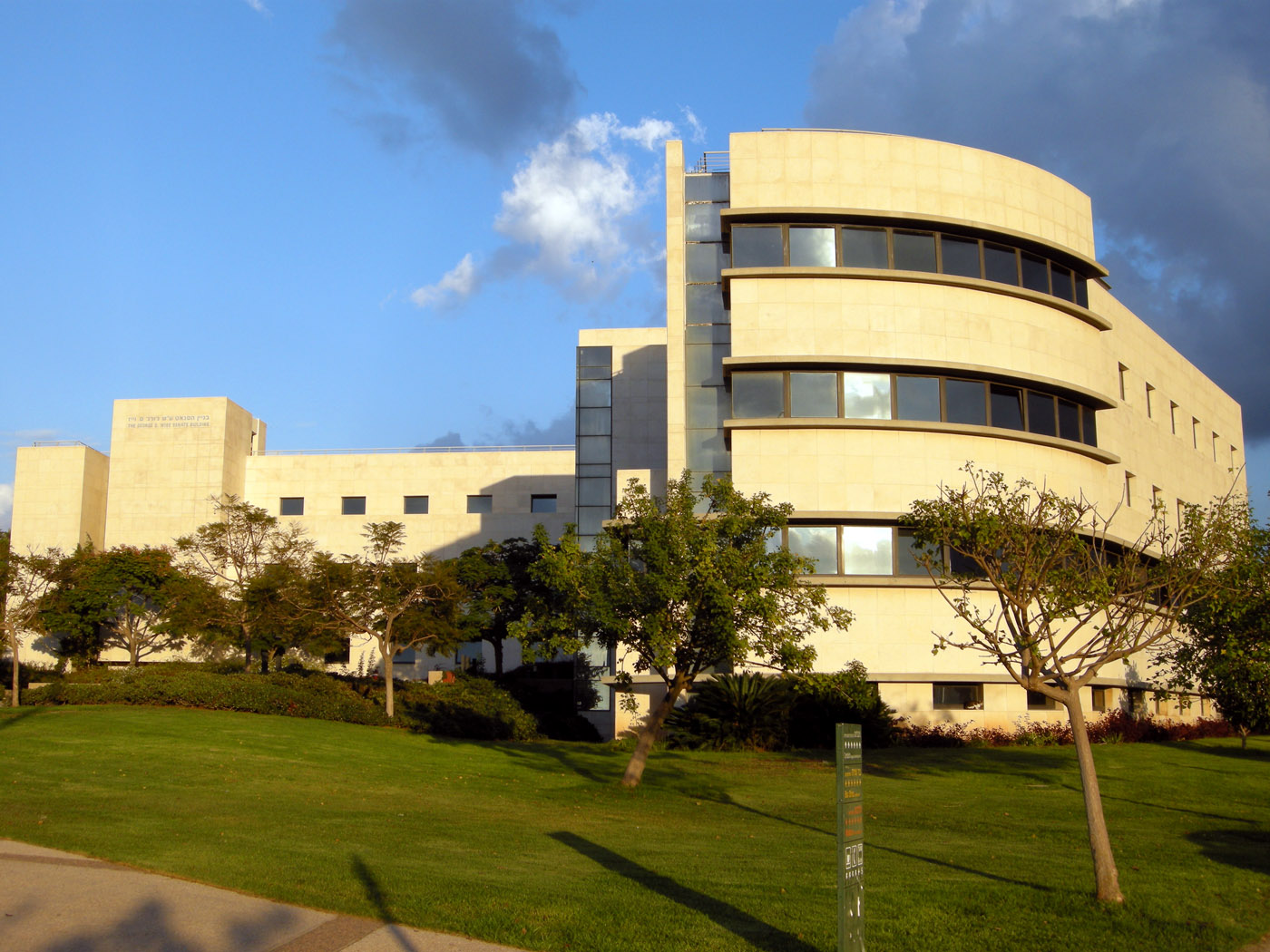
特拉维夫大学——以色列规模最大的大学
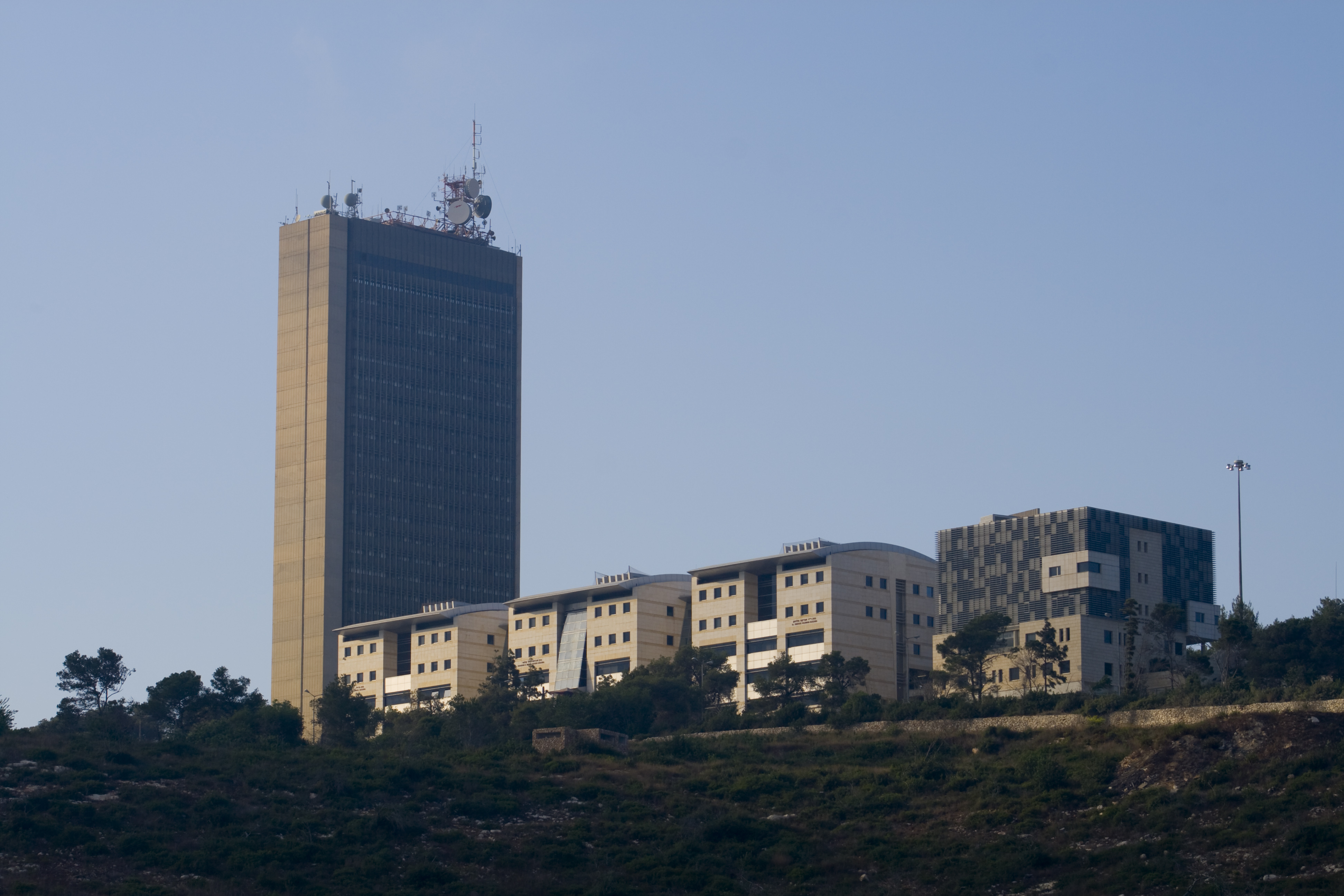
海法大学
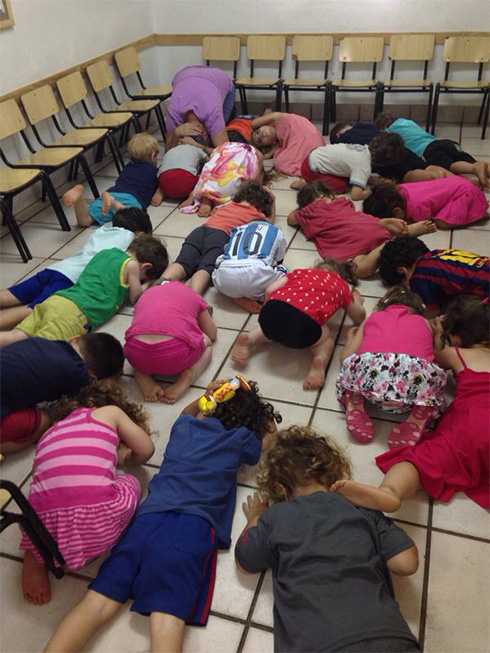
2014年夏季加沙冲突期间，火箭警报响起后，贝尔谢巴的一家幼儿园

以色列有著中東地區以及西亞最高的平均受教育年數，與韓國並列為整個亞洲平均受教育年數最高的國家，而在全世界上則排名21名。根據聯合國的數據，以色列也有中東地區最高的識字率。
以色列的教育制度，在中等教育的層次可以分為三個階段：初等教育（1－6年級）、初級中學（7－9年級）、接著是高級中學（10－12年級），義務教育則是從1年級至11年級。中等教育通常包括了協助準備以色列大學的入學考試。大學入學考試是由數個題材組成，一些是必考的（希伯來語、英語、數學、聖經教育、公民學、以及文學），有一些則是選考的（如化學、音樂、法語）。在2003年，有56.4%的12年級以色列學生獲得大學入學許可：希伯來語學生有57.4%、而阿拉伯語學生有50.7%。
獲得大學入學許可的以色列學生都可以就讀高等教育。不同的大學通常會要求一定的入學分數，同時也會考量到心理測驗的分數（類似美國的SAT）。由於所有大學（以及諸多學院）都是由政府所補助，學生負擔的學費只佔了一部分的教學成本。以色列有八所大學、以及數十所學院。依據Webometrics在2006年的調查，中東地區最好的10所大學裡，有7所位於以色列，其中前四名都是以色列大學。不過到了2007年1月，Webometrics已經將以色列（以及土耳其）大學與歐洲大學並列計算。耶路撒冷希伯來大學是中東地區唯一一所在Webometrics統計裡排名前200的大學，以色列也是中東地區唯一一個有大學名列SJTU前100名大學排名的國家（希伯來大學第60名）。另外，在所有中東和西亞國家中，以色列也擁有最多的耶鲁大学校友。

### 宗教

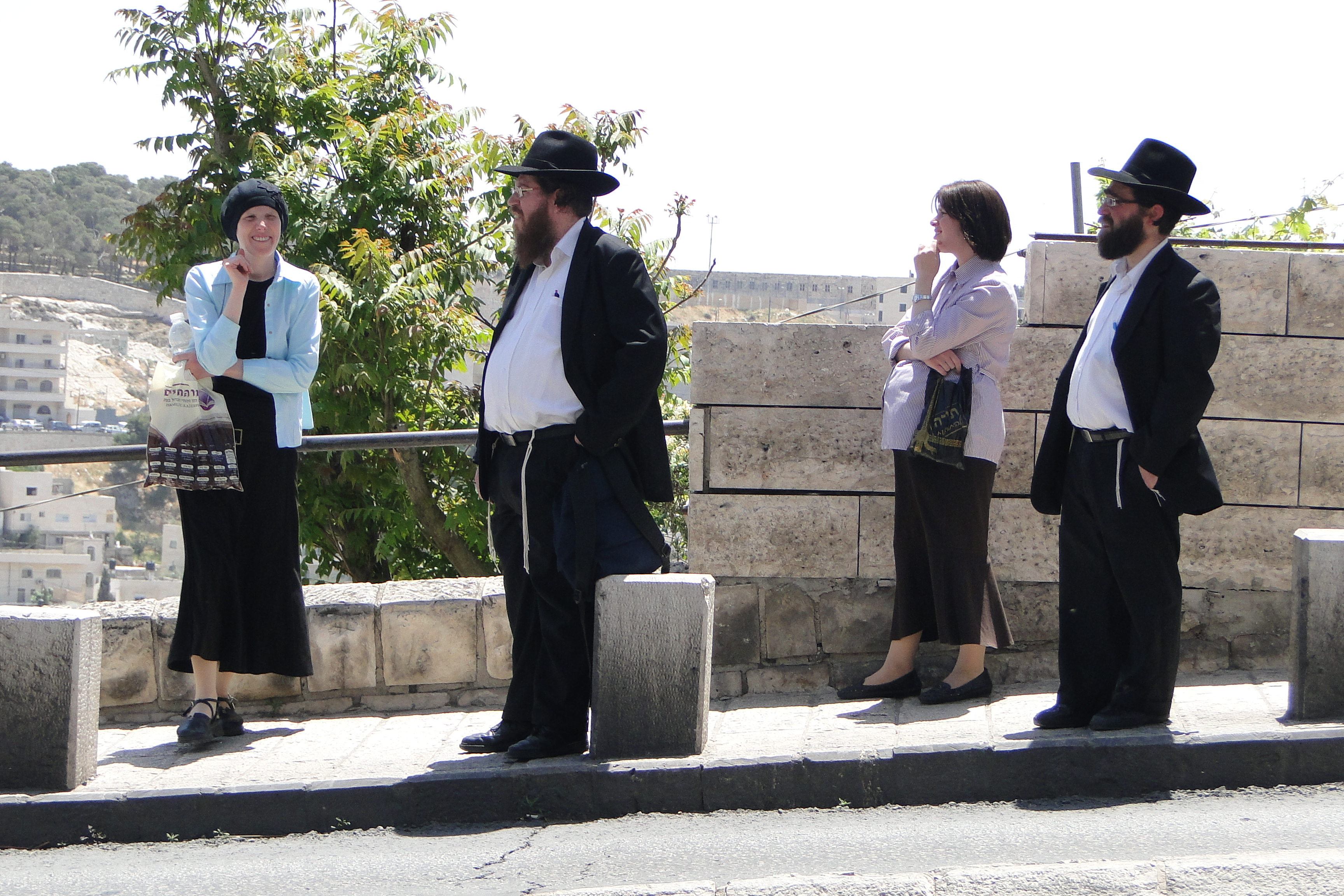
耶路撒冷街上随处可见的非常正统派犹太人
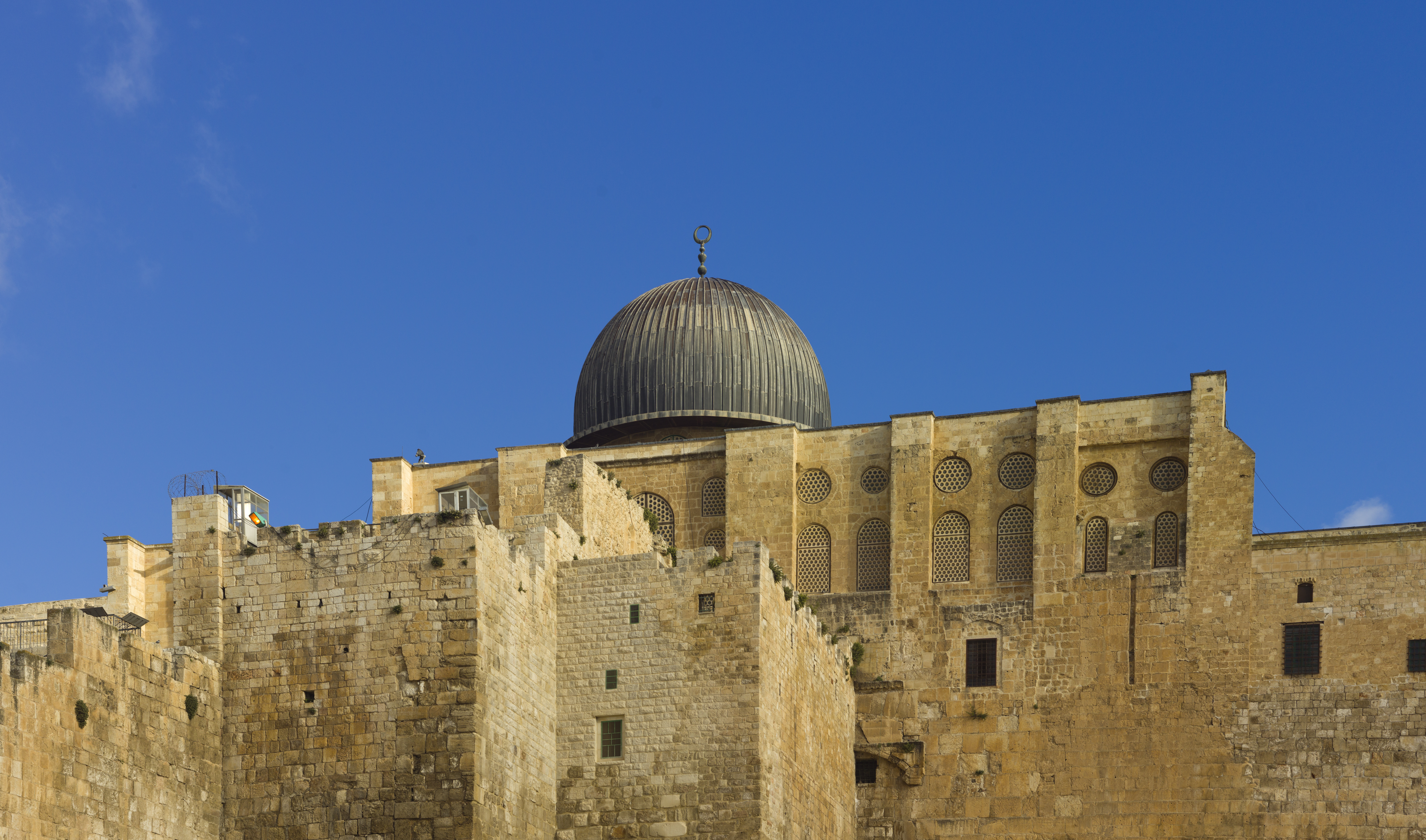
耶路撒冷老城的阿克萨清真寺
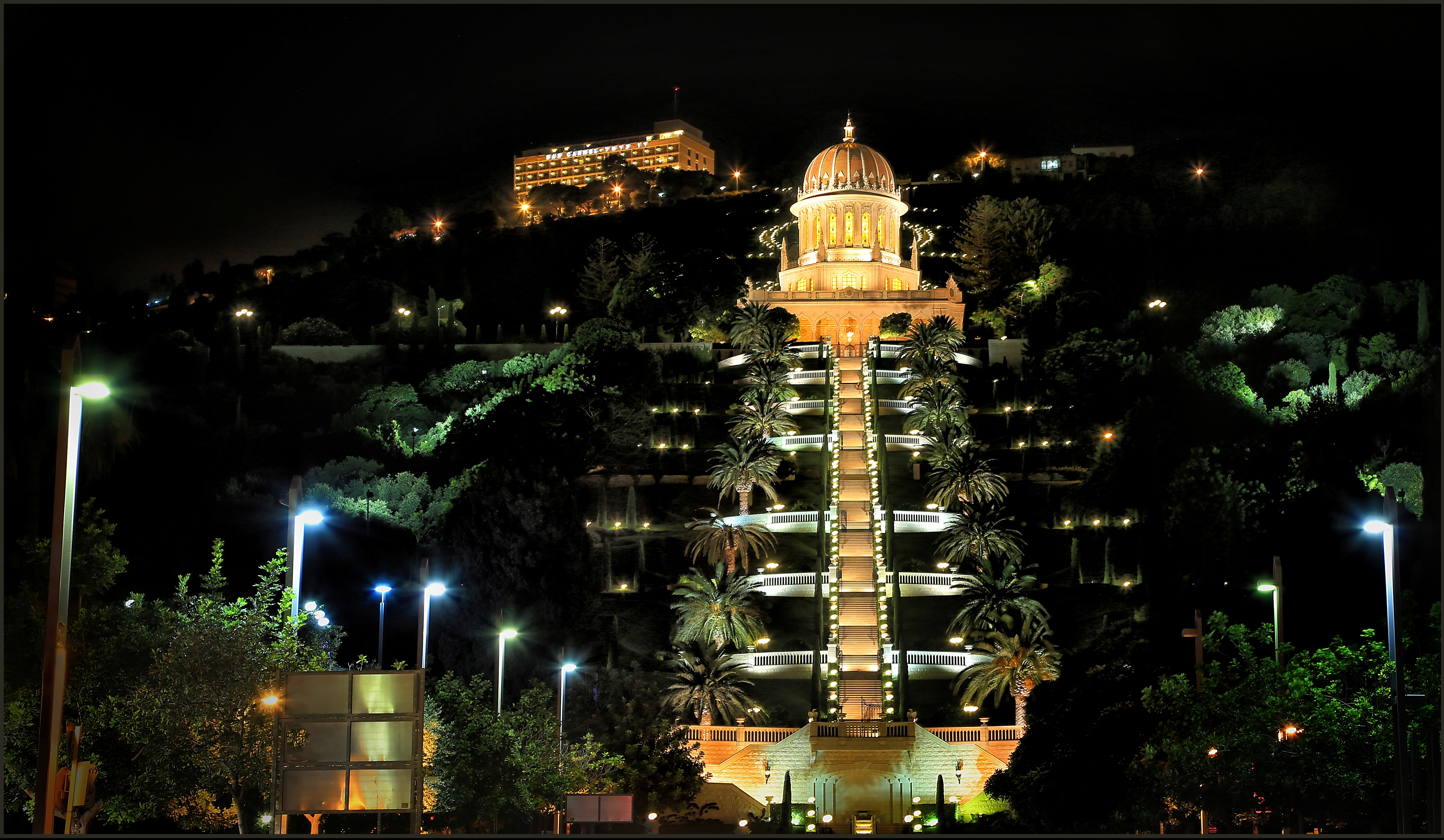
海法的巴哈伊教空中花园，2008年被列为世界文化遗产

依據以色列人口統計處的調查，有76.1%的以色列人信仰猶太教、16.2%为伊斯蘭教、2.1%为基督教、1.6%为独立的德魯茲教派、3.9%未分類。
猶太教有猶太教改革派、猶太教保守派等等。大約12%的以色列猶太人屬於哈拉迪教派（严格的正統派猶太教徒），有9%則是「有宗教信仰」，而35%則自認為是「傳統派」，43%自認為是「現世派」（被稱為hiloni）。而在現世派中，有53%的人相信上帝。不過，有78%的以色列人都有過逾越節的習慣。
在阿拉伯裔以色列人中，有82.6%是伊斯兰教遜尼派穆斯林，8.8%是基督徒，而有8.4%是德魯茲派穆斯林。另外也有一些属于伊斯蘭教什叶派支派伊斯瑪儀派的穆斯林和一些属于阿赫迈底亚教派的穆斯林。以色列的基督徒大多属于东正教或东方礼的天主教，教会语言多使用希腊语、阿拉米语、亚美尼亚语和阿拉伯语。
以色列境內也有14種不同的佛教群體，有混合了猶太教與佛教的猶佛教，也有为数不多的從越南逃難來到以色列而獲得公民權的大乘佛教徒。以色列也有一些印度教團體，包括了毗濕奴派的信徒。以色列还有一些錫克教徒。同时以色列也是巴哈伊教的世界中心，巴哈伊教的「國際正義院」座落於海法，每年都吸引了大量來自全球各地的巴哈伊教徒朝圣。
总之，虽然犹太教在以色列占主体，但以色列绝不是单一宗教的国家，而是宗教多元化的国家。

### 種族
现代以色列非單一民族國家。因族人分散超過千年，經過通婚、混血，導致各地猶太人長相差別極大：有金髮碧眼的俄羅斯及歐美混血，與阿拉伯人長相相近的中東與北非混血，與非洲衣索比亞黑人混血等。

## 文化

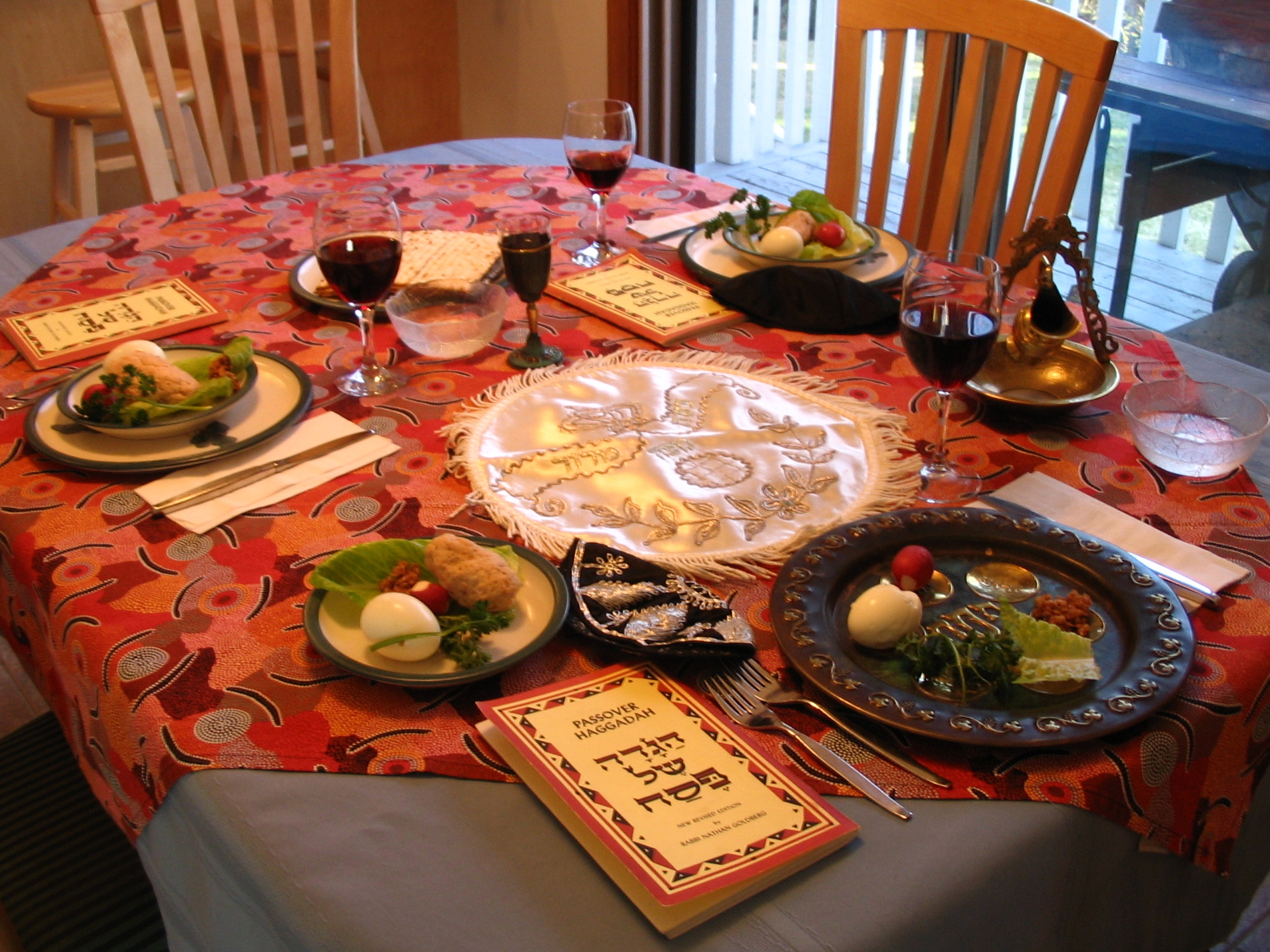
猶太人在過逾越節時的傳統家宴

以色列的文化是犹太教和犹太人數千年以來的歷史經驗所交織構成的。以色列有吸纳了上百個國家的犹太移民，社會相當的豐富而多元，文化活跃，極具創造力。以色列是唯一一个以希伯来语为主要语言的国家，假期和节日由希伯来历法决定。以色列境内有20%的阿拉伯公民，阿拉伯文化对以色列文化的各个方面也有一定影响。以色列政府鼓勵並且也會資助藝術的活動，特拉維夫、海法、和耶路撒冷等城市都建有完善的美術博物館，許多城鎮農場也都有類似的博物館或古蹟景點。位於耶路撒冷的以色列博物館藏有古老的死海古卷，以及其他大量有關猶太教和猶太人藝術的廣泛珍藏品。位於特拉維夫大學校區的大流散博物馆也相當知名。以色列的許多城鎮還建有藝術村。

### 文學

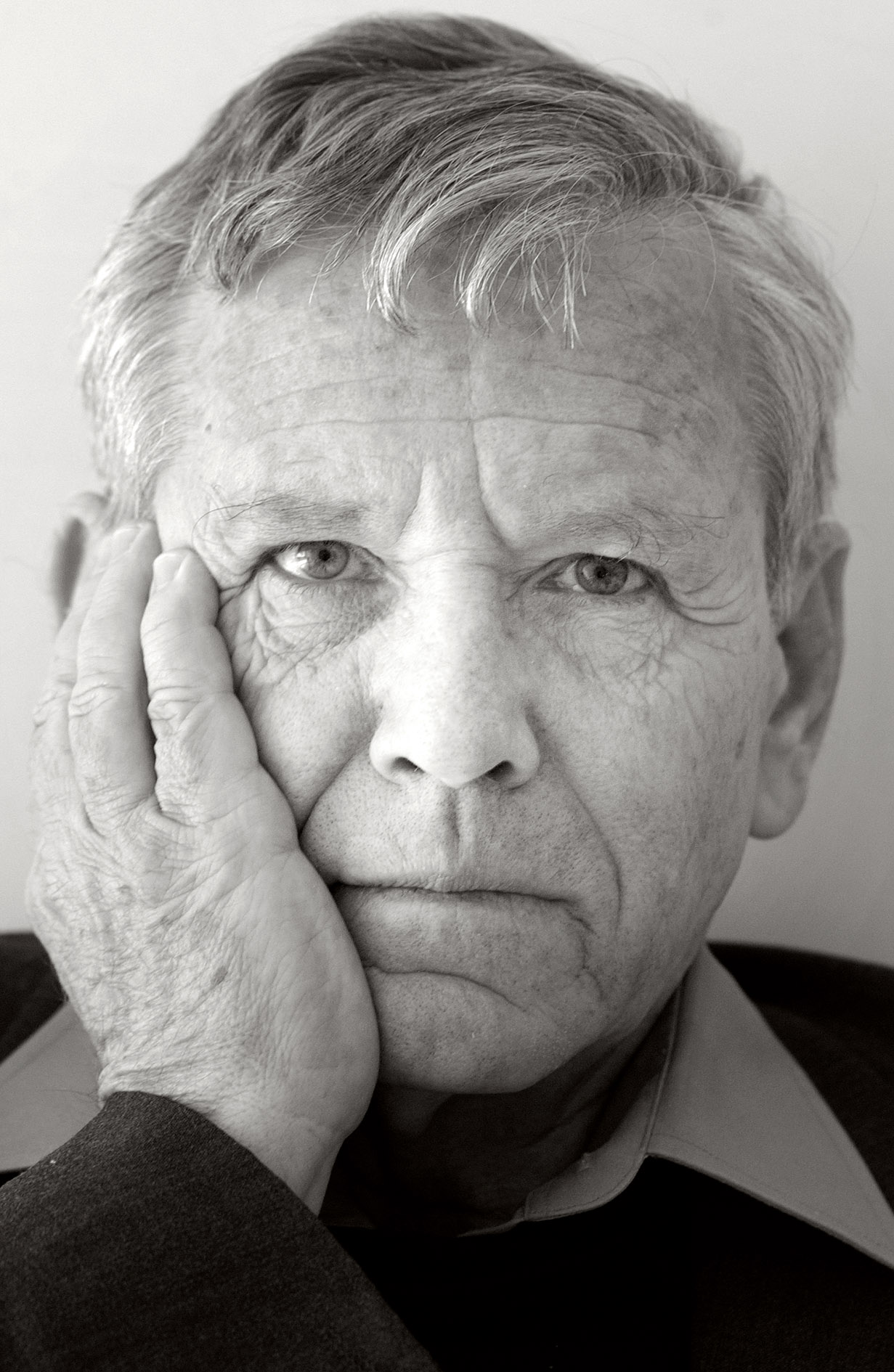
以色列最有国际影响力的作家阿摩斯·奥兹，作品被翻译为35种语言
以色列作家萨缪尔·约瑟夫·阿格农，1966年诺贝尔文学奖得主

以色列文學絕大多數都是以希伯來文寫成，以色列文學的歷史也是見證了希伯來語在現代復興作為主要語言的過程。自從19世紀以來，希伯來語被越來越多人使用作為書寫和溝通的語言，文學上的創作從散文、詩歌、和戲劇都包括在內。在以色列，每年有數千本希伯來文的新書被出版，之中大多數都是以希伯來文原創撰寫的。以色列作家薩繆爾·約瑟夫·阿格農在1966年贏得了諾貝爾文學獎。阿摩斯·奥兹是目前以色列最有国际影响力的作家，《爱与黑暗的故事》已被译为中文。

### 电影
以色列国成立以来，已经有十部以色列电影获得奥斯卡最佳外语片奖提名。

### 音樂
以色列的音樂是混合了西方音樂與東方音樂的綜合體，也因此以色列音樂通常採取折衷主義，並且吸收了來自世界各地的流散猶太人所帶來的影響。以色列音樂也吸收了現代文化的成分。從猶太教歌曲、亞洲歌曲、阿拉伯流行歌曲—尤其是葉門歌手，乃至於嘻哈音樂和重金屬音樂都是構成現代以色列音樂的成分。

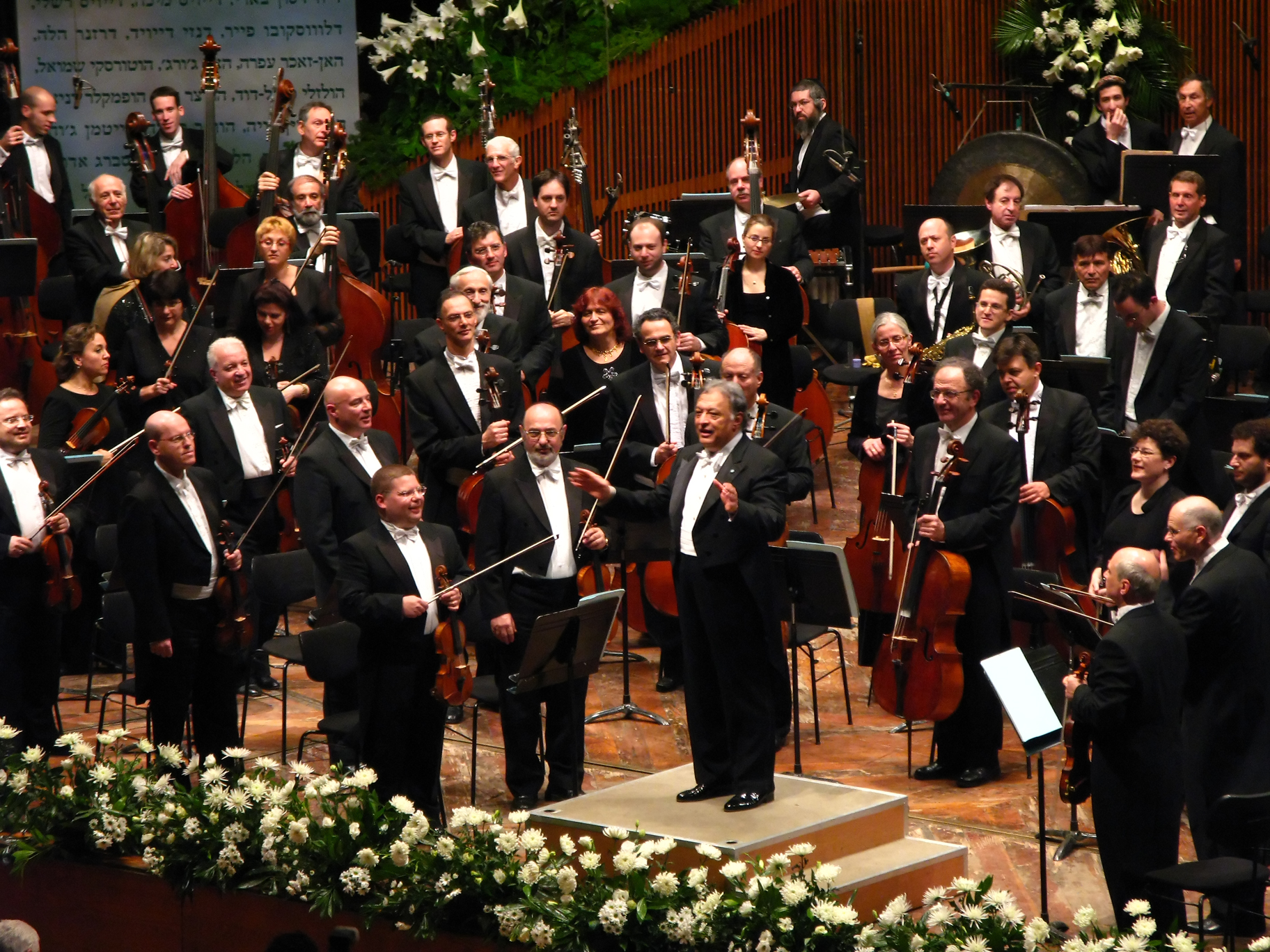
享誉世界的以色列交响乐乐团

以色列傳統的民間音樂通常是與錫安主義的理想和願景有關，例如描繪年輕的猶太子弟建構並防衛一個美好家園的題材。類似的題材通常被稱為（「以色列之歌」）。以色列的古典音樂管弦樂團以及目前由祖賓·梅塔領導的以色列爱乐乐团也在國際間赫赫有名。Dudu Fisher、伊扎克·帕尔曼、平夏斯·祖克曼等人都是來自以色列。在以色列廣受歡迎的音樂型式包括了流行音樂、搖滾樂、重金屬、嘻哈音樂、以及各種族群的音樂，代表人物有艾弗瑞·萊德爾。

### 传媒

#### 新聞出版
以色列的新闻出版业较为发达，主要报刊有：
- 创刊于1918年的《国土报》（希伯来语日报）
- 创刊于1932年的《耶路撒冷邮报》（英语日报）
- 创刊于1939年的《新消息报》（希伯来语日报）
- 创刊于1948年的《晚祷报》（希伯来语日报）
- 创刊于2007年的《今日以色列报》（希伯来语日报）

#### 廣播電視
广播电视方面：
- 以色列广播局（IBA）于1948年成立，直接管理国有电视台电视一台和“以色列之声”电台，自2017年起由以色列公共广播公司（KAN）取代
  - 以色列电视台（电视一台）于1968年开播，每天播放希伯来语和阿拉伯语电视节目
- 以色列的其他主流电视台包括电视二台、十台、十一台、十二台、十三台等，均为私营电视台
- 1951年设立的“以色列国防军之声”为军方电台，用希伯来语广播，也是以色列的主流电台之一

2016年的自由之家年度报告认为以色列是中东和北非最自由的国家。

### 博物馆

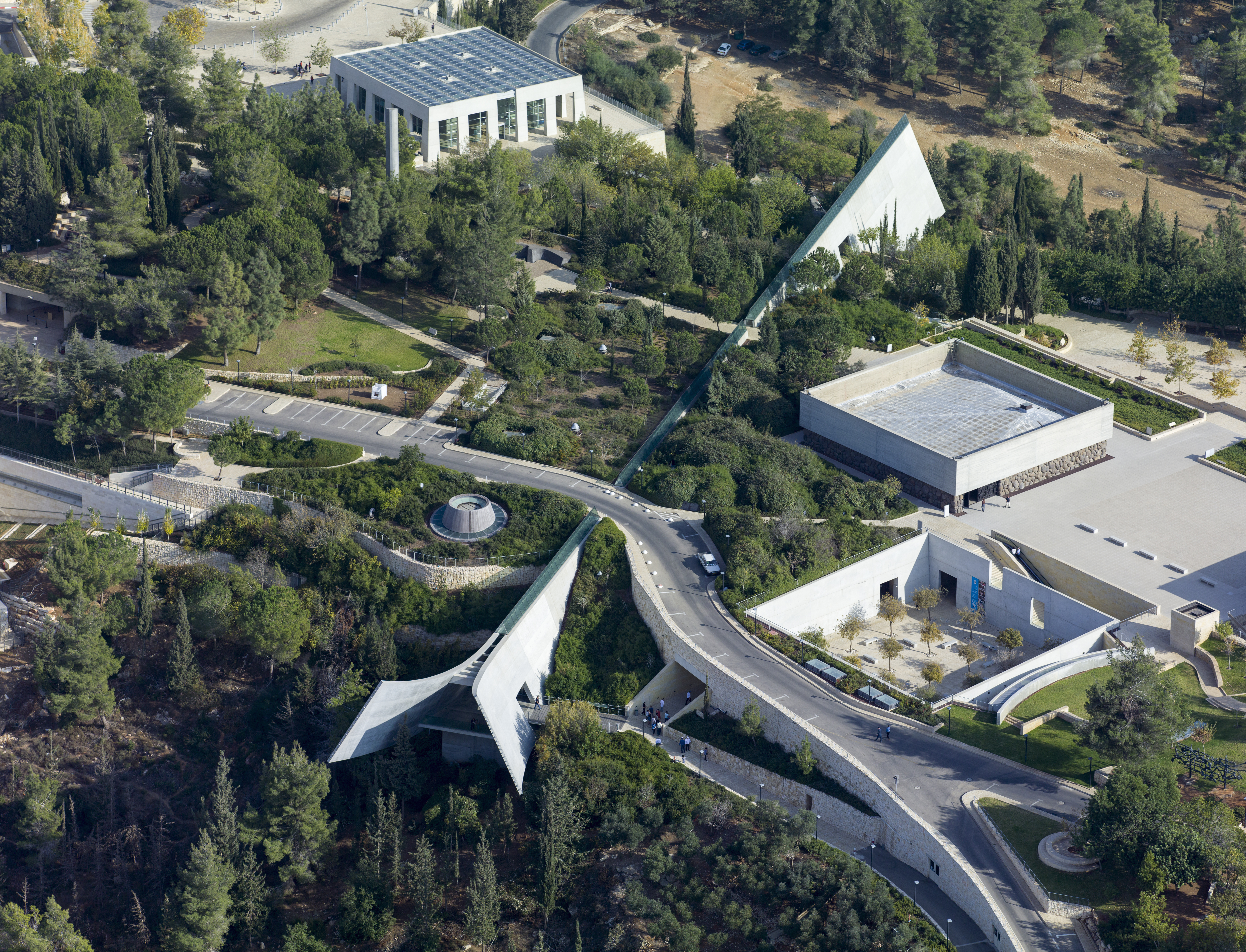
以色列犹太大屠杀纪念馆（耶路撒冷），以色列游客数量第二多的景点，仅次于西墙
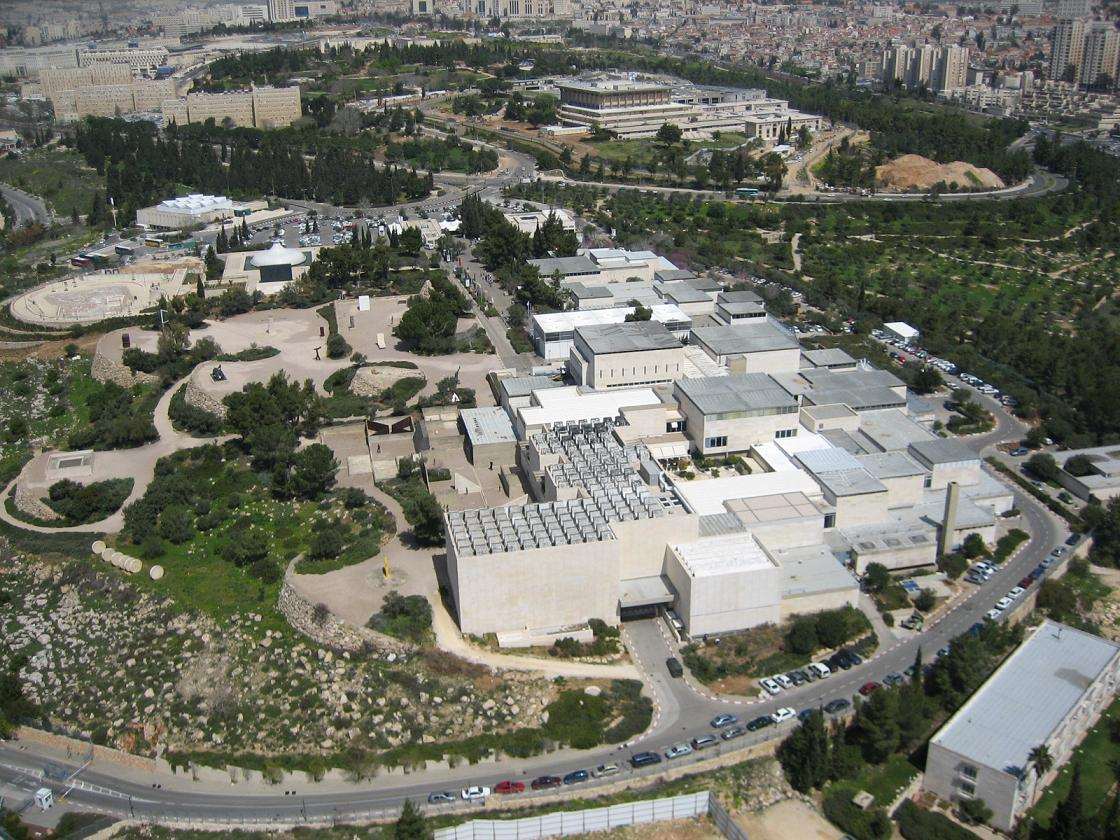
以色列国家博物馆（耶路撒冷），世界级的圣经考古和犹太艺术博物馆
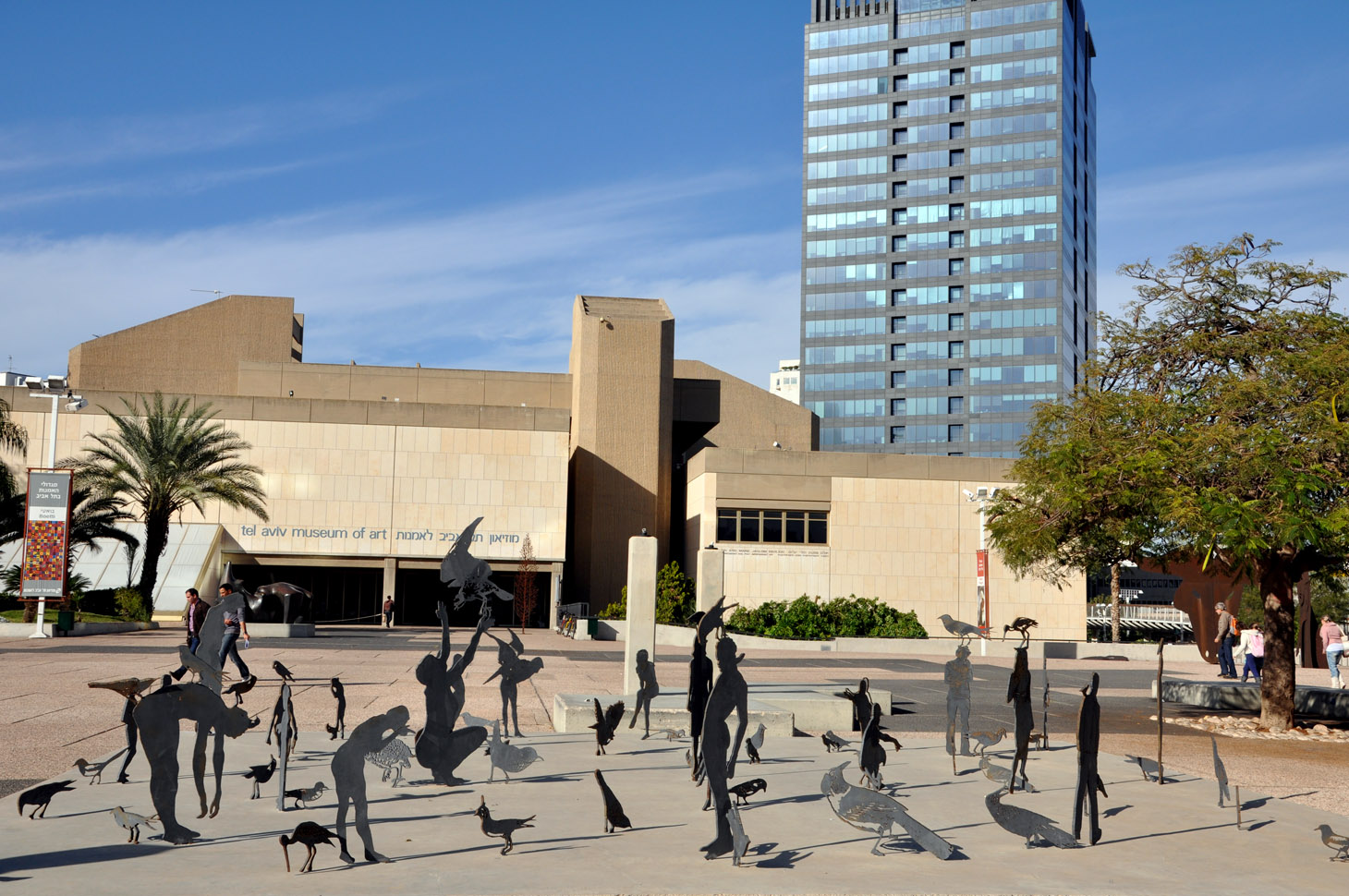
特拉维夫现代艺术博物馆，收藏有众多近现代名画

以色列是世界人均博物馆数量最多的国家，包括几个世界级的博物馆。耶路撒冷以色列国家博物馆是以色列最重要的文化机构之一，并收藏了死海古卷。以色列犹太大屠杀纪念馆是犹太大屠杀研究的档案中心。特拉维夫大学校园内的犹太大流散博物馆，致力于保存散居国外的犹太社团文化。以色列著名的博物馆有：
- 犹太大屠杀纪念馆（耶路撒冷）
- 犹太大流散博物馆（特拉维夫）
- 洛克菲勒考古博物馆（耶路撒冷）
- 圣经之地博物馆（耶路撒冷）
- 耶路撒冷城市历史博物馆（大卫塔）（耶路撒冷）
- 以色列坦克博物馆
- 特拉维夫艺术博物馆
- 以色列空军博物馆
- 以色列海军博物馆

### 饮食

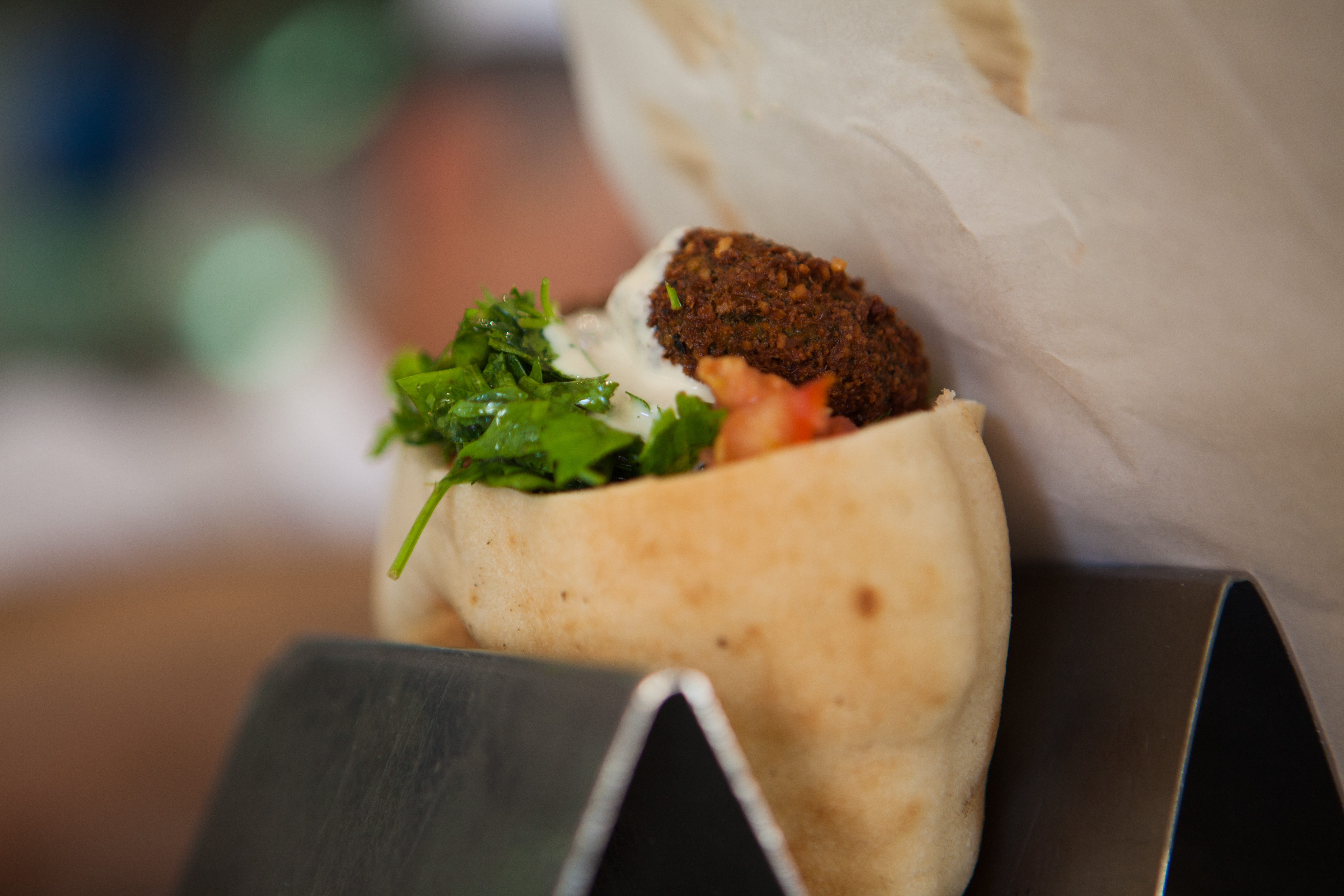
以色列最常见的街边食物鹰嘴豆丸子
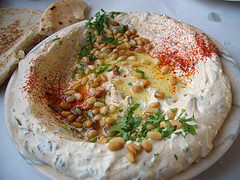
鹰嘴豆泥（胡姆斯）
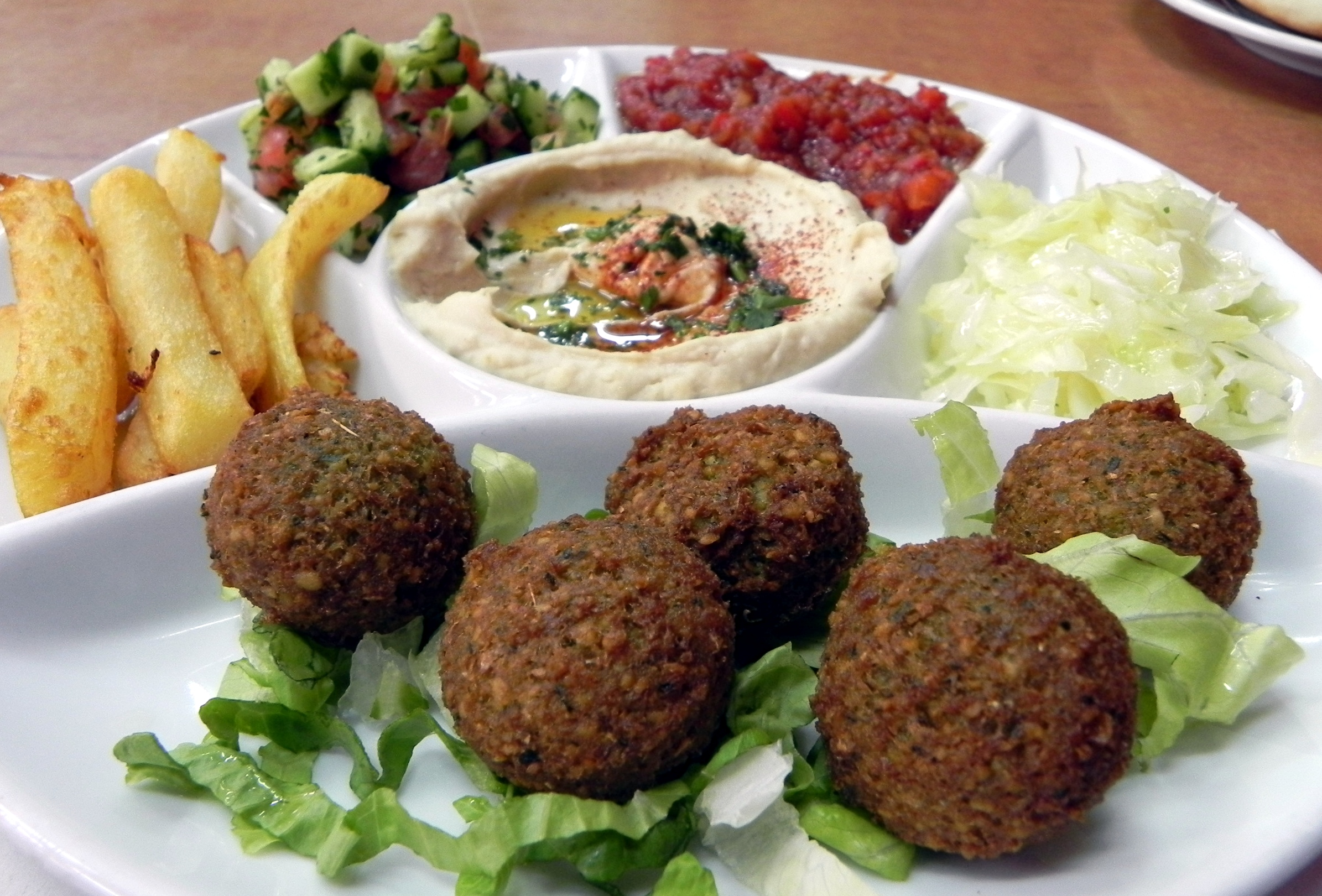
以色列是地中海饮食，食用很多蔬菜和豆类

以色列常见的当地食物有：鹰嘴豆泥 、鹰嘴豆丸子

### 體育

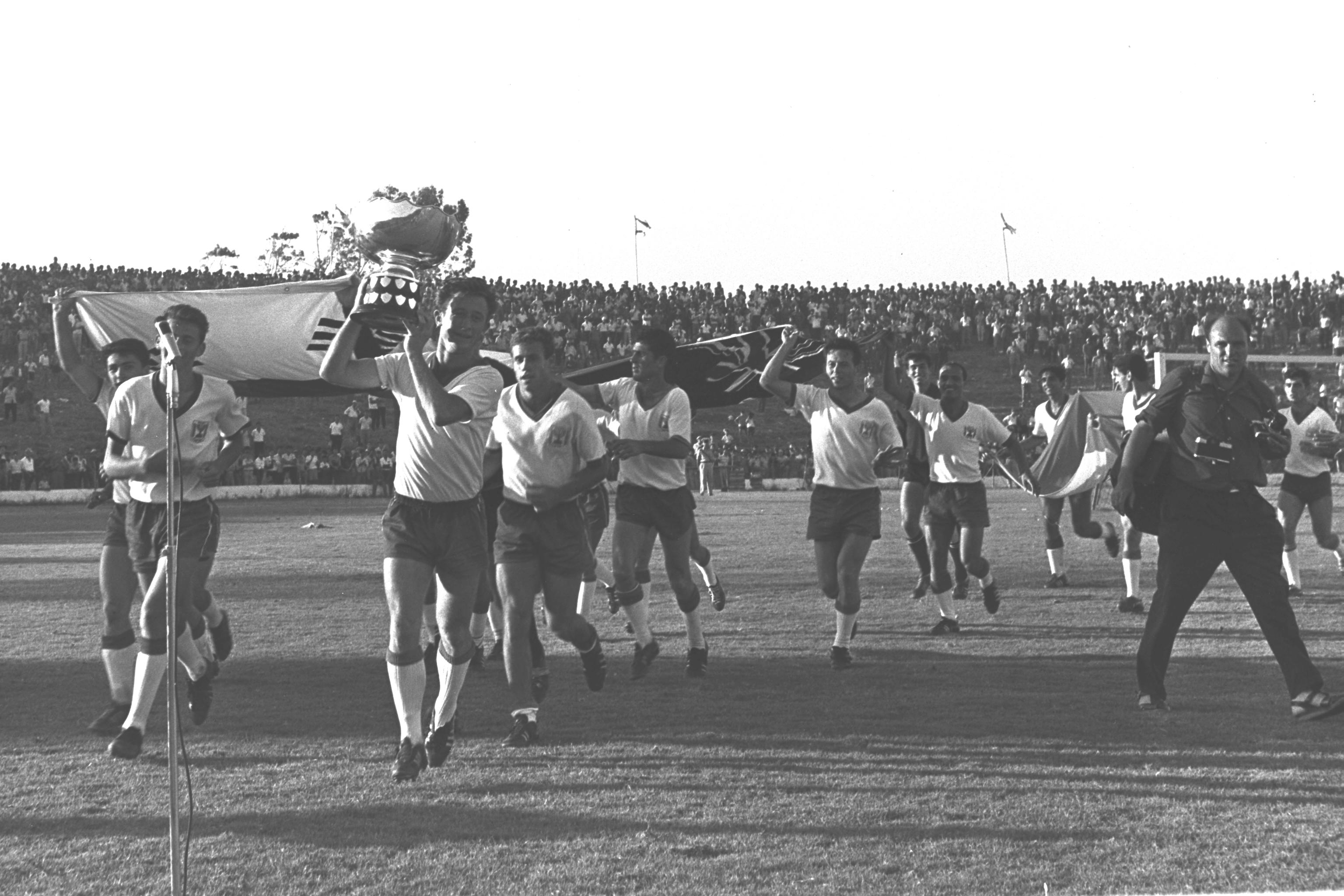
1964年，以色列獲得亞洲盃足球賽冠軍。
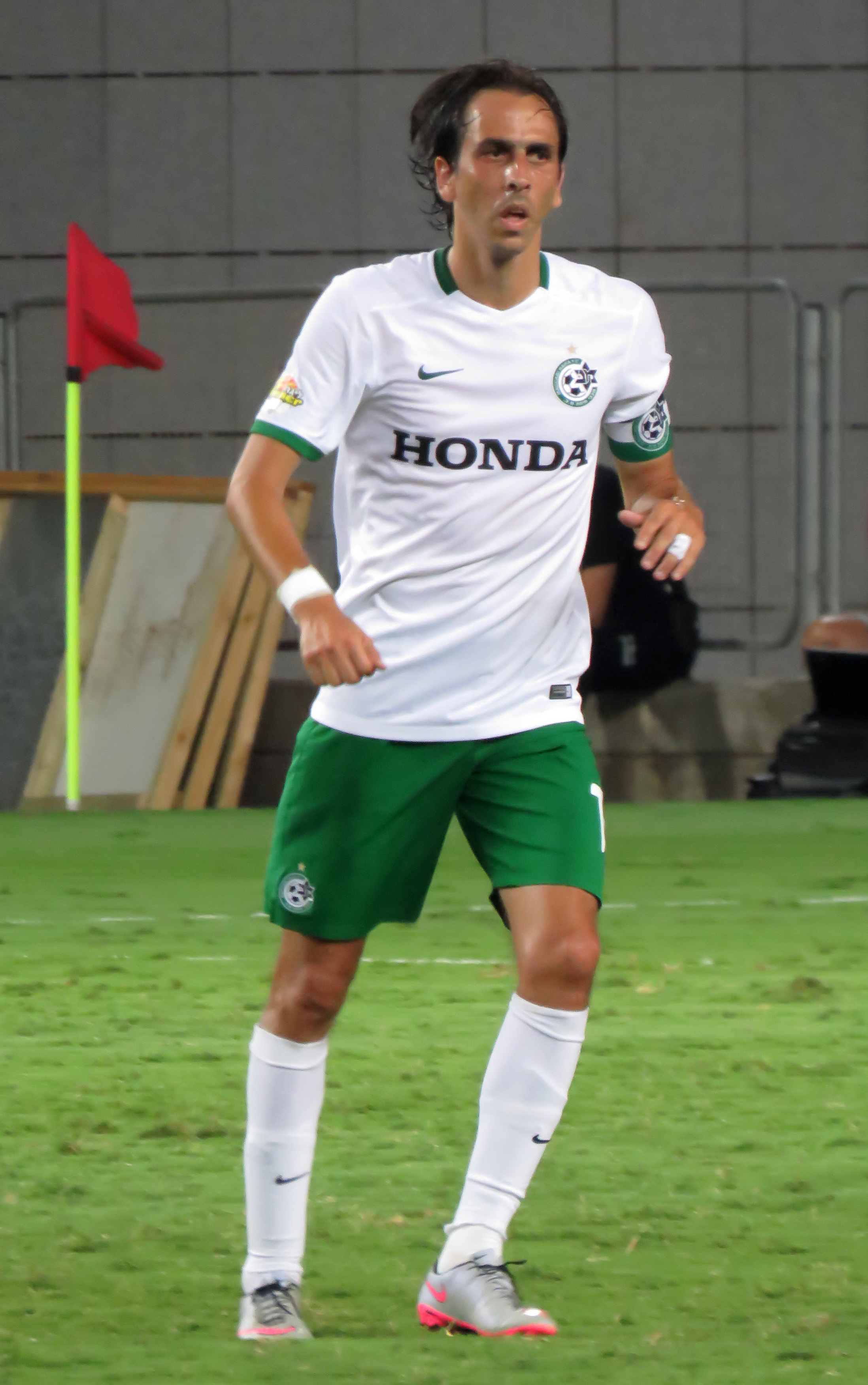
以色列知名足球球星——，曾效力過、利物浦和三支英超勁旅
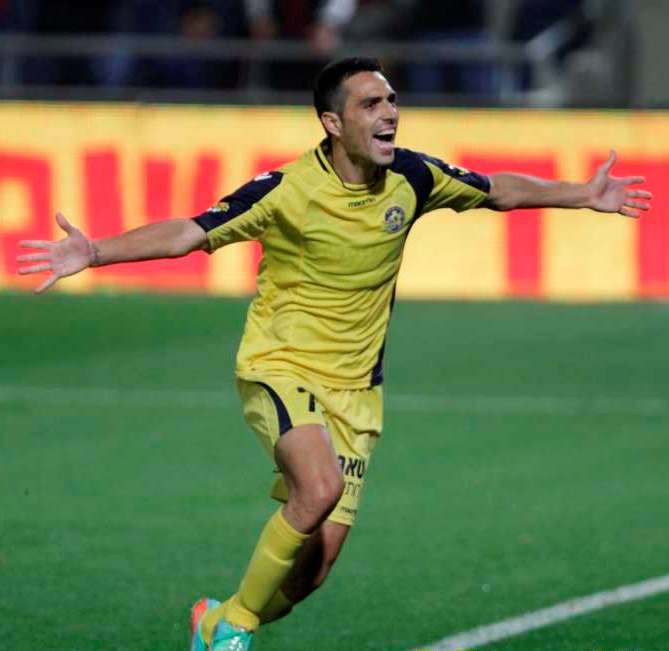
以色列最有名的球星——扎哈维，现效力于荷甲埃因霍温
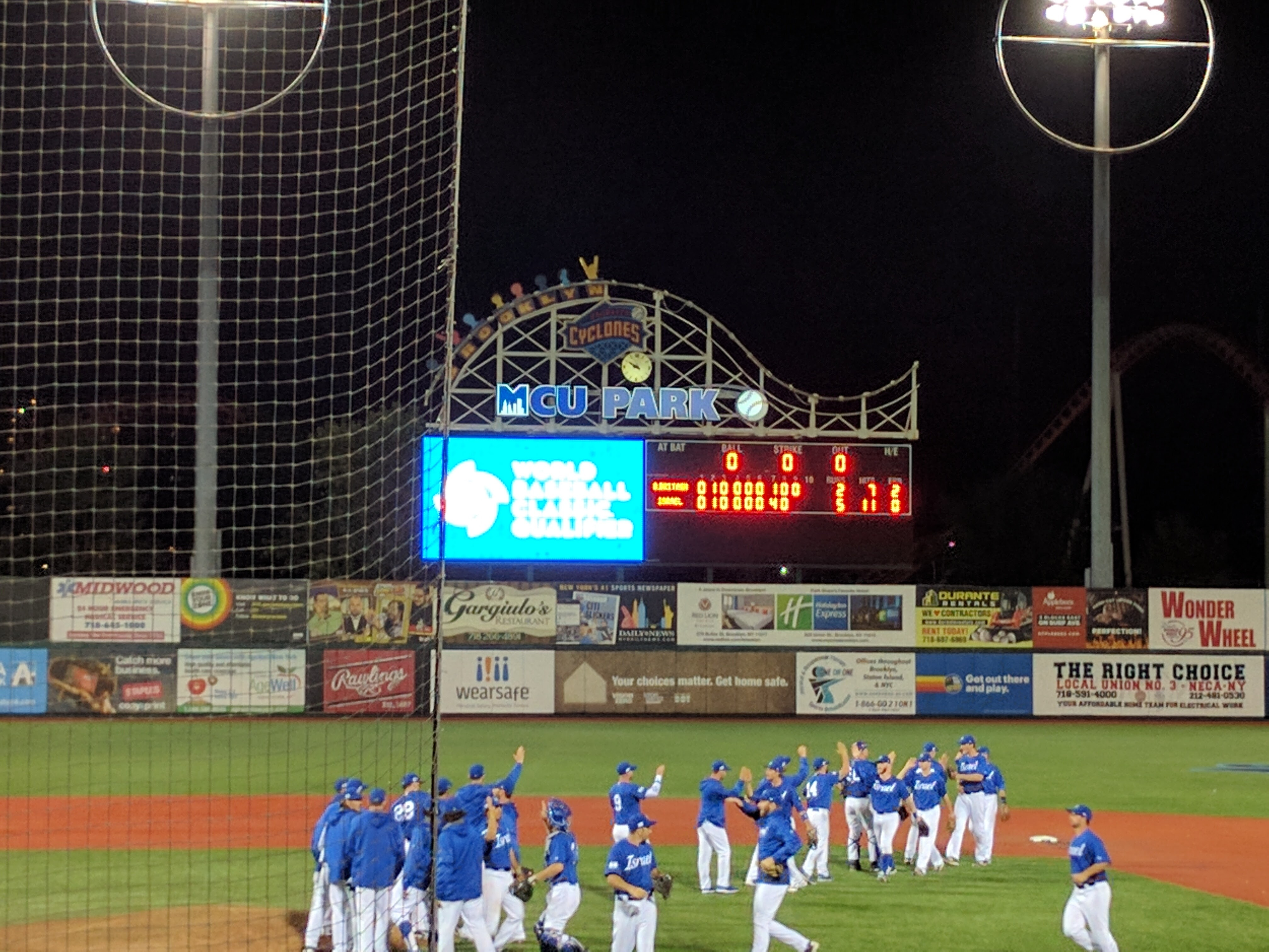
2017年世界棒球經典賽資格賽，以色列在預賽以5 - 2擊敗英國

以色列人是世界上最爱运动的民族之一，街上随处可见跑步者，国民整体身体素质好。雖然足球和籃球被視為是以色列最受歡迎的運動，但以色列在許多其他的運動如手球和田徑上也有非常傑出的表現。在以色列，運動的文化傳統上是注重於參與，而非產生精英的運動員。原因之一是因為義務兵役制度的實施使幾乎所有年滿18歲的以色列公民都必須加入軍隊訓練，另一個原因可能是因為猶太人的傳統精神，強調培養健康的身體和心靈的重要性，但卻不太會支持追求競爭性的體育形式。這種傳統也是出自歷史上馬加比家族（以及再獻聖殿節）反对希腊多神文化，抵制奧林匹克運動會。許多以色列人喜歡一些非競爭性的運動，例如游泳、遠足、冲浪、以及在沙灘上玩Matkot（一種類似網球的以色列運動）。不過，許多現代的以色列人在支持足球和籃球隊的熱情上幾乎不下於其他歐洲人。
以色列国家足球队和篮球队的水平不俗，但由于身处高竞技水平的欧洲赛区，故很难获得出线机会。比如以色列从未晋级过世界杯正赛。
在奧林匹克運動會中，在柔道、皮划艇、滑浪風帆等項目上都曾贏過獎牌，甚至在2020年東京奧運會中，在競技體操及藝術體操上取得兩面金牌；以色列官方頒發給獲得獎牌選手的獎金為世界第五高，在奧林匹克運動會及帕運會上獲得金／銀／銅牌的運動員分別能得到100萬新謝克爾、70萬新謝克爾及50萬新謝克爾，皆為免稅。
以色列2007年成立的以色列棒球聯盟為世界上首個球季比賽只打七局的職業棒球聯盟，若比賽出現平手，將以全壘打決定勝負，彷彿足球的互射十二碼。2007年球季末，因經費不足而解散。
以色列在大型国际综合运动会的成绩：
- 夏季奥运会：4金6银10铜，共20枚奖牌（第74）
- 夏季大运会：3金7银5铜，共15枚奖牌（第62）
- 亚运会：18金16银19铜，共53枚奖牌（第23）
- 世界运动会：7金4銀11铜，共22枚奖牌（第37）
- 冬季大运会：1金，共1枚奖牌（第33）
- 夏季青年奥运会：4金3银1銅，共8枚奖牌（第41）
- 世界武搏运动会：1金2银2銅，共5枚奖牌（第42）

## 外部連結
- 以色列政府官方網站* 以色列外交部
- （页面存档备份，存于）
- 以色列國防軍網站Archive.today的存檔，存档日期2012-07-07
- Knesset（以色列國會）（页面存档备份，存于）
- 維基媒體的以色列地圖集
- 维基导游上有關以色列的旅行指南